# Alb
Albul este cea mai deschisă culoare și este acromatic (fără nuanță). Este culoarea zăpezii proaspete, a cretei și a laptelui și este opus negrului. Obiectele albe reflectă și împrăștie complet toate lungimile de undă vizibile ale luminii. Albul pe ecranul televizorului și al calculatorului este creat dintr-un amestec de lumină roșie, albastră și verde.
În Egiptul antic și Roma antică, preotesele purtau alb ca simbol al purității, iar romanii purtau o togă albă ca simbol al cetățeniei. În Evul Mediu și Renaștere, un unicorn alb simboliza castitatea și un miel alb sacrificiu și puritate. A fost culoarea regilor Franței și a mișcării monarhiste care s-a opus bolșevicilor în timpul Războiului Civil rus (1917-1922). Templele grecești și romane erau construite din marmură albă, iar începând cu secolul al XVIII-lea, odată cu apariția arhitecturii neoclasice, albul a devenit cea mai comună culoare a noilor biserici, a capitolelor și a altor clădiri guvernamentale, în special în Statele Unite. A fost, de asemenea, utilizat pe scară largă în arhitectura modernă a secolului XX ca simbol al modernității și simplității.
Conform sondajelor din Europa și Statele Unite, albul este culoarea asociată cel mai adesea cu perfecțiunea, binele, onestitatea, curățenia, începutul, noul, neutralitatea și exactitatea. Albul este o culoare importantă pentru aproape toate religiile lumii. Papa, capul Bisericii Romano-Catolice, poartă alb din 1566, ca un simbol al purității și al sacrificiului. În islam și în șintoism este purtat de pelerini. În culturile occidentale și în Japonia, albul este cea mai frecventă culoare pentru rochiile de mireasă, simbolizând puritatea și virginitatea. În multe culturi asiatice, albul este și culoarea doliului.

## Etimologie
Cuvânul românesc „alb” provine din latinescul albus care derivă din proto-indo-europeanul *h₂élbʰos, *álbʰos, *albʰós („alb”). În latină existau mai mulți termeni pentru a desemna albul: albus, „alb (mat)”, candidulus „alb strălucitor”,canus „alb-argintiu, cărunt, cenușiu”, lactineus „alb ca laptele”, marmoreus „alb ca marmura”, niveus „alb ca zăpada”, argenteus „(fig.) de culoarea argintului, argintiu”.
În celelalte limbi romanice cuvântul alb provine din blancus cuvânt din latina târzie împrumutat din germanicul *blank, iar acesta din proto-germanicul *blangkaz, „alb, luminos, orbitor” (franceză blanc, italiană bianco, spaniolă blanco, portugheză branco).

## Istorie și artă

### Preistorie și lumea antică
Albul a fost una dintre primele culori folosite în artă. Peștera Lascaux din Franța conține desene de tauri și alte animale desenate de artiști din Paleolitic, acum 18.000-17.000 de ani. Ei au folosit calcit sau cretă, uneori ca fundal, alteori ca punct de evidență, alături de cărbune și ocru roșu și galben în picturile lor din peșteri.
În Egiptul antic, albul era legat de zeița Isis. Preoții și preotesele Isis se îmbrăcau doar în pânză albă, care era folosită și pentru a înfășura mumiile.
În Grecia și alte civilizații antice, albul era adesea asociat cu laptele mamei. În mitologia greacă, zeul principal Zeus a fost hrănit la sânul nimfei Amalthea. În Talmud, laptele era una dintre cele patru substanțe sacre, alături de vin, miere și trandafir.
Grecii antici vedeau lumea în termeni de întuneric și lumină, deci albul era o culoare fundamentală. Potrivit lui Pliniu cel Bătrân în cartea sa Istorie naturală, Apelles (secolul al IV-lea î.Hr.) și ceilalți pictori celebri din Grecia antică au folosit doar patru culori în picturile lor: alb, roșu, galben și negru. Pentru vopsire, grecii au folosit pigmentul foarte toxic alb de plumb, realizat printr-un proces lung și laborios.
Toga simplă albă, cunoscută sub denumirea de toga virilis, era purtată la ocazii ceremoniale de către toți cetățenii romani cu vârsta de peste 14-18 ani. Magistrații și anumiți preoți purtau toga praetexta, cu o dungă mare violet. Pe vremea împăratului Augustus, nici un roman nu avea voie să apară în forum fără togă.
Romanii antici aveau două cuvinte pentru alb: albus, un alb simplu și candidus, un alb mai luminos. Un bărbat care dorea funcții publice la Roma purta o togă albă luminată cu cretă, numită toga candida, originea cuvântului „candidat”. Cuvântul latin candere însemna să lumineze, să fie luminos. A fost originea cuvintelor „candelă” și „candid”.
În Roma antică, preotesele zeiței Vesta, vestalele, se îmbrăcau în haine de in alb, cu un șal sau mantie albă și un voal alb. Ele protejau focul sacru al Romei. Albul simboliza puritatea, loialitatea și castitatea lor.

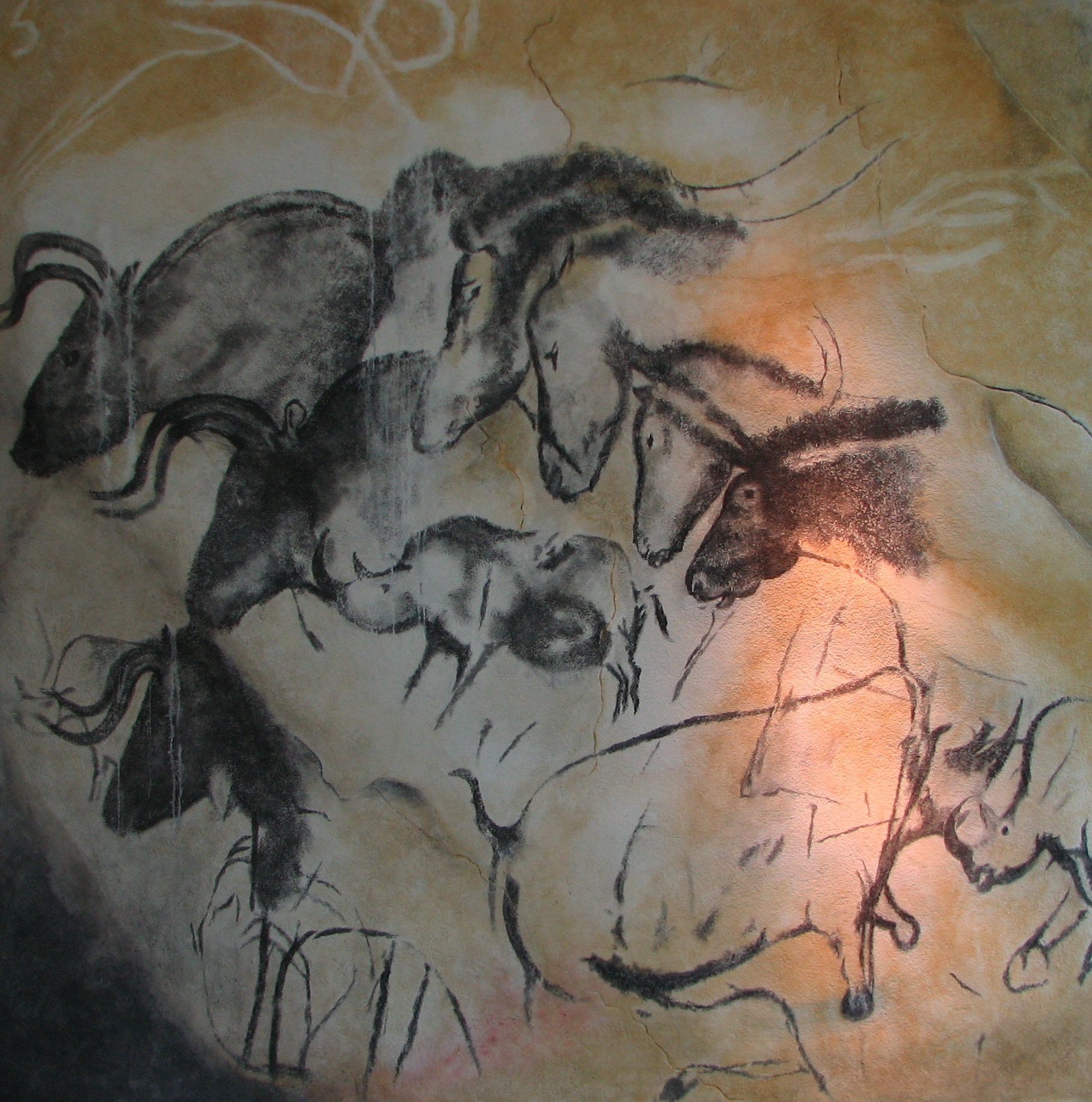
Picturi preistorice în Peștera Chauvet, Franța (30.000 - 32.000 î.Hr.)
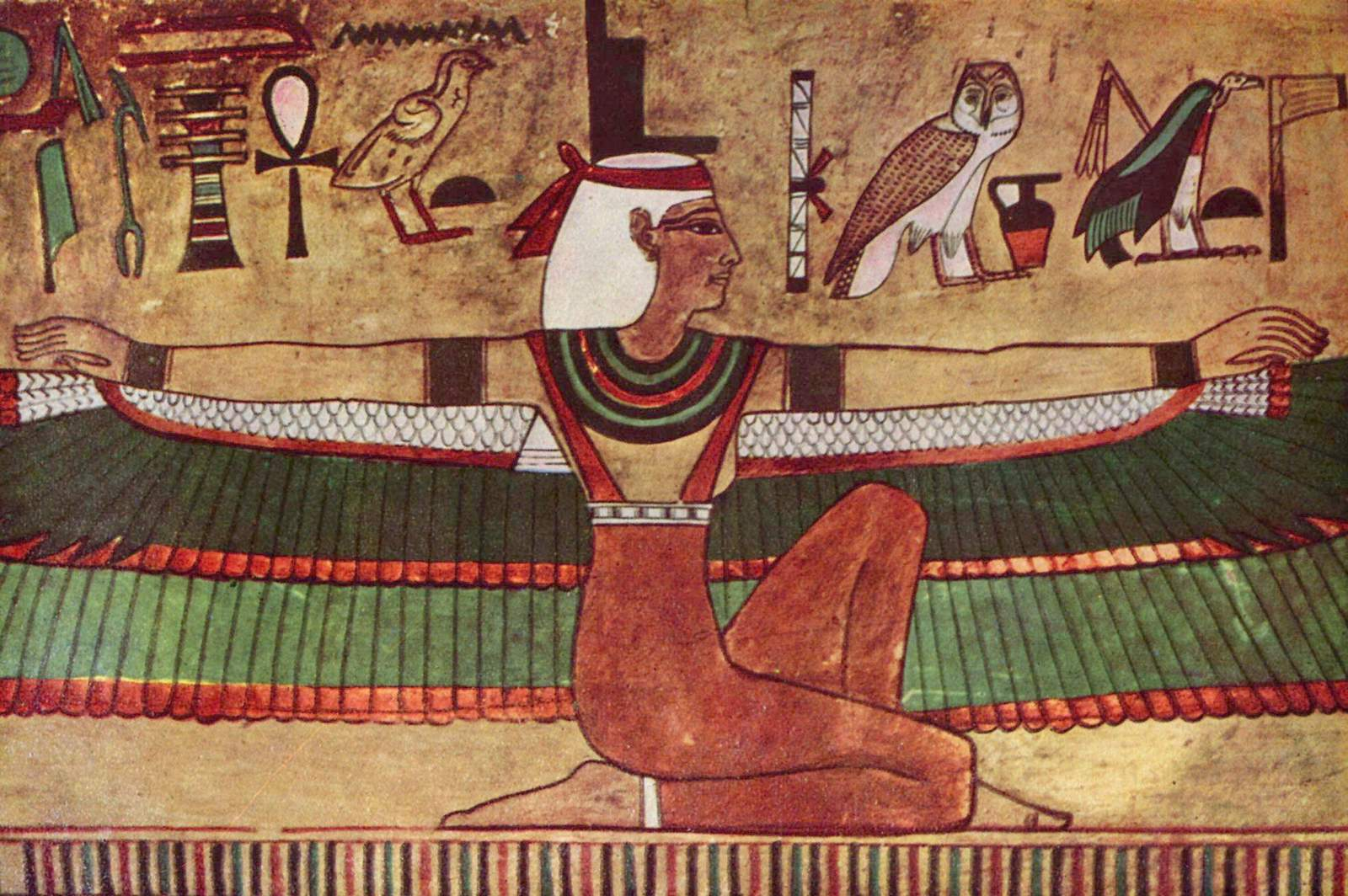
Pictura zeiței Isis (1380–1385 î.Hr.). Preoții cultului ei purtau haine din pânză albă.
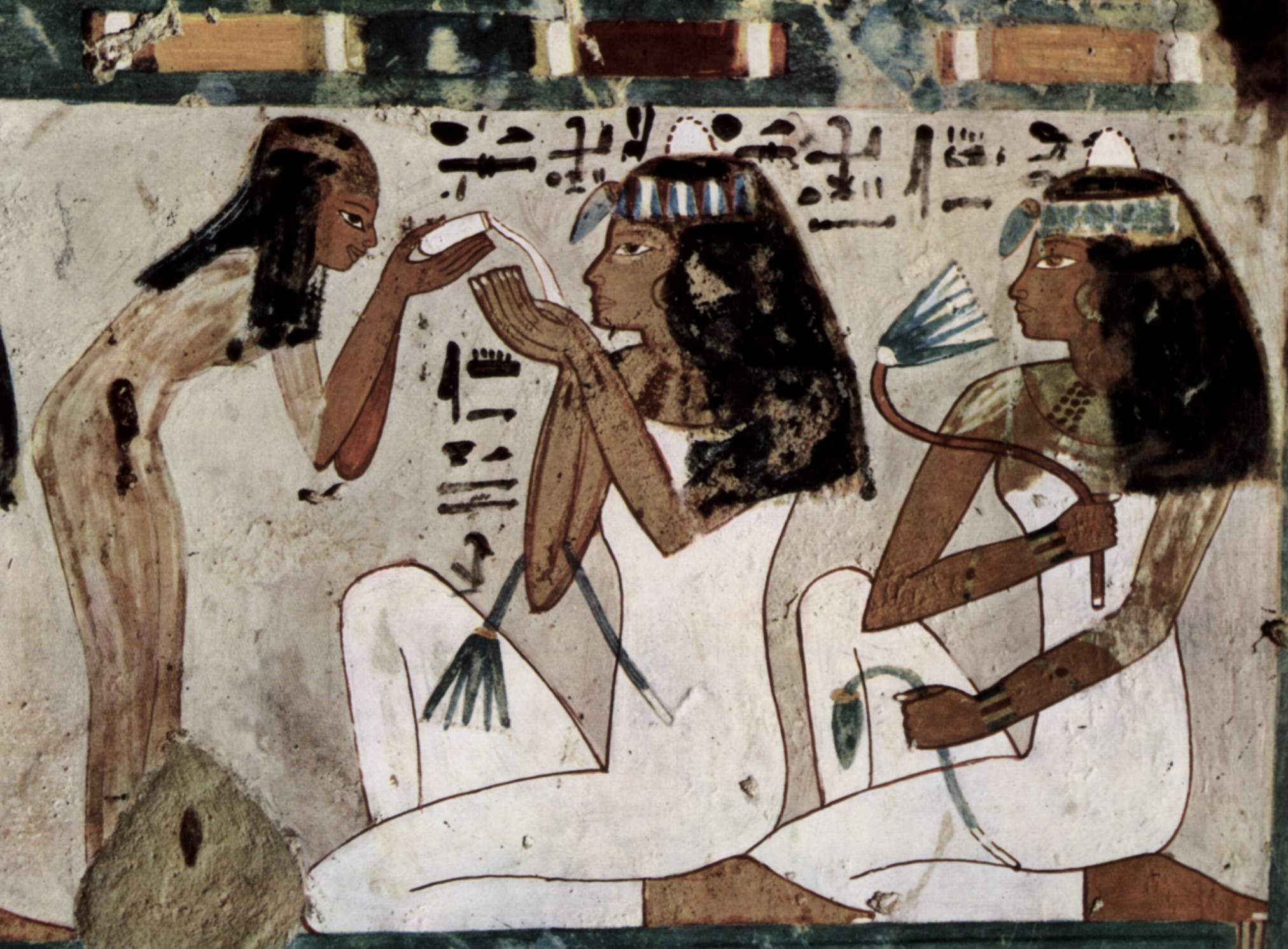
Femei egiptene pictate în alb într-o pictură dintr-un mormânt (1448-1422 î.Hr.).
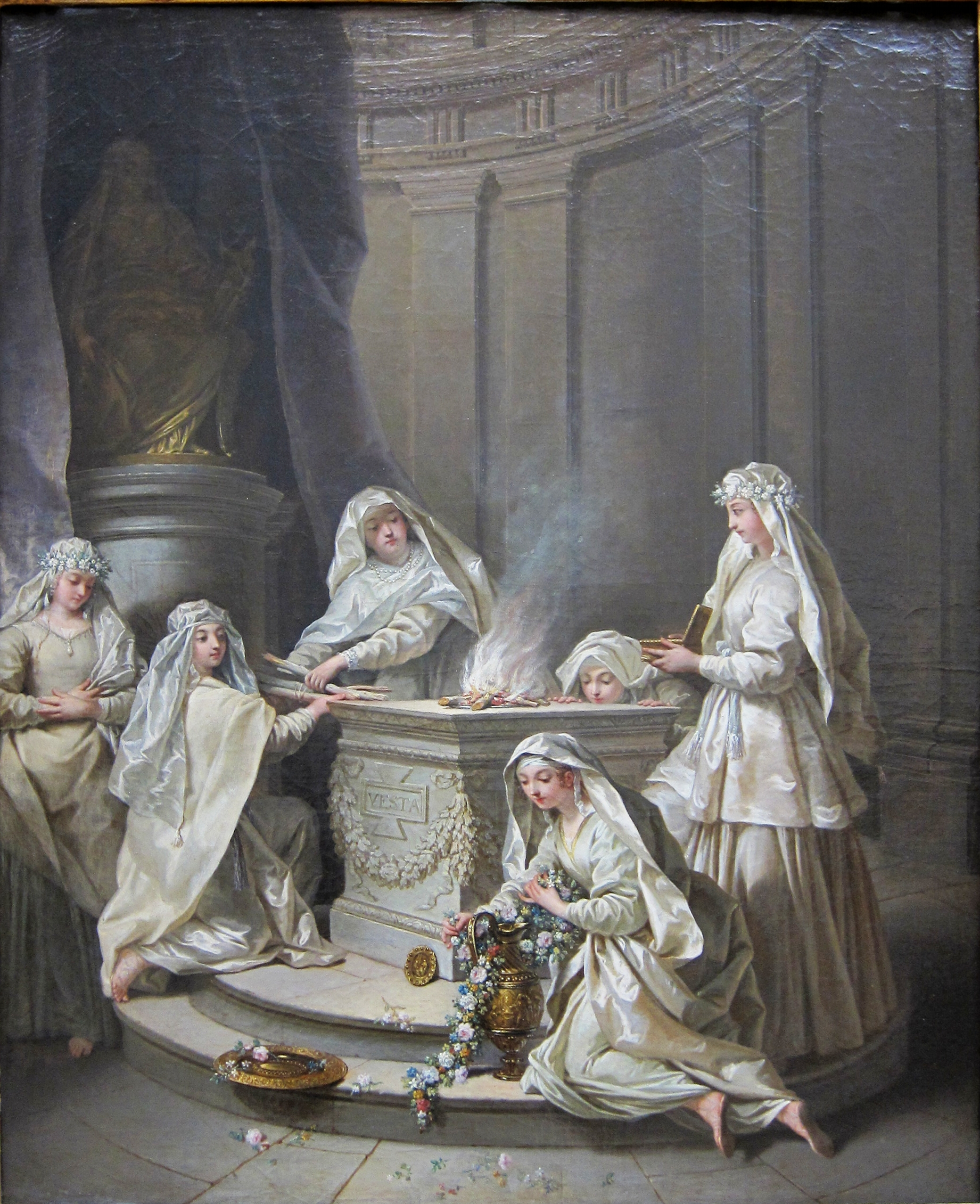
Vestalele, preotesele zeiței Vesta, îmbrăcate în alb întreținând focul sacru

### Istorie postclasică
Biserica creștină timpurie a adoptat simbolismul roman al albului drept culoare a purității, a sacrificiului și a virtuții. A devenit culoarea purtată de preoți în timpul liturghiei, culoarea purtată de călugării din Ordinul cistercian și, sub Papa Pius al V-lea, fost călugăr al Ordinului dominican, a devenit culoarea oficială purtată de Papa însuși. Călugării din Ordinul benedictin se îmbrăcau în lână naturală nevopsită albă sau gri, însă ulterior și-au schimbat culoarea în negru, culoarea smereniei și a penitenței.
În arta din istoria postclasică, mielul alb a devenit simbolul sacrificiului lui Hristos în numele omenirii. Ioan Botezătorul l-a descris pe Hristos ca mielul lui Dumnezeu, care a luat păcatele lumii asupra lui. Mielul alb a fost centrul unuia dintre cele mai faimoase tablouri din perioada medievală, Ghent Altarpiece de Jan van Eyck. Albul era, de asemenea, culoarea simbolică a Schimbării la Față. Evanghelia Sfântului Marcu descrie hainele lui Iisus ca „strălucitoare, depășind în albețe zăpada”.
Artiști precum Fra Angelico și-au folosit priceperea pentru a surprinde albul hainelor sale. În pictura sa despre Transfigurarea de la Mănăstirea Sfântului Marcu din Florența, Fra Angelico a subliniat îmbrăcămintea albă folosind un fundal ușor auriu.
În timpul istoriei postclasice, pictorii rareori au amestecat culorile, dar în Renaștere, influentul umanist și savant Leon Battista Alberti i-a încurajat pe artiști să adauge alb în  culorile lor pentru a le face mai luminoase, mai strălucitoare și pentru a adăuga hilaritas (veselie). Mulți pictori i-au urmat sfaturile, iar paleta Renașterii a fost considerabil mai strălucitoare.

### Istorie modernă
Până în secolul al XVI-lea, albul era culoarea doliului în rândul regalității. Văduvele regilor Franței au purtat alb până la Anne de Bretania în secolul al XVI-lea. O tunică albă era purtată și de  cavaleri, împreună cu o mantie roșie, arătând dorința cavalerilor de a-și da sângele pentru rege sau pentru Biserică.

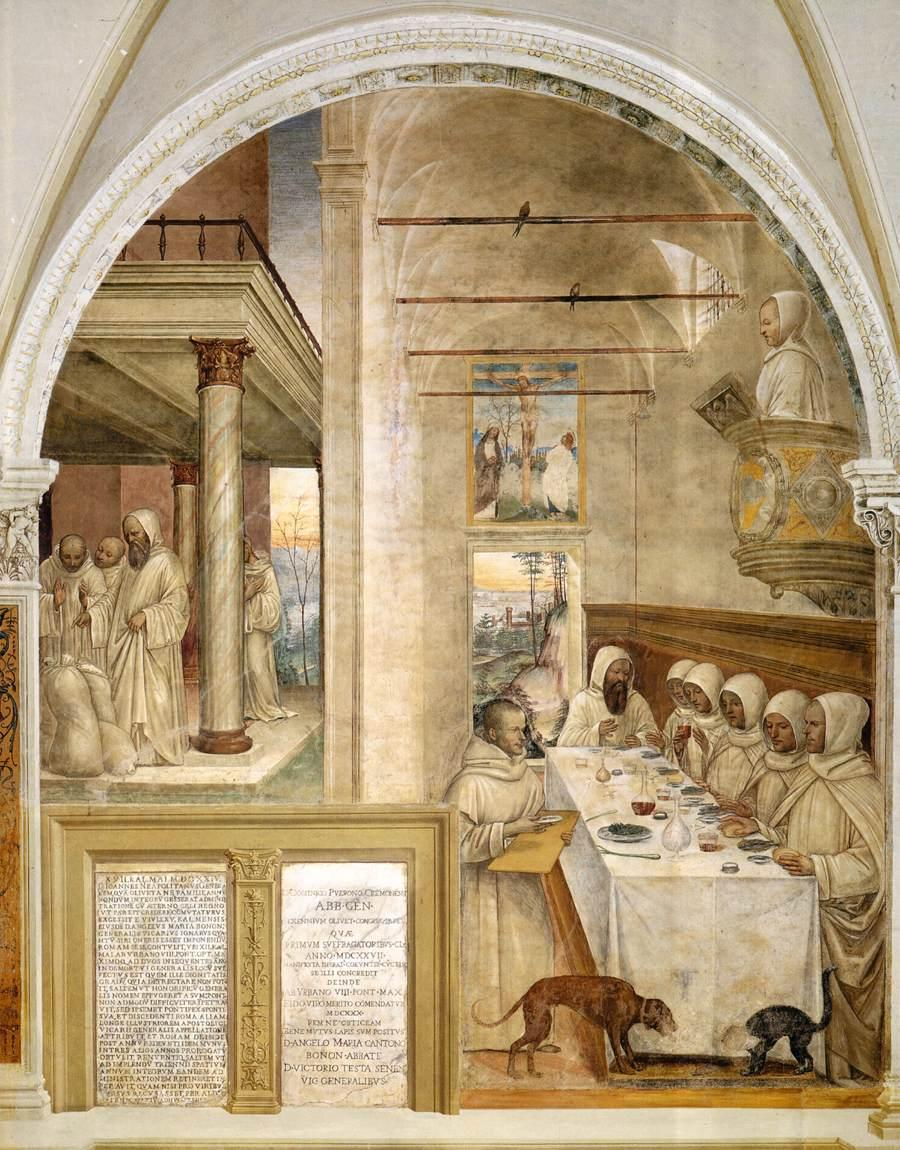
Călugării din Ordinul benedictin îmbrăcați în haine de lână albă sau gri. (1504). Ulterior, Ordinul și-a schimbat culoarea hainelor în negru, culoarea smereniei și a penitenței.
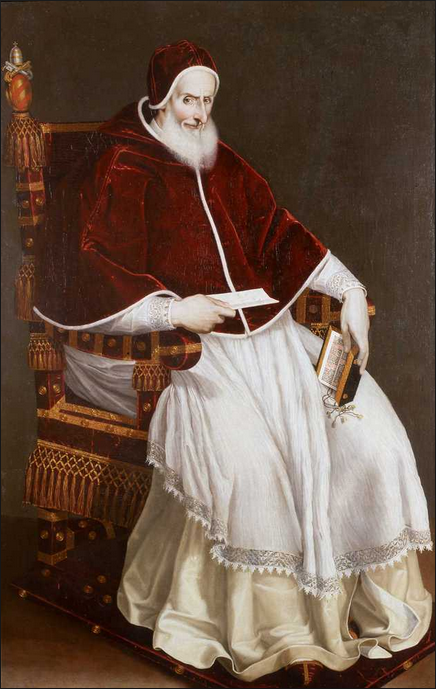
Sub Papa Pius al V-lea (1504–1572), fost călugăr al Ordinului dominican, albul a devenit culoarea oficială purtată de Papă.
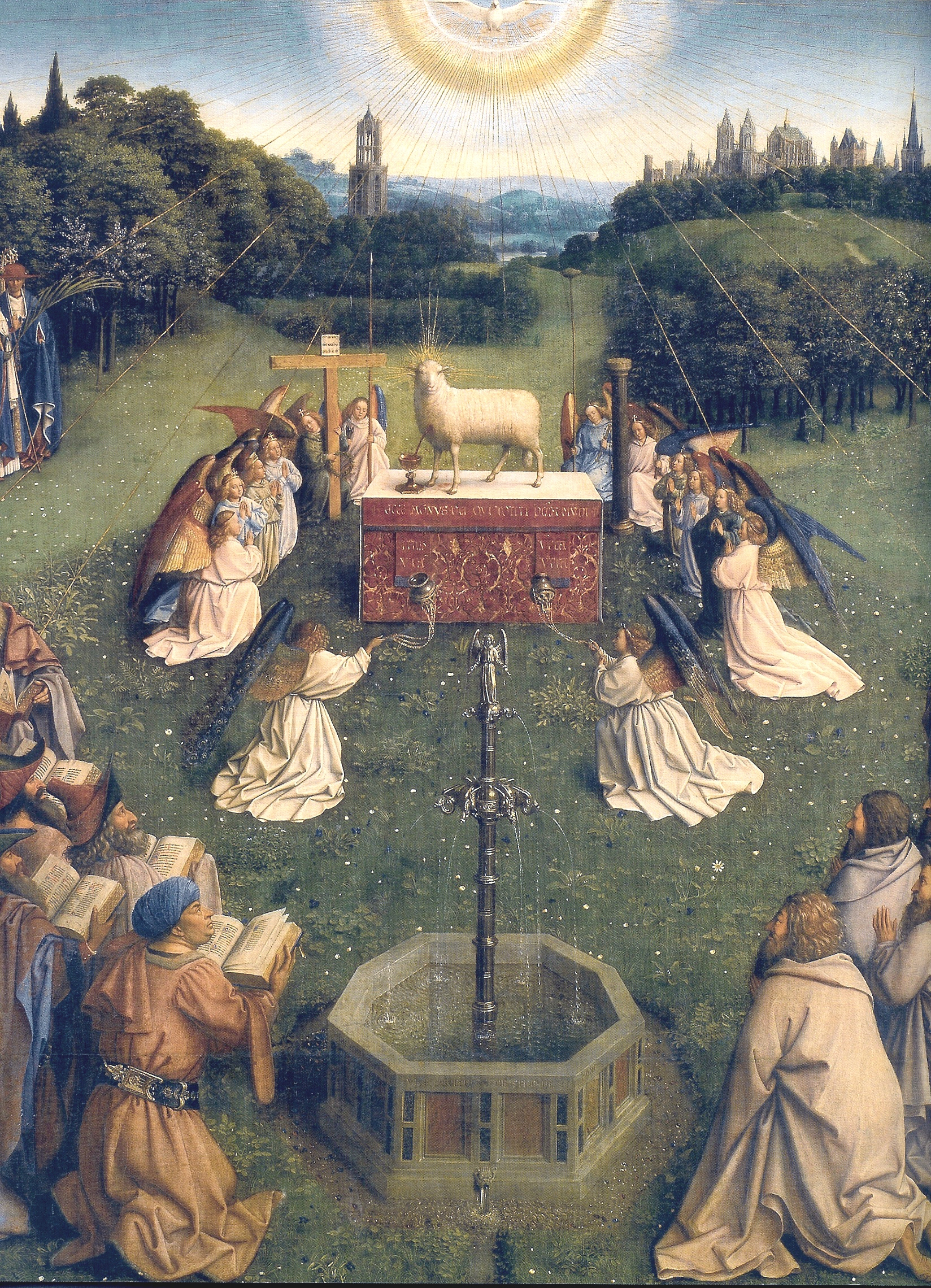
Mielul alb în Altarul Gantei de Jan van Eyck. (1432)
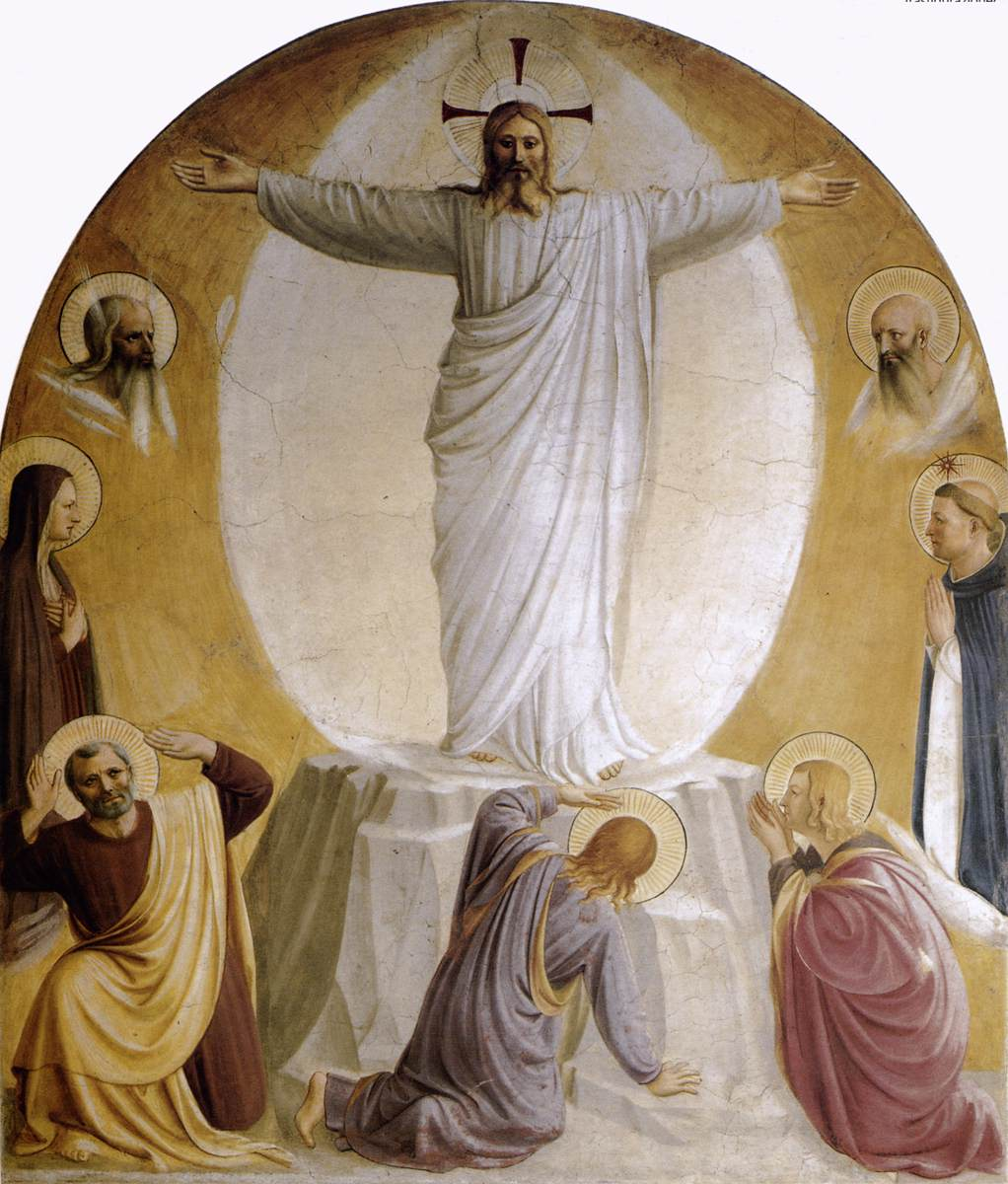
Schimbarea la Față de Fra Angelico (1440-1442)
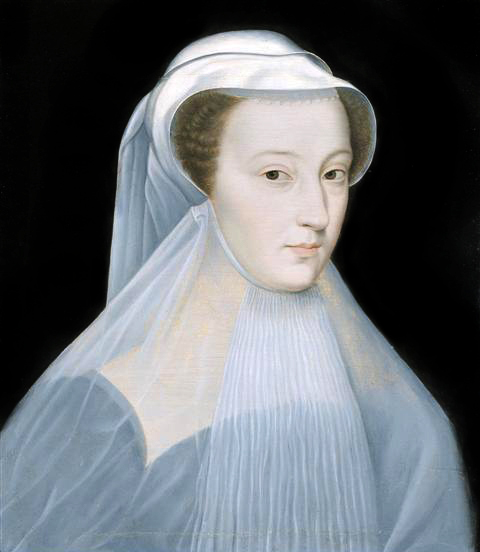
Maria Stuart a purtat doliu alb pentru soțul ei, regele Francisc al II-lea al Franței, care a murit în 1560.
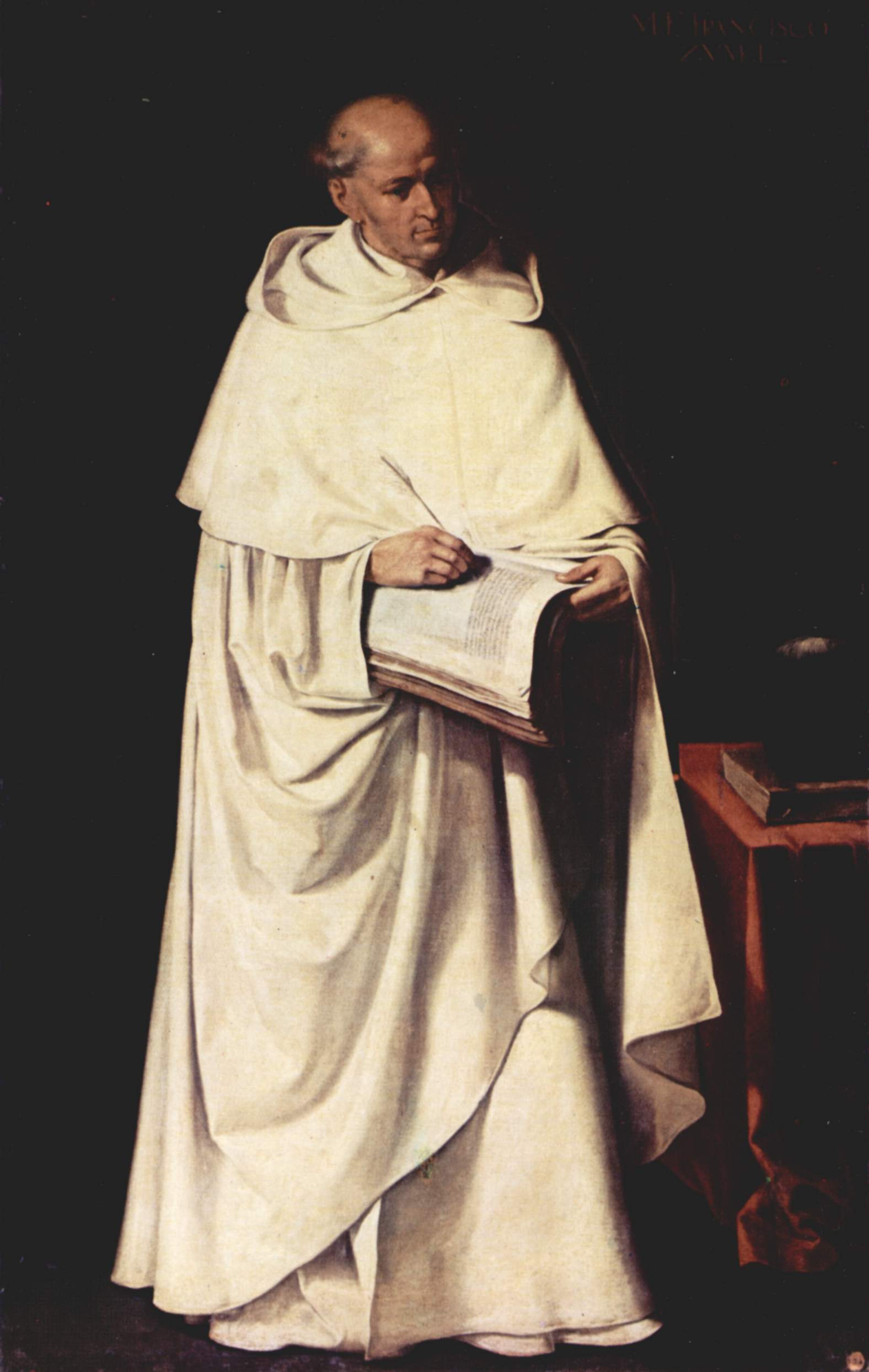
Portretulu lui Francisco Zumel, de Francisco de Zurbarán, c. 1633
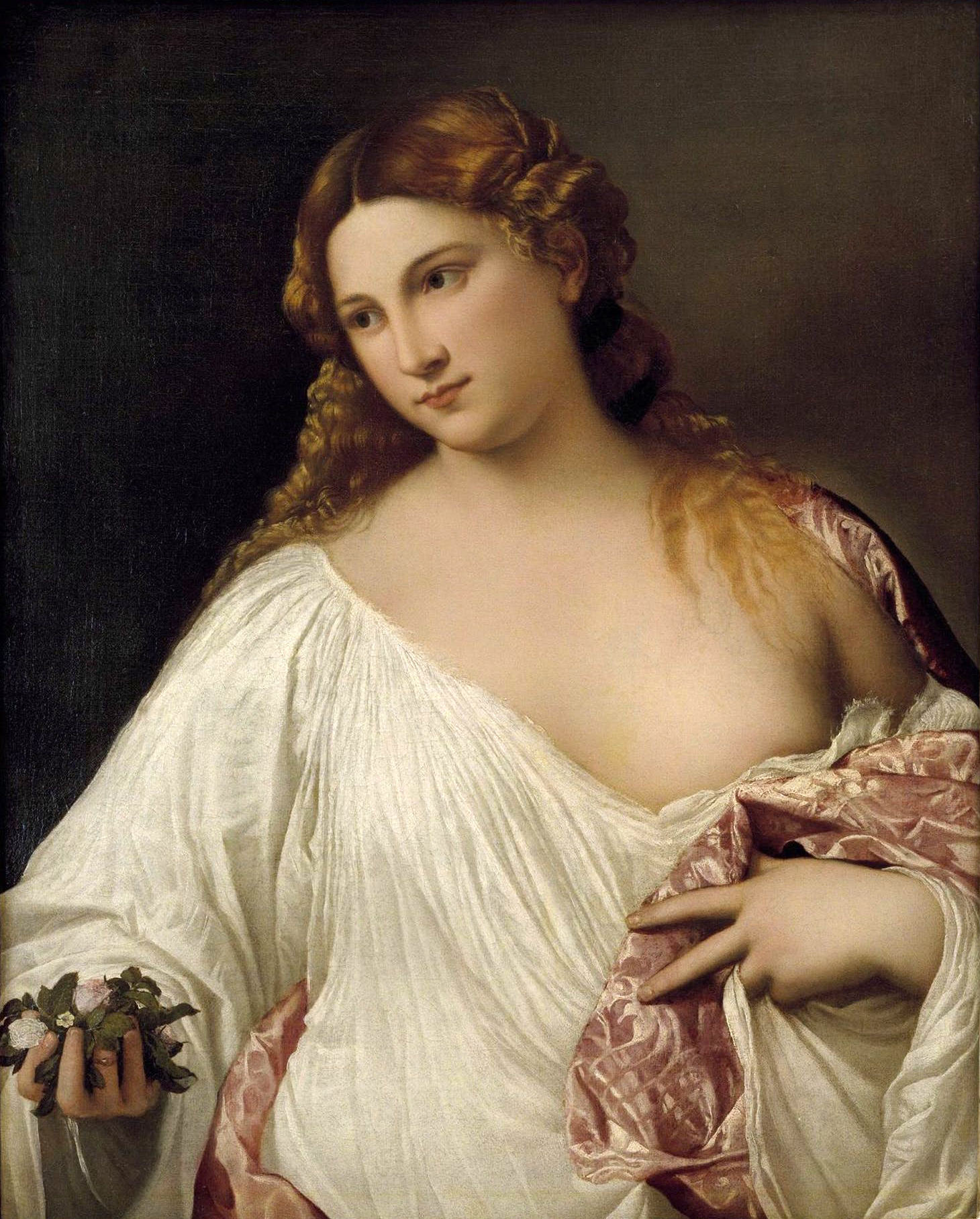
Flora de Titian, 1515-1517

#### Secolele XVIII și XIX
Albul a fost culoarea dominantă a interioarelor arhitecturale în perioada barocă și în special stilul rococo care l-a urmat în secolul al XVIII-lea. Interioarele bisericilor erau concepute pentru a arăta puterea, gloria și bogăția bisericii. Erau pline de oglinzi, auriu, statui și reliefuri, unificate de alb.
Albul era, de asemenea, o culoare la modă atât pentru bărbați, cât și pentru femei în secolul al XVIII-lea. Bărbații din aristocrație și clasele superioare purtau peruci albe pudrate și ciorapi albi, iar femeile purtau rochii albe brodate și pastelate.
După Revoluția franceză, a devenit la modă un alb mai auster (blanc cassé), rochiile femeilor fiind modelate după ținutele Greciei Antice și ale Republicii Rome. Datorită designului destul de revelator al acestor rochii, doamnele care le purtau erau numite  les merveilleuses (minunatele) de către francezii din acea epocă. Stilul Empire sub împăratul Napoleon I a fost modelat după tinutele mai conservatoare ale Romei antice imperiale.
Albul a fost culoarea universală a lenjeriei de femei și bărbați și a cearșafurilor din secolele XVIII și XIX. Era de neconceput cearșafuri sau lenjerie de orice altă culoare. Motivul era simplu: modul de spălare a lenjeriei în apă clocotită făcea ca orice altă culoare să se estompeze. Când lenjeria era uzată, era colectată și transformată în hârtie de înaltă calitate.

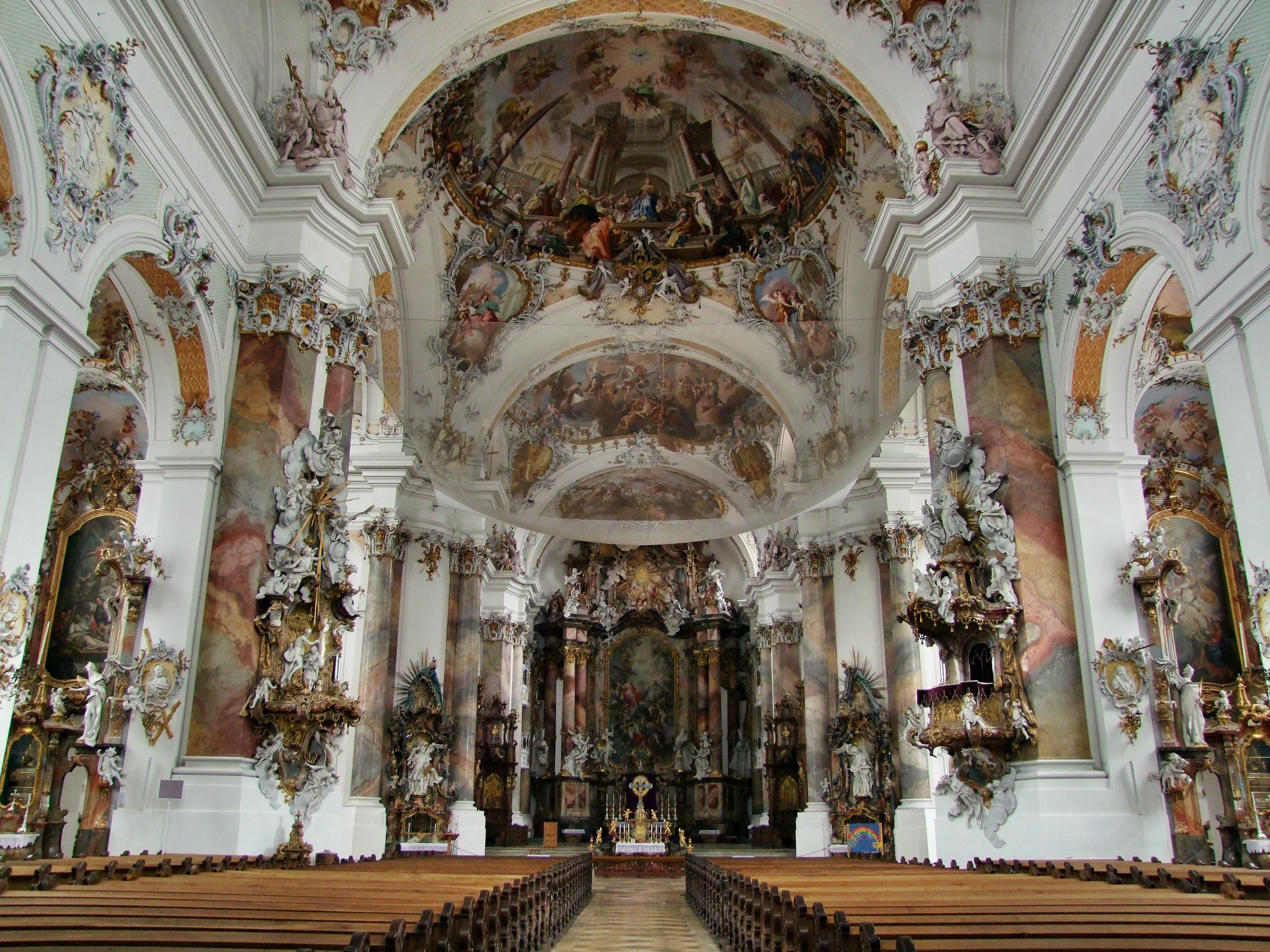
Un interior rococo alb din secolul al XVIII-lea, la Basilica din Ottobeuren, în Bavaria.
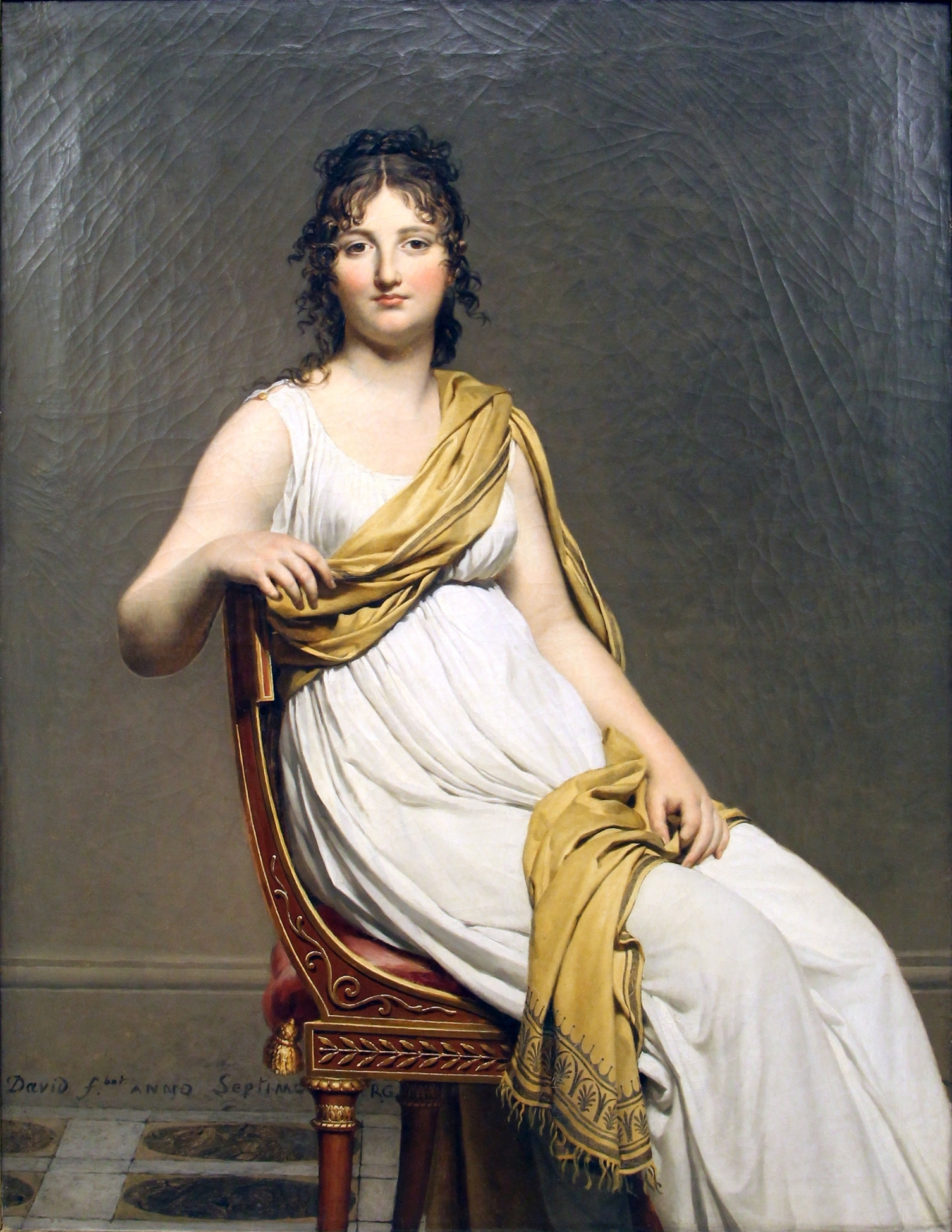
Madame de Verninac, de Jacques-Louis David, 1799
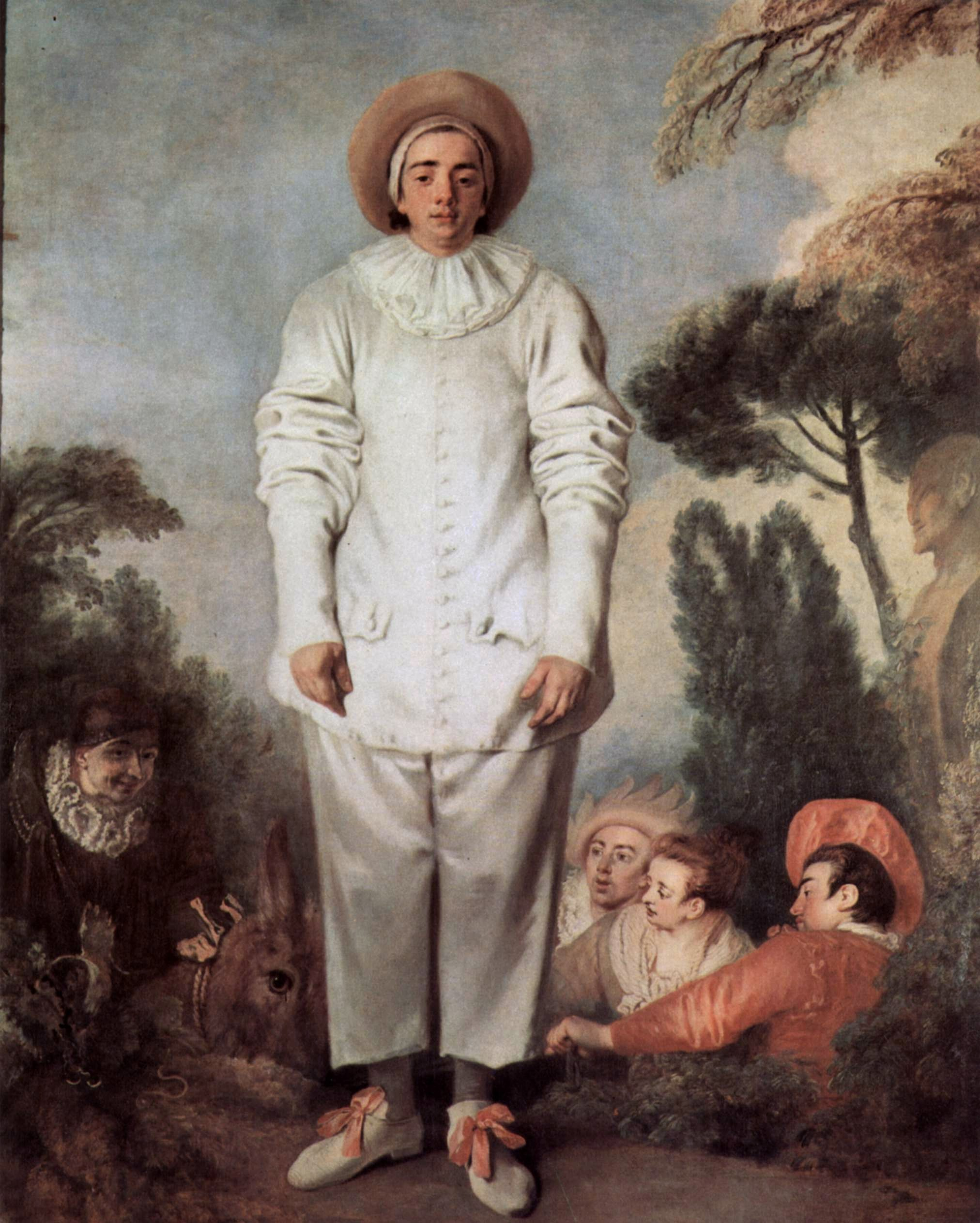
Pierrot, de Jean-Antoine Watteau, 1718-1719
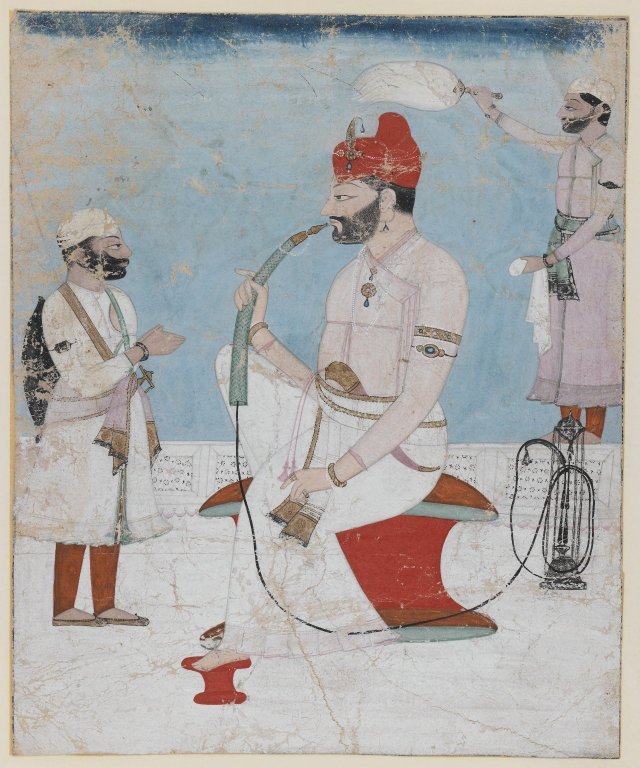
Sansar Chand, c.1800
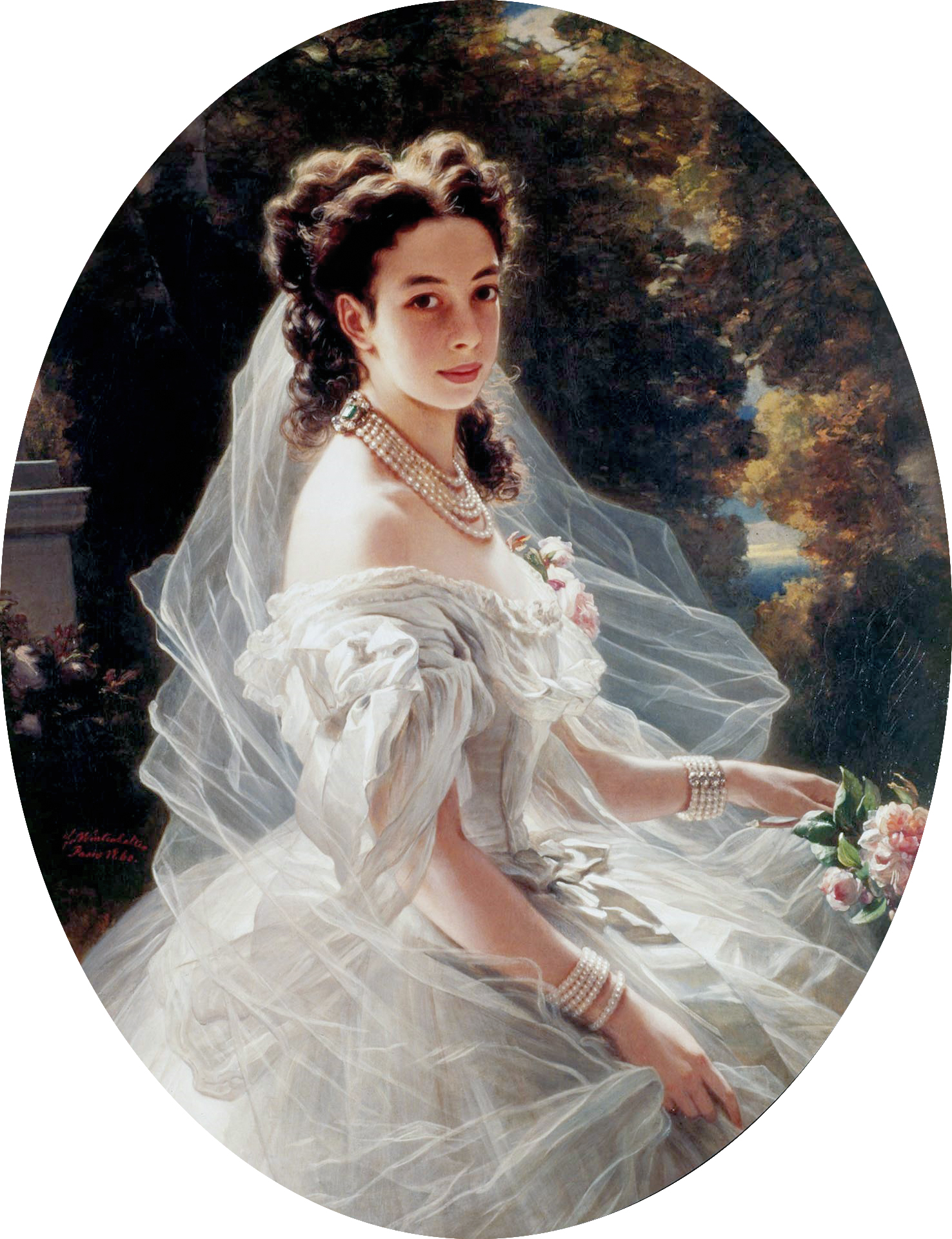
Pauline von Metternich, de Franz Xaver Winterhalter, 1860
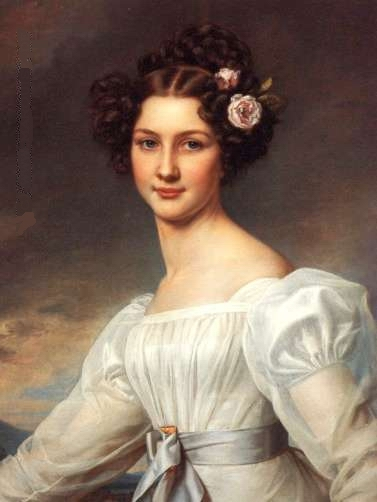
Auguste Strobl, de Joseph Karl Stieler, 1826
Lise, de Renoir, 1867
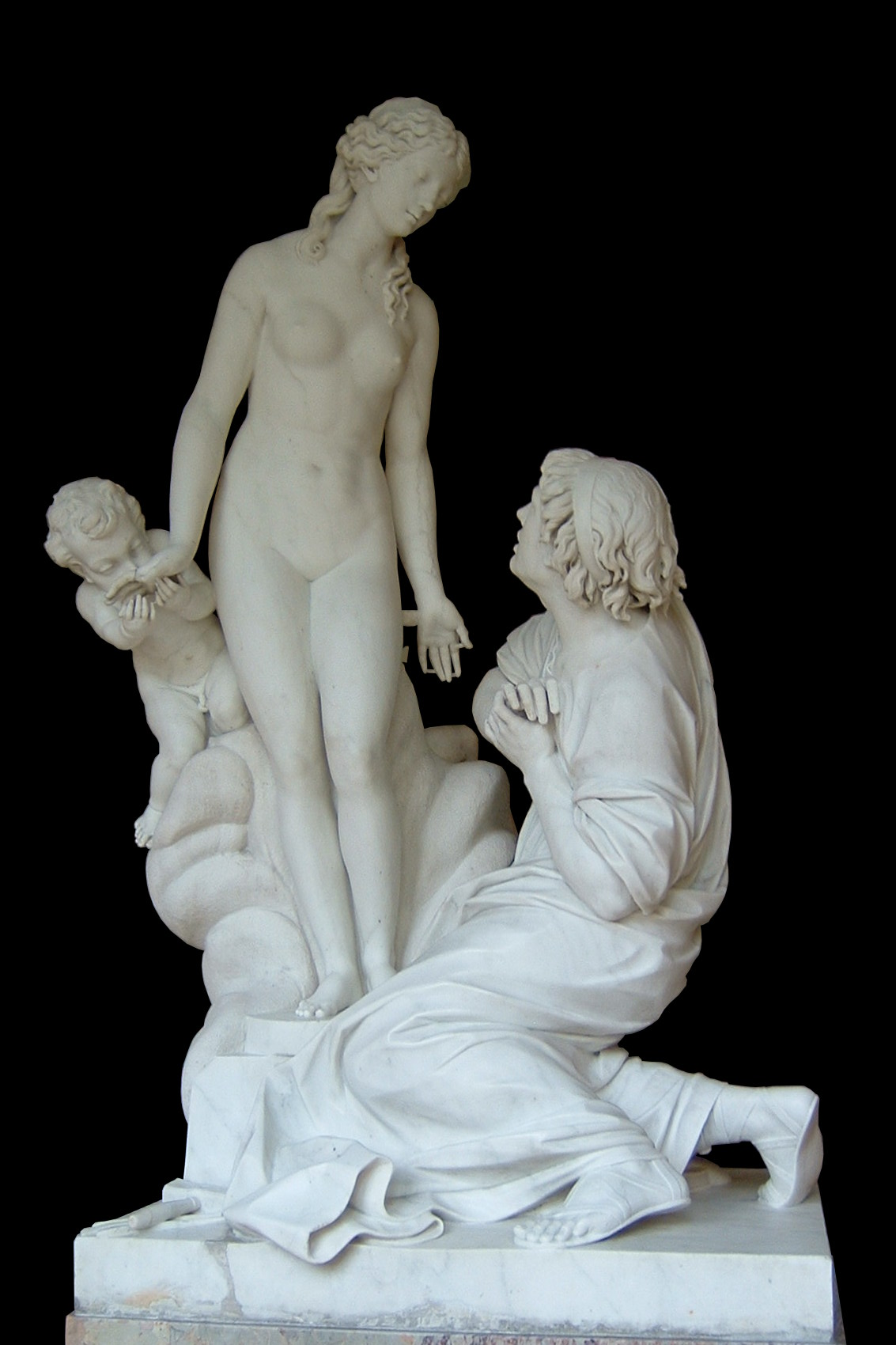
Pygmalion și Galatea, 1763
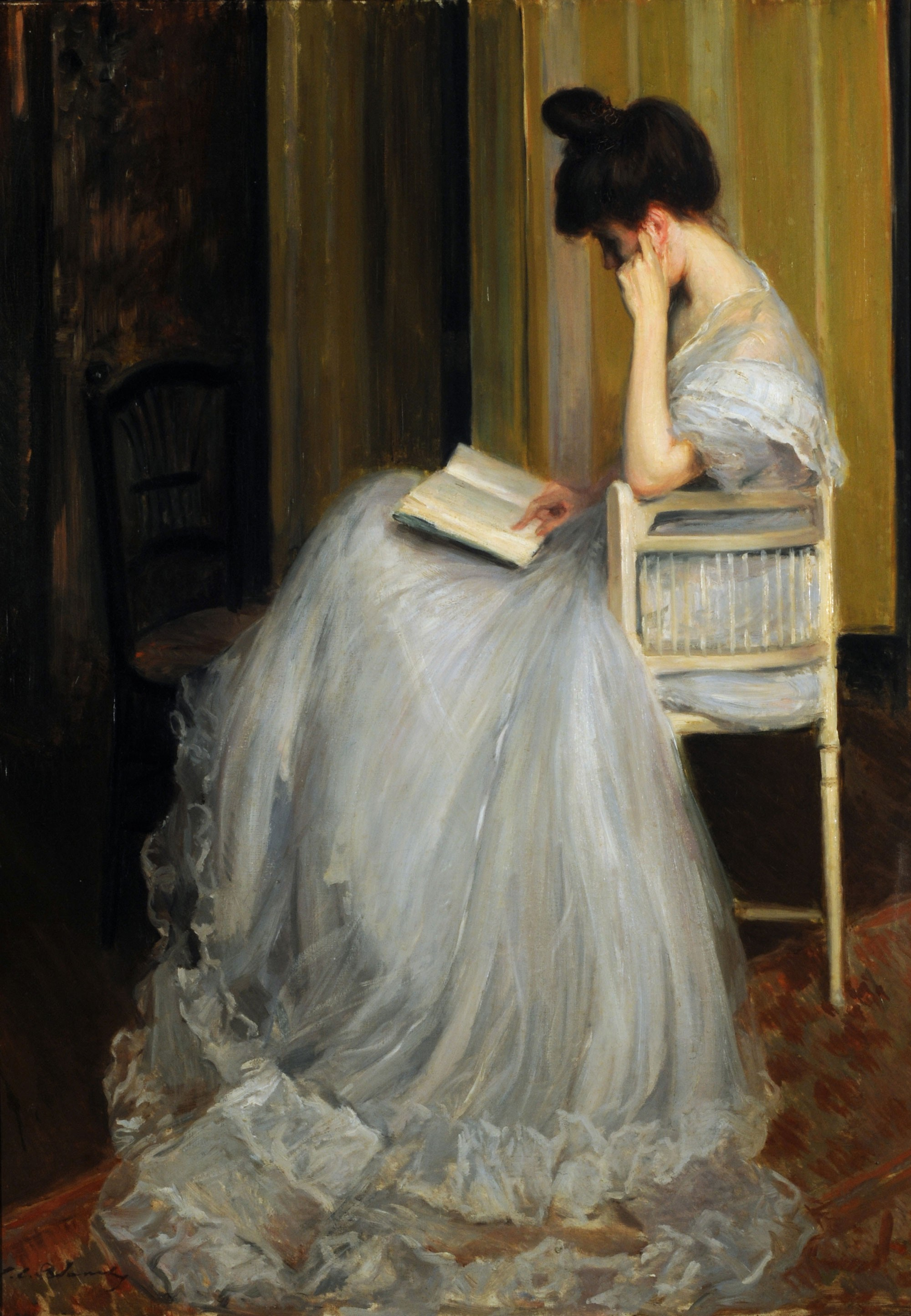
Femeie citind, de Jacques-Émile Blanche
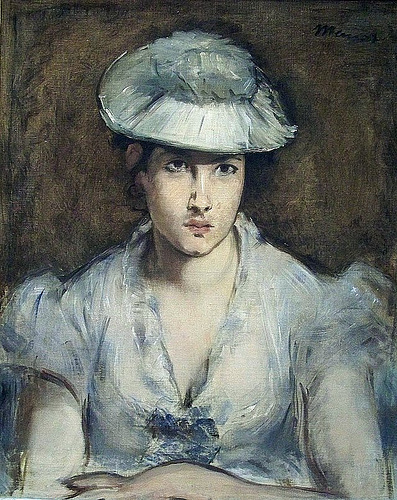
Marguerite Gauthier-Lathuille, de Édouard Manet, 1879
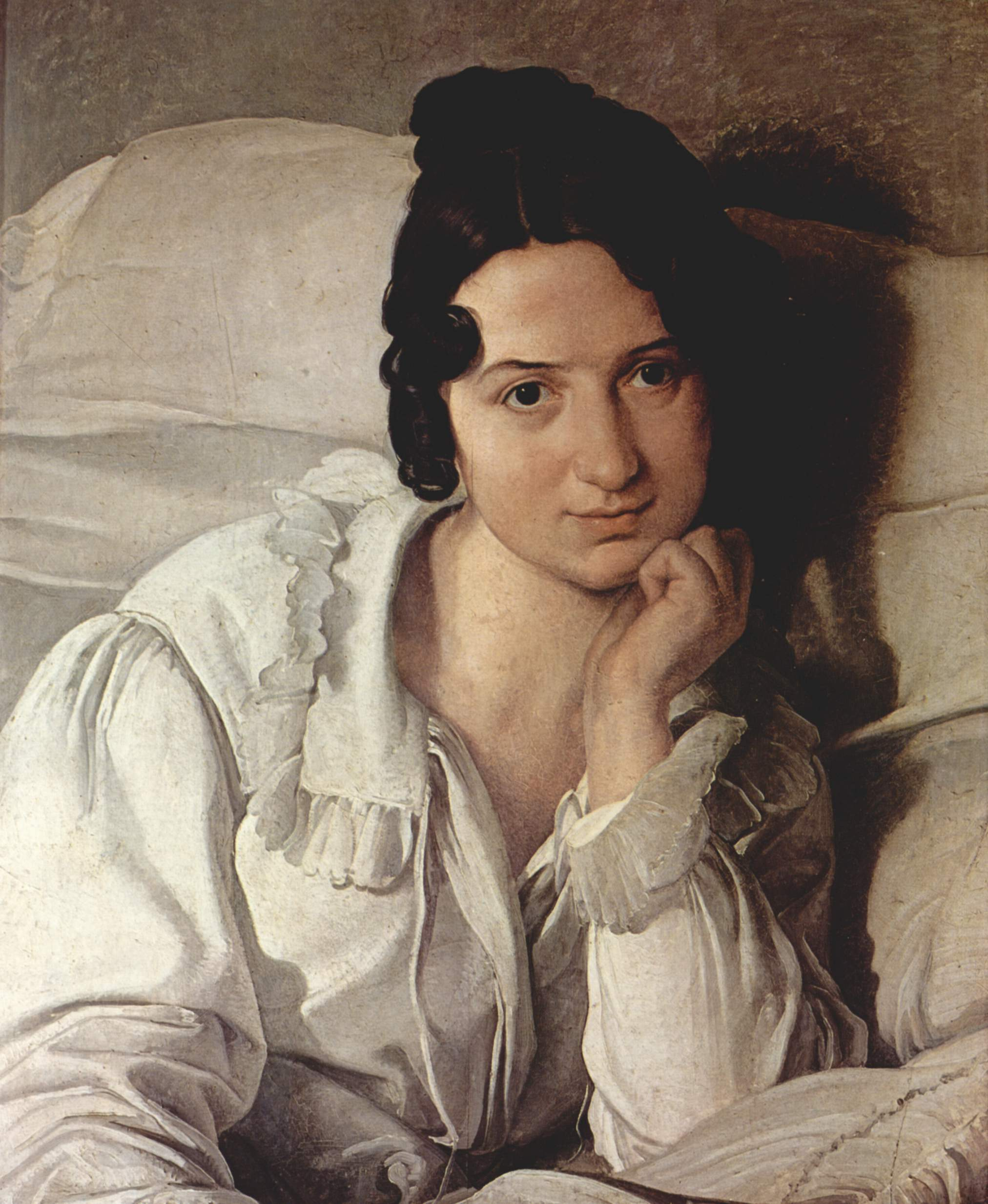
Portretul Carolinei Zucchi, de Francesco Hayez, 1825
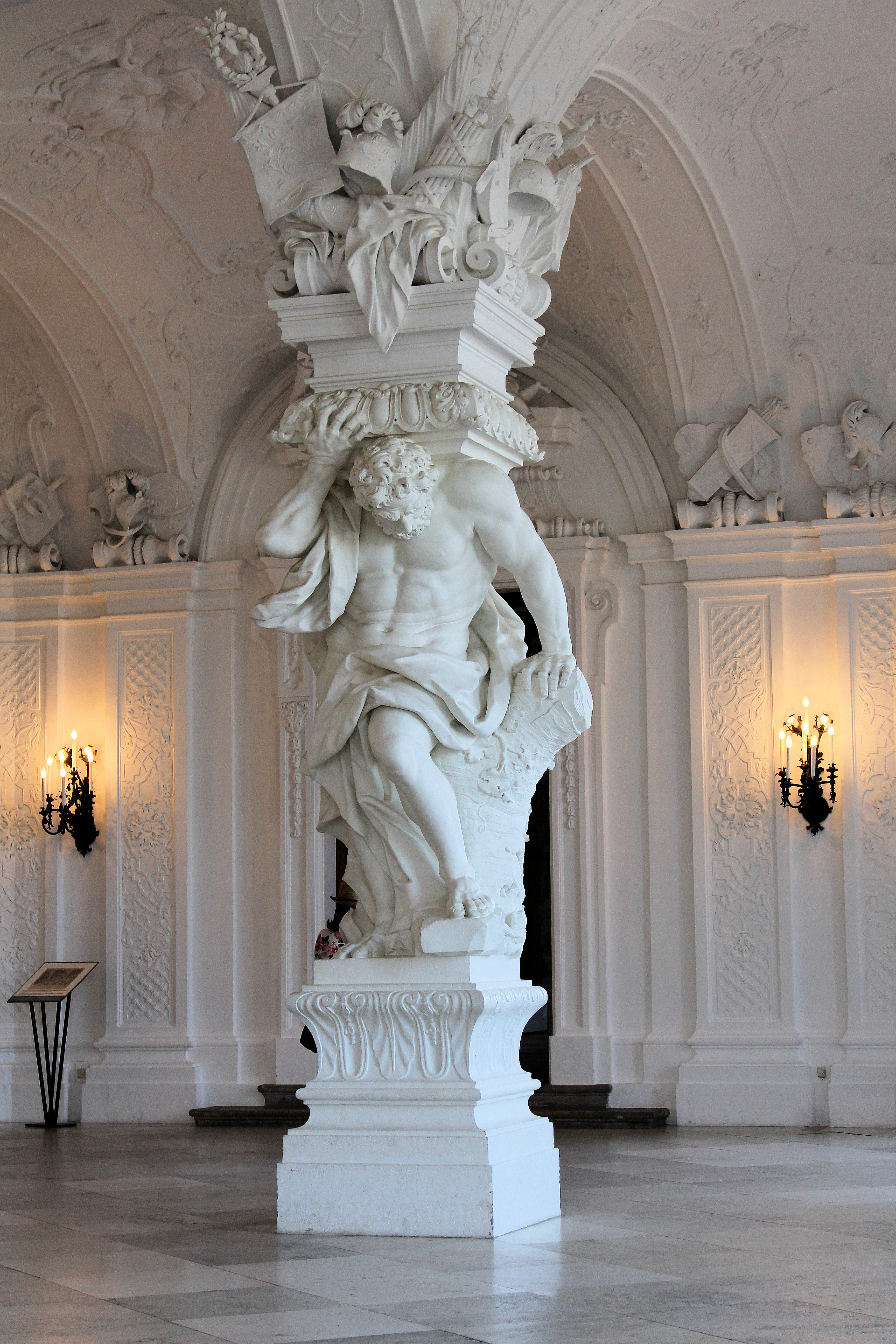
Atlant în Palatul Belvedere, Viena, de Johann Lukas von Hildebrandt (1721–22)

#### Secolele XX și XXI
Mișcarea Albă a fost opoziția care s-a format împotriva bolșevicilor în timpul Războiului Civil rusesc, care a urmat Revoluției Ruse din 1917. În cele din urmă a fost învinsă de bolșevici în 1921–22, iar mulți dintre membrii săi au emigrat în Europa.
La sfârșitul secolului al XIX-lea, albul de plumb era încă cel mai popular pigment; dar între 1916 și 1918, companiile chimice din Norvegia și Statele Unite au început să producă alb de titan, obținut din oxid de titan. Acesta a fost identificat pentru prima dată în secolul al XVIII-lea de către chimistul german Martin Klaproth, care a descoperit și uraniu. Avea de două ori puterea de acoperire a albului de plumb și era cel mai strălucitor pigment alb cunoscut. Până în 1945, 80% dintre pigmenții albi vânduti erau alb de titan.
Albul a fost folosit în forma sa cea mai simplă de către pictorul suprematist rus Kazimir Malevici în tabloul său din 1917 Alb pe alb, similar cu lucrarea anterioară Pătratul negru. A fost folosit și de pictorul modernist olandez Piet Mondrian. Cele mai cunoscute picturi ale sale au constat dintr-o pânză albă pură, cu grilaj de linii negre verticale și orizontale și dreptunghiuri de culori primare.
Albul și negru au fost folosite și de arhitecți  moderniști, precum Le Corbusier. El a spus că o casă este „o mașină în care să trăiești” și a cerut o „arhitectură calmă și puternică” construită din beton armat și oțel, fără ornamente. Aproape toate clădirile arhitectului contemporan Richard Meier, cum ar fi muzeul său din Roma, care găzduiește Ara Pacis (Altarul Păcii), sunt albe, în tradiția Le Corbusier.

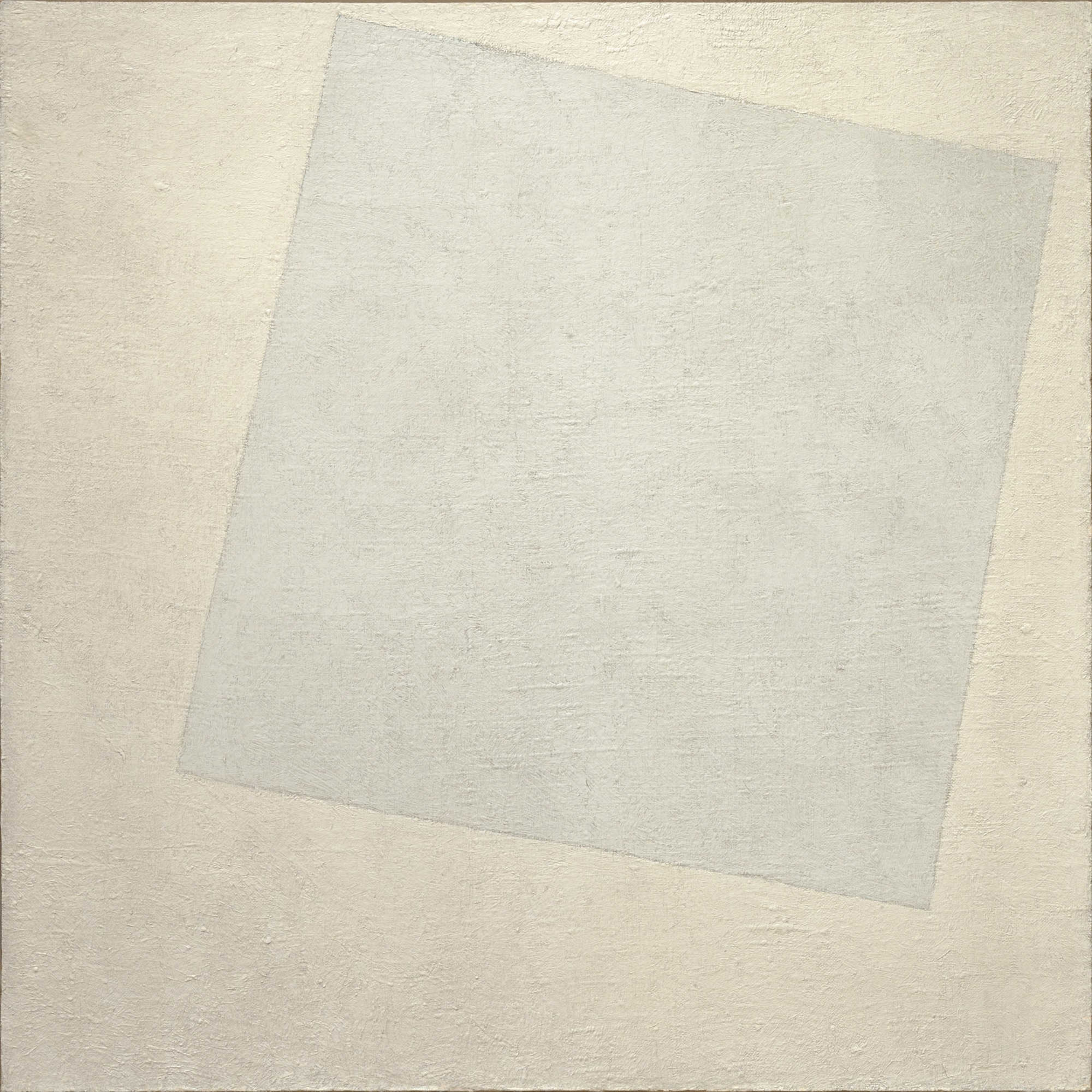
Alb pe alb, de Kazimir Malevici, 1917
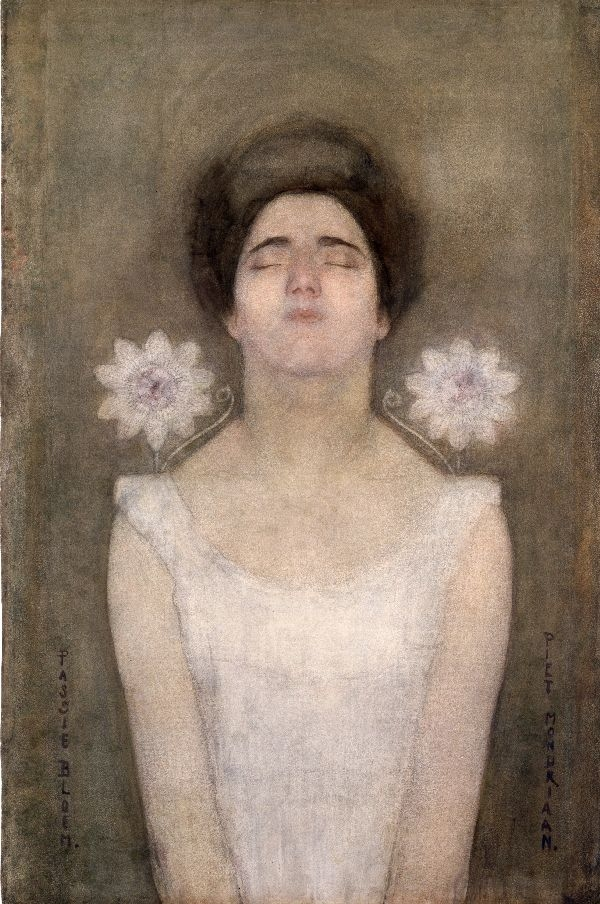
Floarea pasiunii, de Piet Mondrian, c.1901-1908
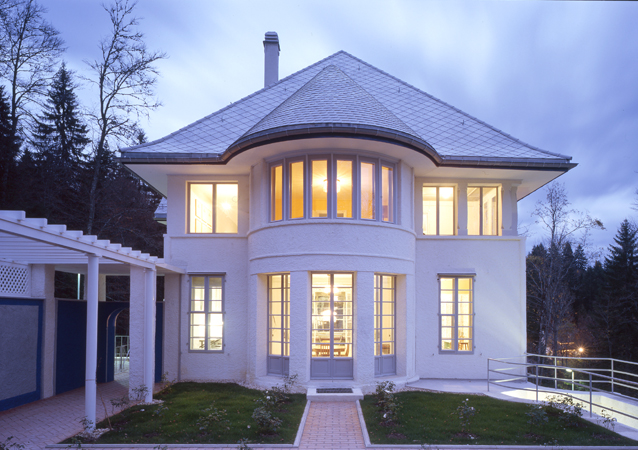
Fațada sudică a Villa Jeanneret-Perret  făcută de Le Corbusier pentru părinții săi, 1912
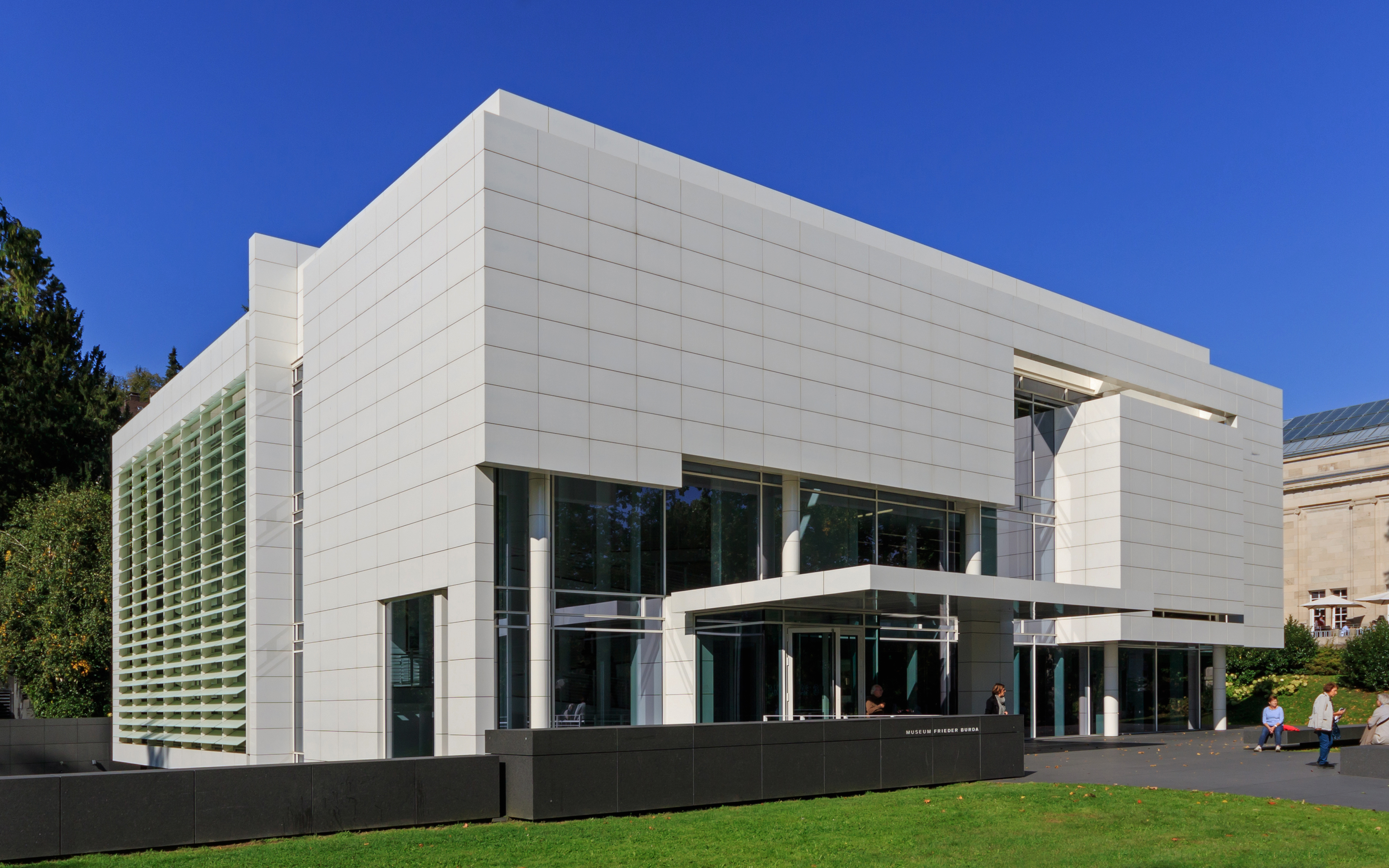
Muzeul Frieder Burda realizat de Richard Meier în tradiția Le Corbusier

## Știință

### Fizică
Lumina este percepută de sistemul vizual uman ca albă atunci când lumina care intră în ochi stimulează toate cele trei tipuri de celule conice sensibile la culoare în cantități aproximativ egale. O persoană vede o suprafață ca albă dacă reflectă complet (adică absoarbe și emite imediat cu aceeași intensitate) un flux de lumină care cade pe ea, constând uniform din radiații de toate lungimile de undă ale spectrului vizibil. Dacă un corp absoarbe parțial lumina vizibilă a tuturor lungimilor de undă (emite la o intensitate mai mică decât radiația incidentă), suprafața unui astfel de corp va da o senzație de culoare gri.
În 1666, Isaac Newton a demonstrat că lumina albă poate fi spartă în culorile sale comppzit trecând-o printr-o prismă, apoi folosind o a doua prismă pentru a le reasambla. Înainte de Newton, majoritatea oamenilor de știință credeau că albul era culoarea fundamentală a luminii.
Lumina albă poate fi generată de Soare, de stele sau de surse de pe Pământ, cum ar fi lămpi fluorescente, LED-uri albe și becuri incandescente. Pe ecranul unui televizor color sau al unui calculator, albul este produs prin amestecarea culorilor primare de lumină: roșu, verde și albastru la intensitate maximă, proces numit sinteză aditivă. Lumina albă poate fi fabricată folosind lumină cu doar două lungimi de undă, de exemplu, amestecând lumina dintr-un laser roșu și cyan sau laser galben și albastru. Această lumină va avea totuși foarte puține aplicații practice, deoarece redarea culorilor obiectelor va fi foarte distorsionată.
Albul reflectă bine toate radiațiile. Drept urmare, el absoarbe și transformă în căldură doar o mică parte din energia radiantă pe care o primește. Din acest motiv rezervoarele și recipientele al căror conținut evită căldura, cum ar fi frigiderele menajere, sunt adesea acoperite cu alb. În țările fierbinți, mașinile albe sunt deosebit de populare, deoarece culoarea albă reflecă o parte a razelor solare permițând un confort mai bun în interior.

În modelul de culori RGB, utilizat pentru crearea culorilor pe ecranele TV și calculator, albul se obține amestecând lumina roșie, albastră și verde la intensitate maximă.
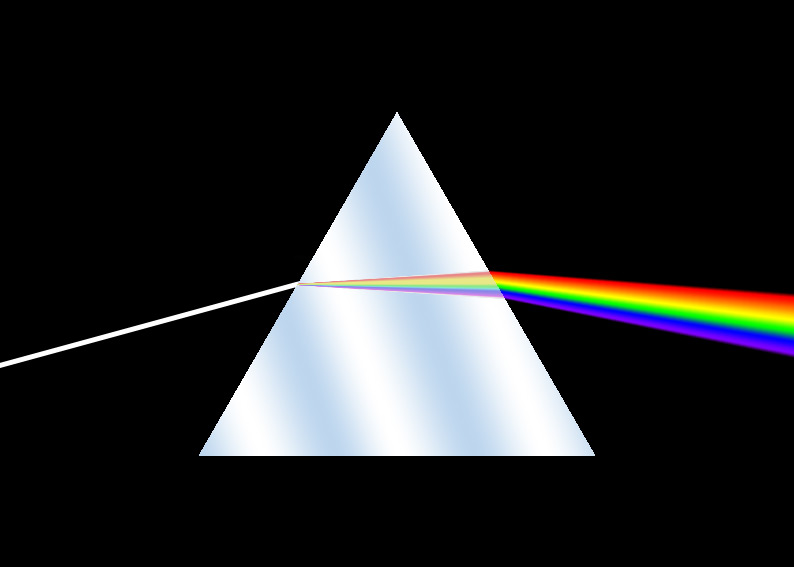
Lumina albă refractată într-o prismă care dezvăluie componentele culorii.

### Astronomie

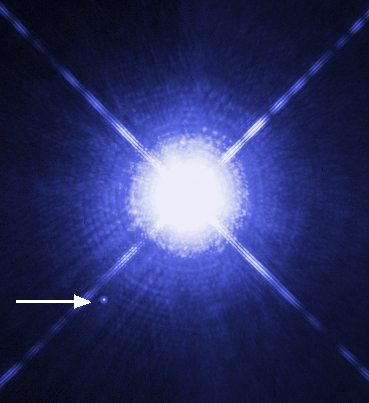
Imagine a lui Sirius A și Sirius B făcută de telescopul spațial Hubble. Sirius B, care este o pitică albă, poate fi văzută ca un punct slab de lumină în stânga jos a mult mai luminosului Sirius A.

O pitică albă este o rămășiță stelară compusă în mare parte din materie degenerată de electroni. Sunt foarte dense; masa unei pitice albe este comparabilă cu cea a Soarelui, iar volumul ei este comparabil cu cel al Pământului. Luminozitatea sa slabă provine din emisia de energie termică stocată. O pitică albă este foarte fierbinte când se formează, dar, din moment ce nu are sursă de energie, își va radia treptat energia și se va răci. Aceasta înseamnă că radiația sa, care are inițial o temperatură de culoare ridicată, se va micșora și se va înroși cu timpul.
Pe o perioadă foarte lungă de timp, o pitică albă se va răci la temperaturi la care nu va mai emite căldură sau lumină semnificativă și va deveni o pitică neagră rece. Cu toate acestea, întrucât nici o pitică albă nu poate fi mai veche decât Vârsta Universului (aproximativ 13,8 miliarde de ani), chiar și cele mai vechi pitice albe radiază încă la temperaturi de câteva mii de kelvini și nu se crede că există pitice negre.
Cea mai apropiată pitică albă cunoscută este Sirius B, situată la 8,6 ani lumină, componenta mai mică a stelei binare Sirius.

### Biologie
Animalele albe își folosesc culoarea ca formă de camuflaj iarna. Animalele albe exercită în mod evident o fascinație specială, uneori de-a dreptul mistică, pentru oameni, mai ales atunci când sunt exemplare rare ale unei specii.

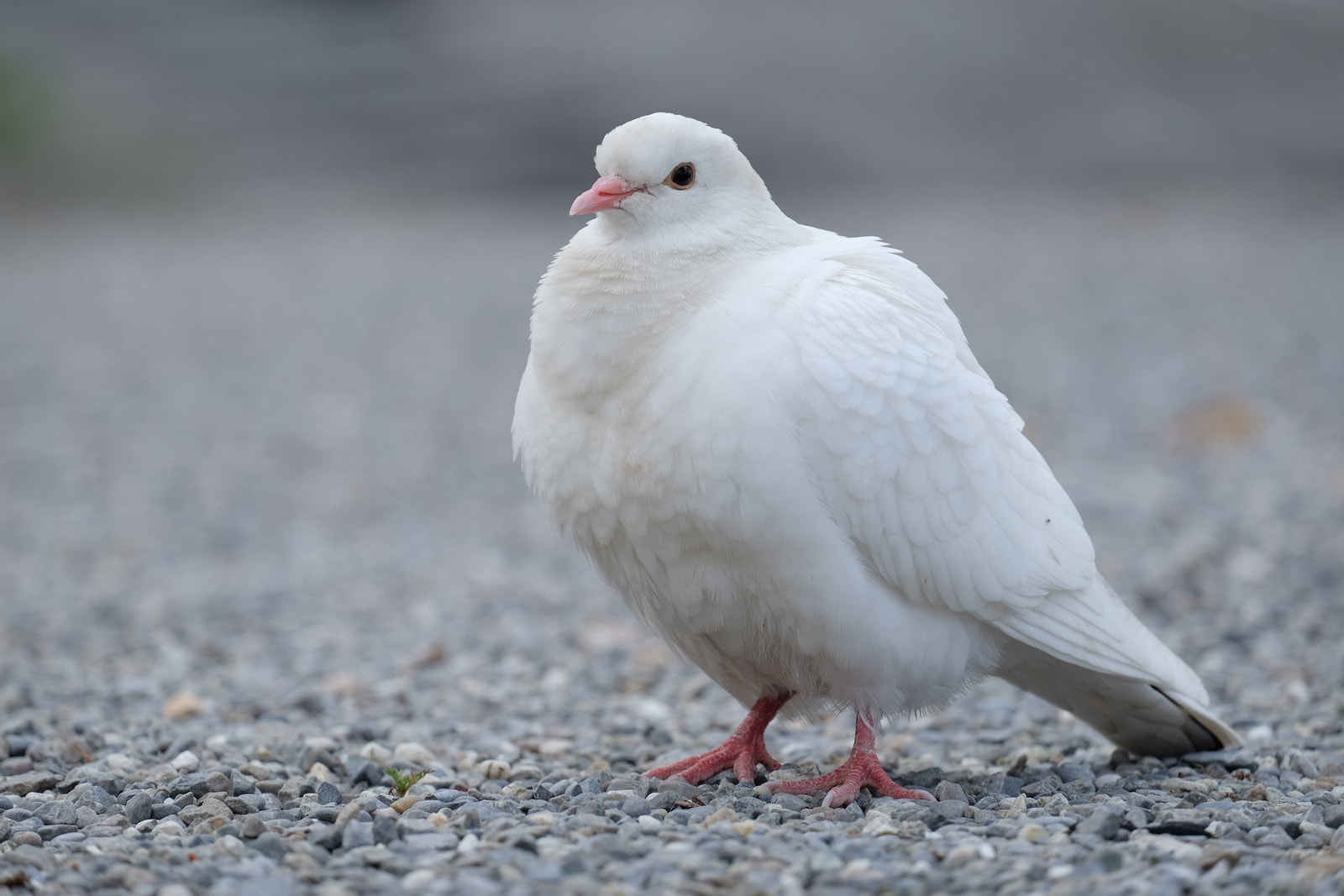
Porumbelul alb este simbolul internațional al păcii
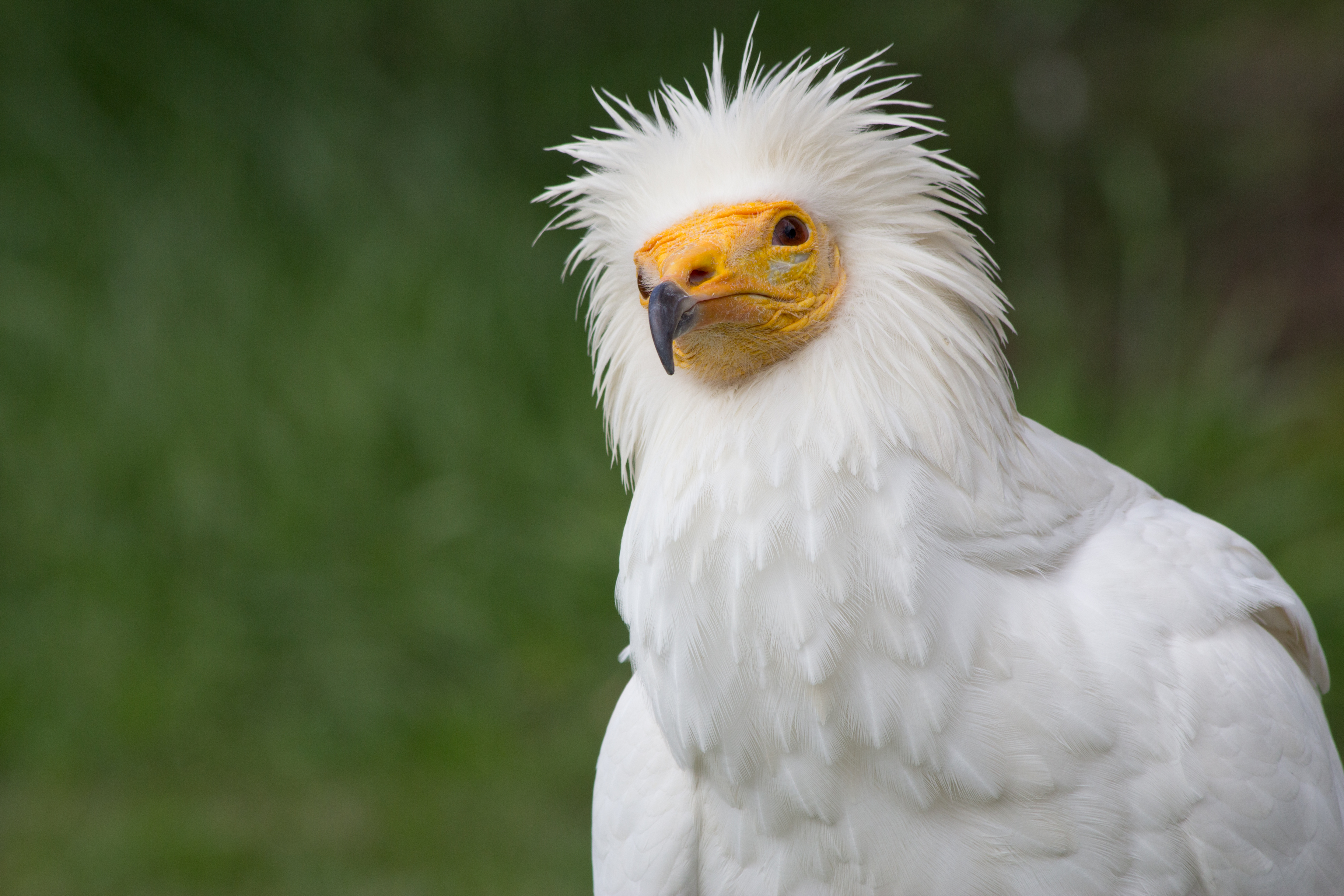
Vultur egiptean
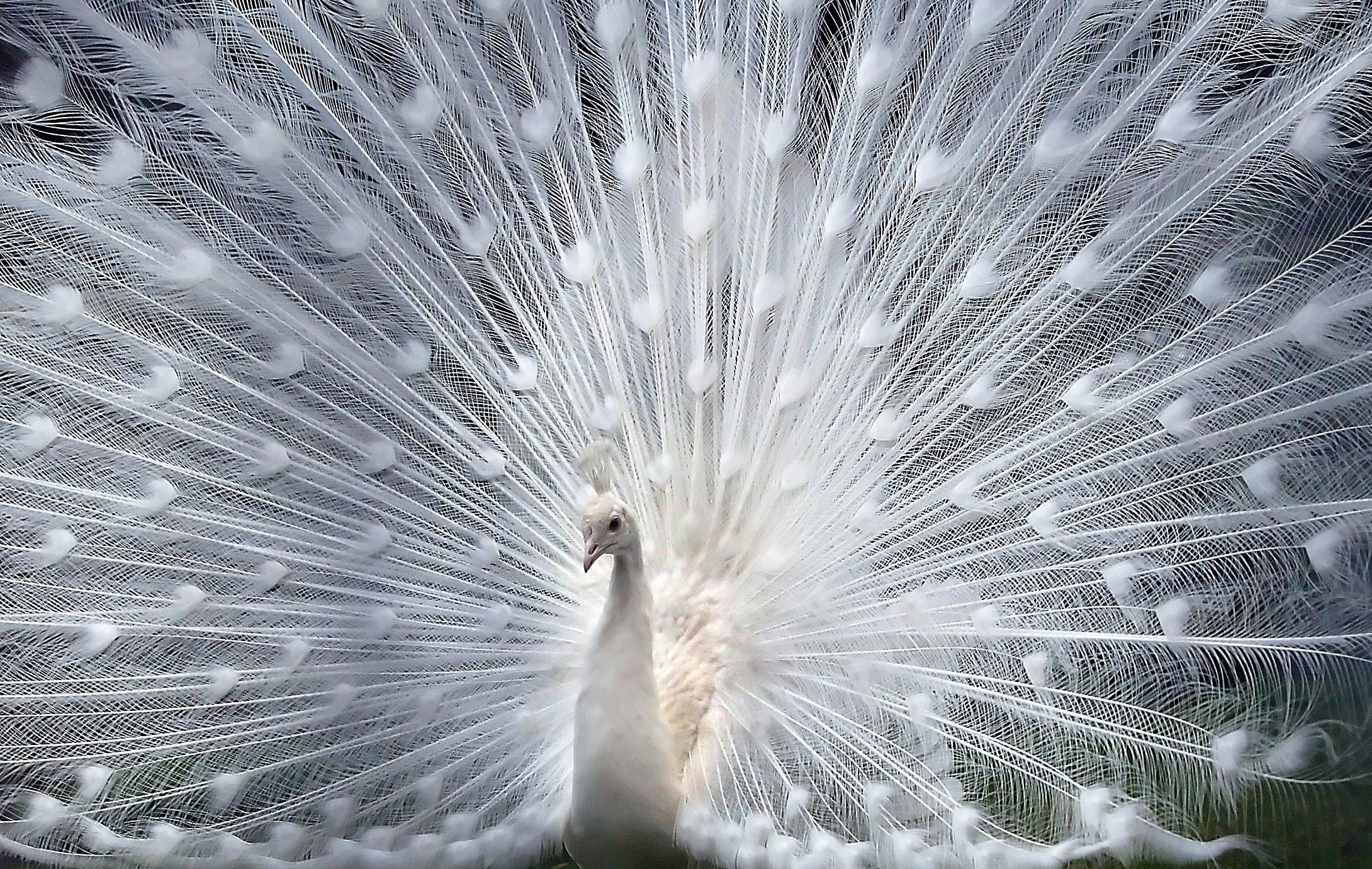
Păun
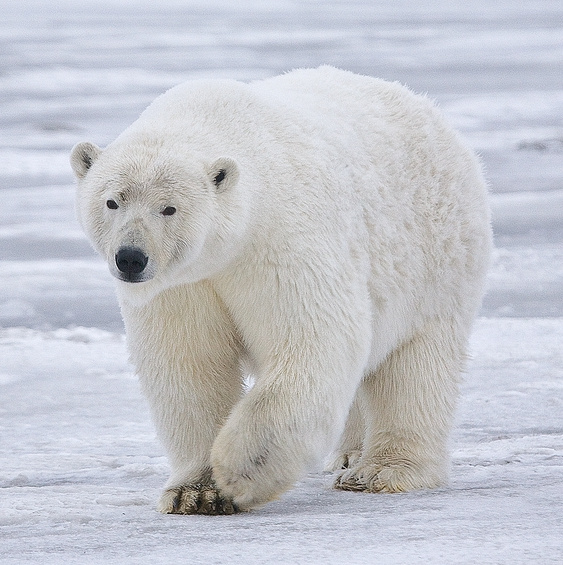
Urs polar
Vulpe polară
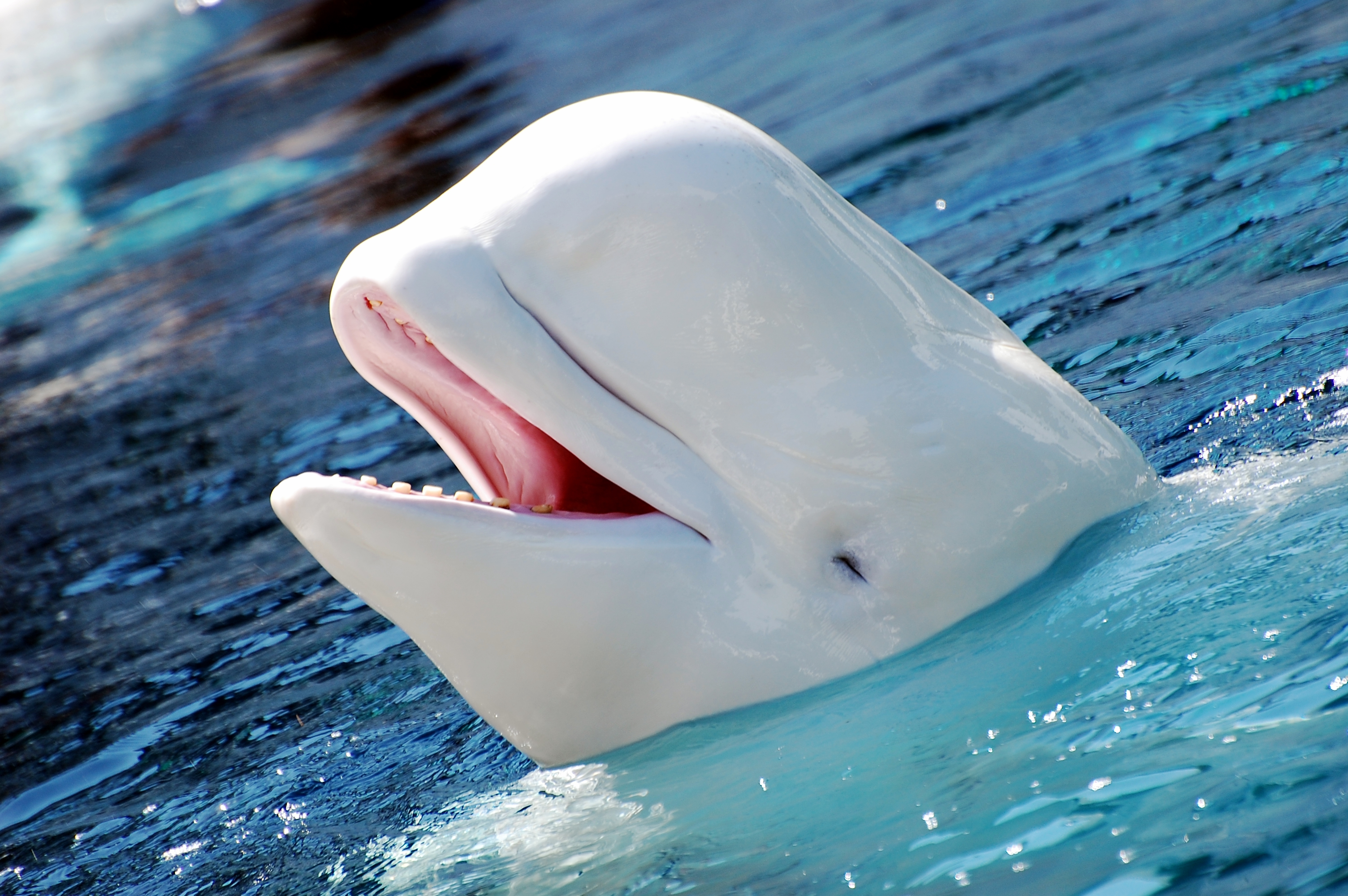
Delfinul alb
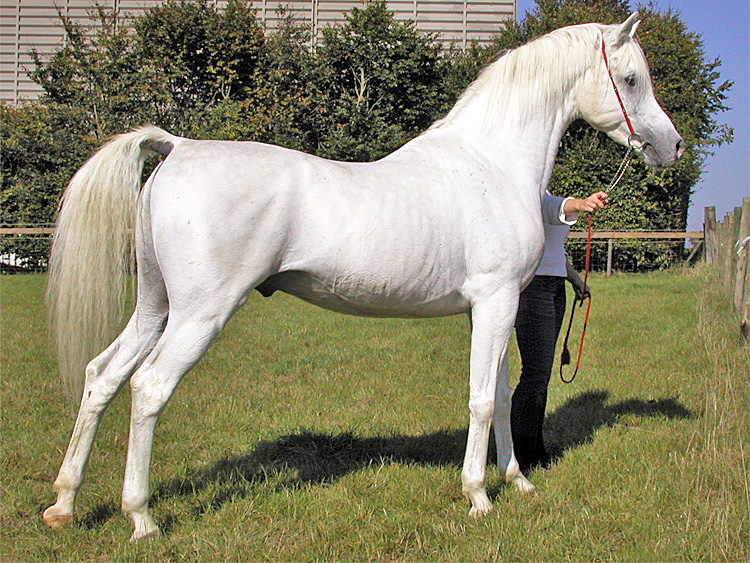
Armăsar arab
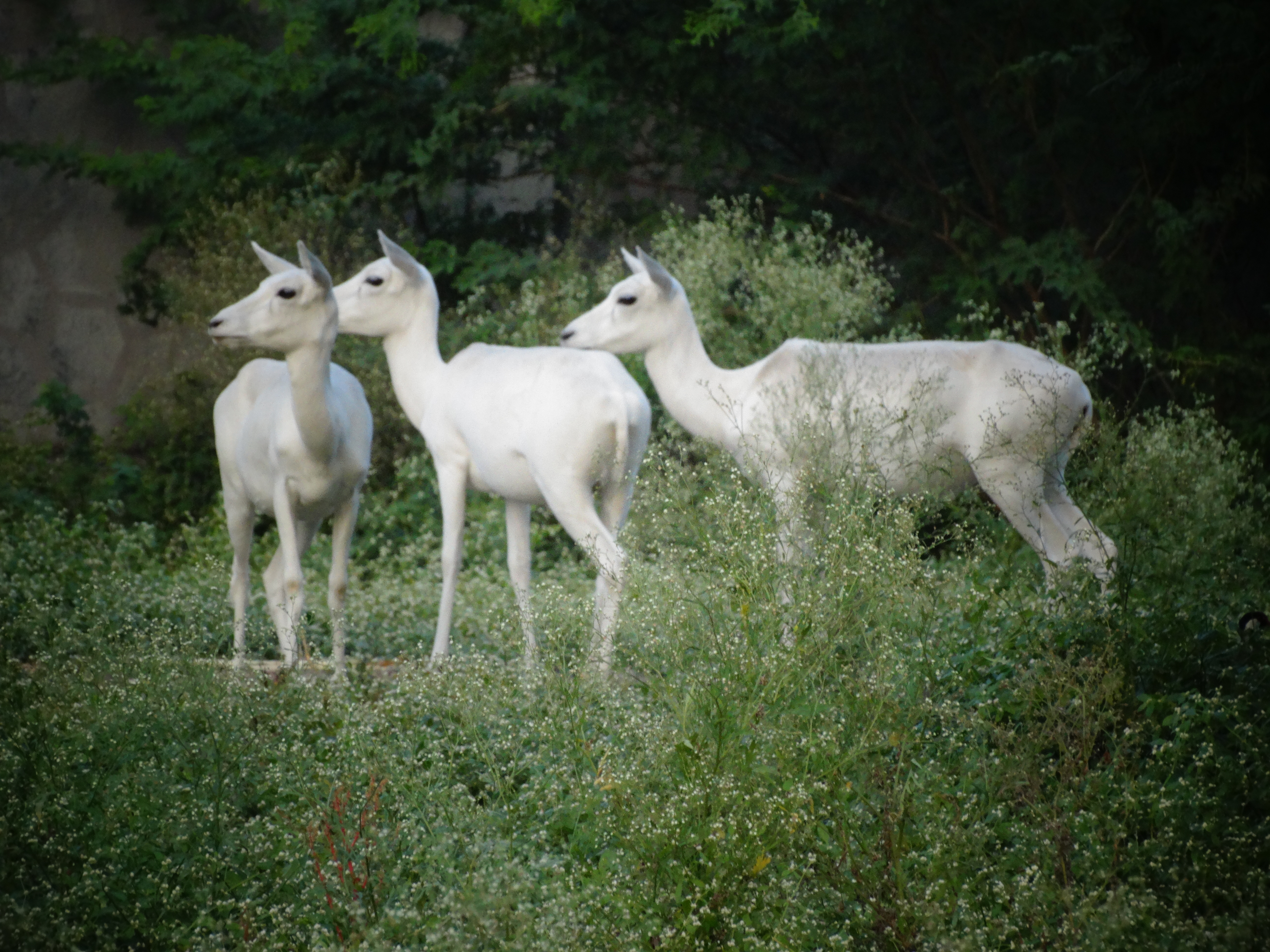
Căprioare
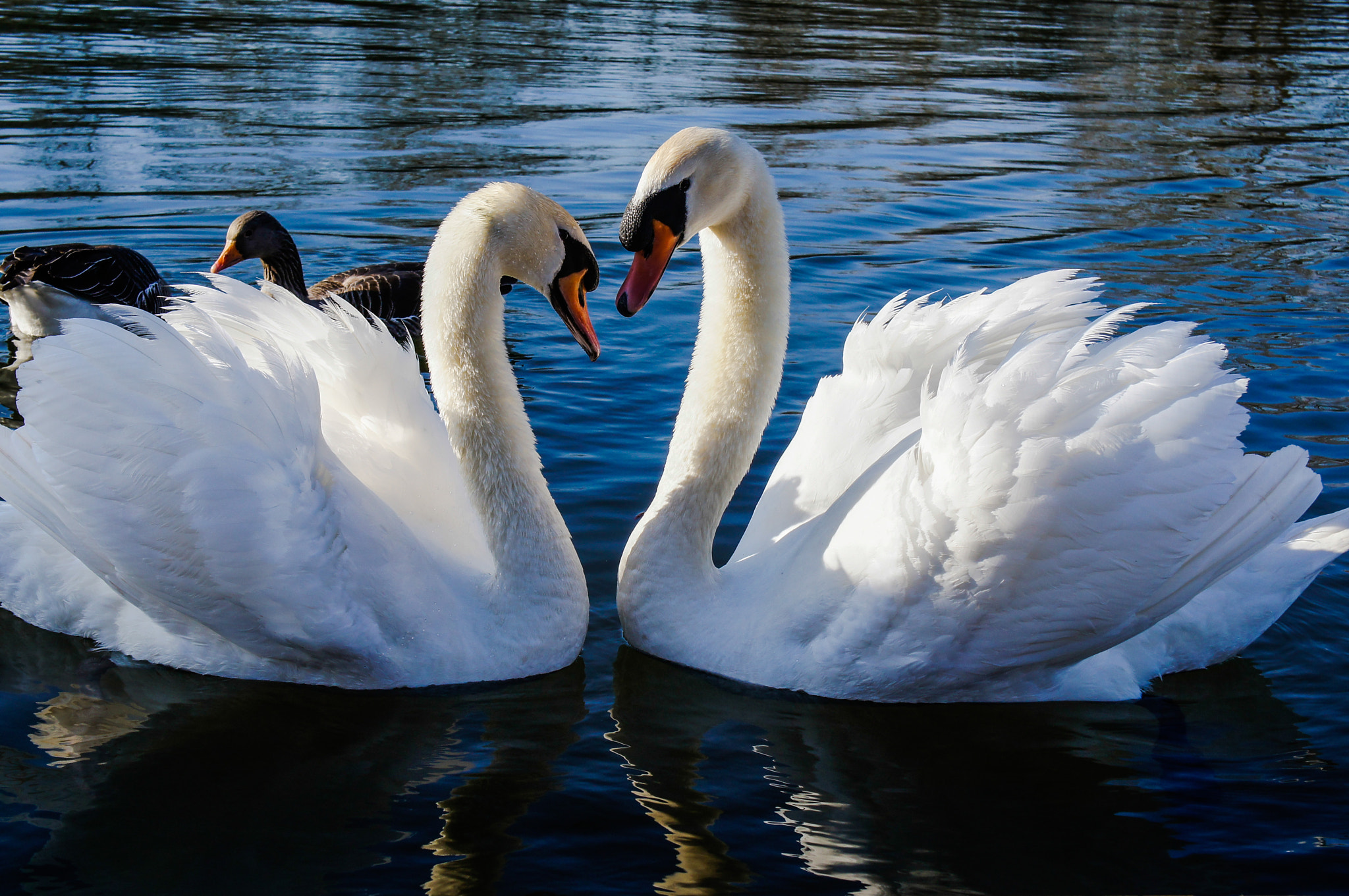
Lebede
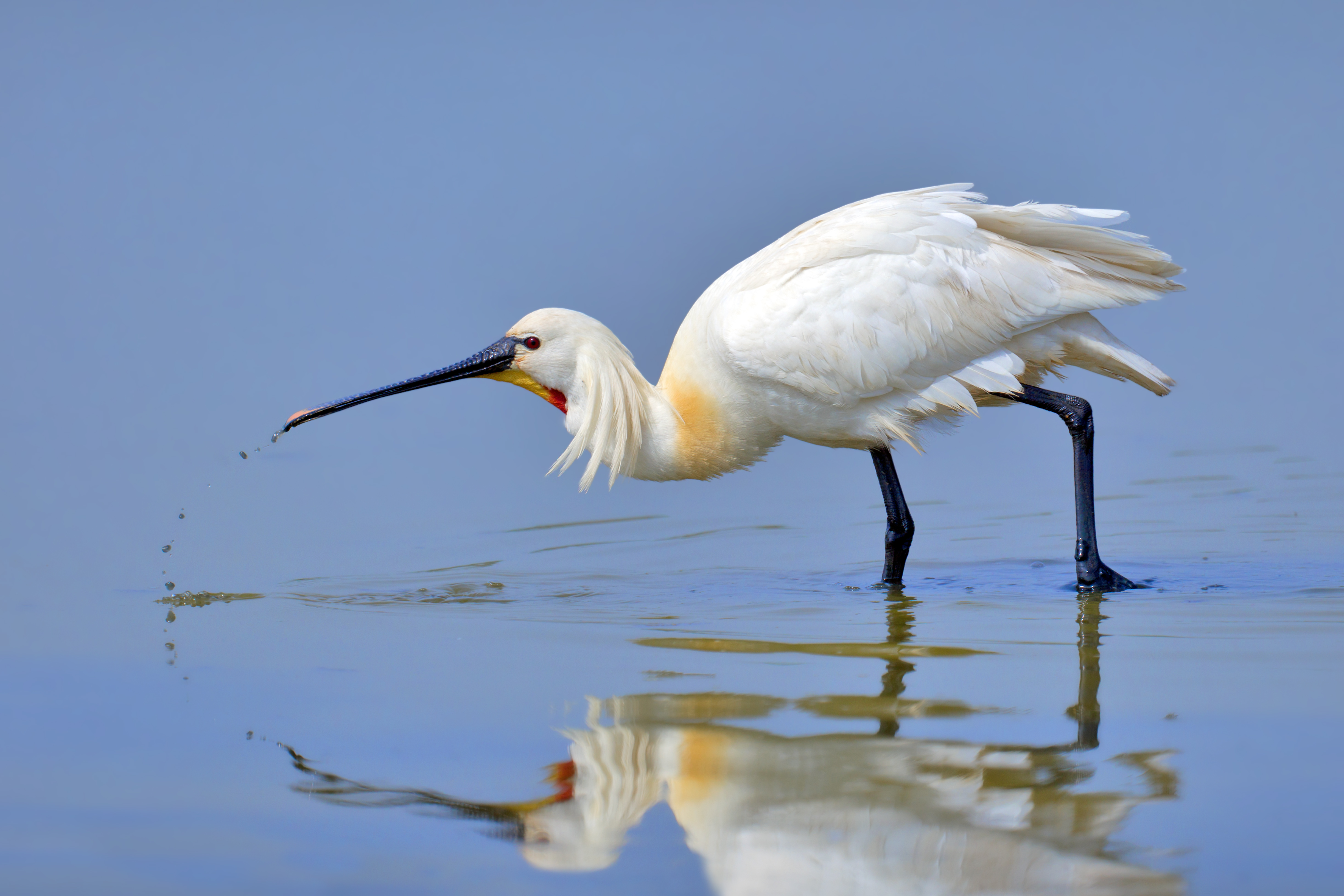
Lopătar
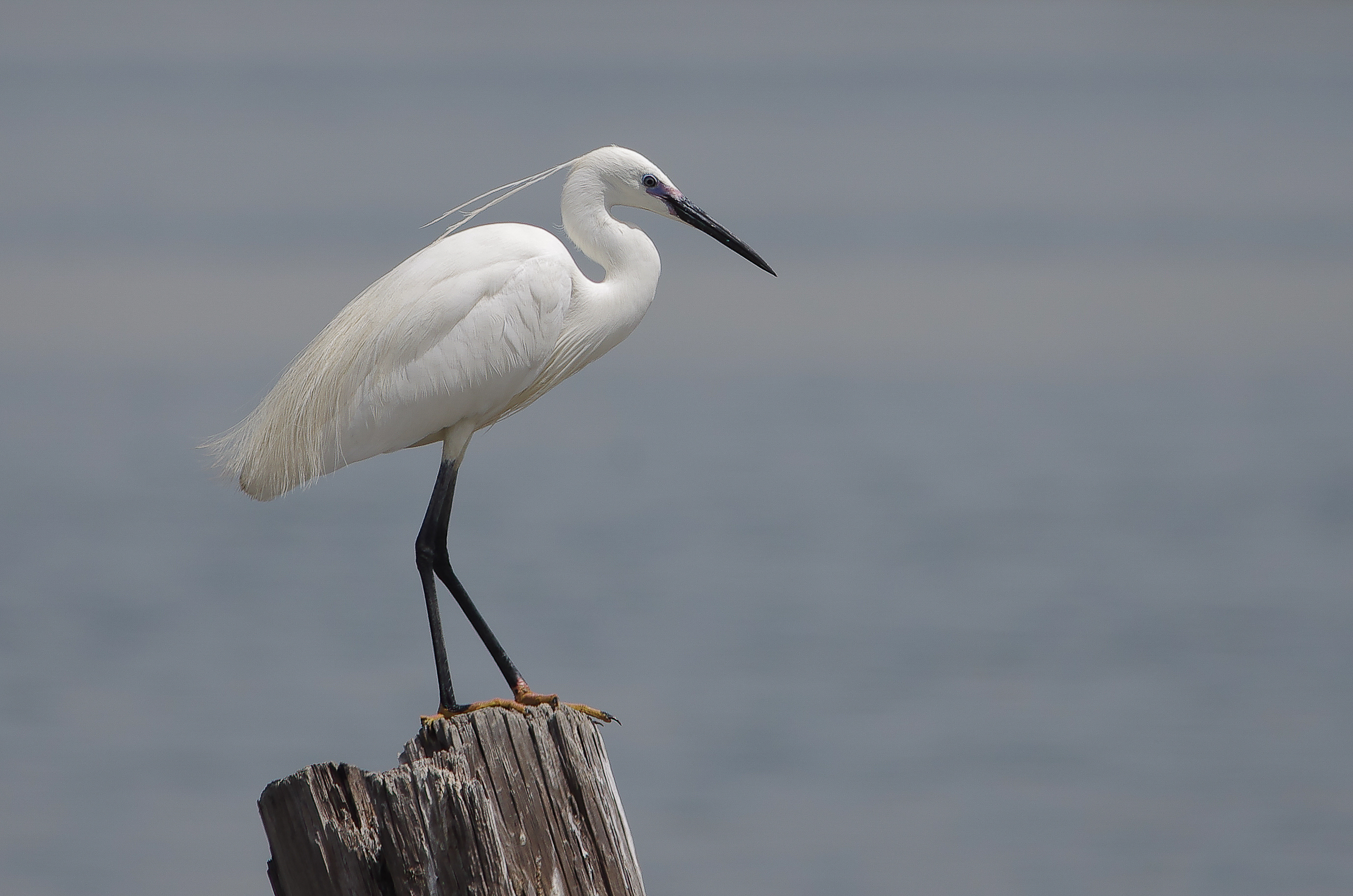
Egretă mică (Egretta garzetta)
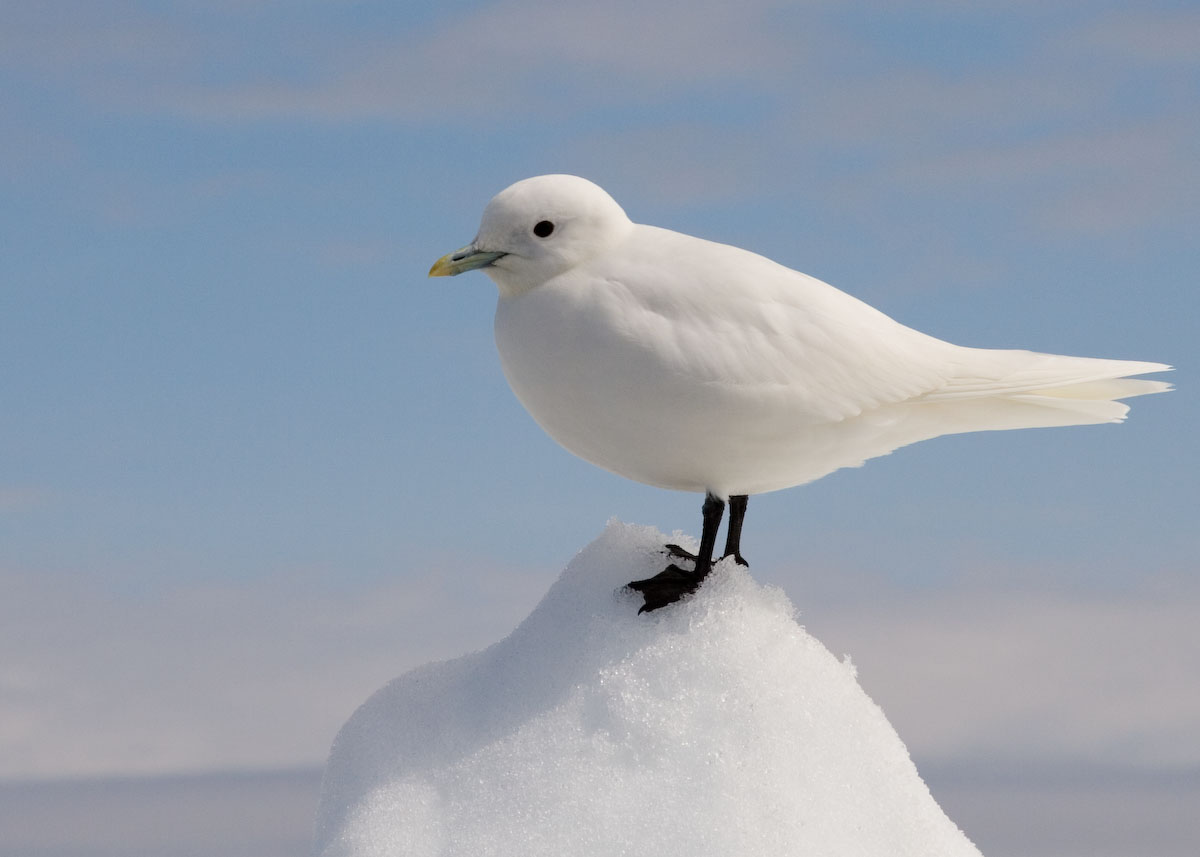
Pescăruș alb (Pagophila eburnea)
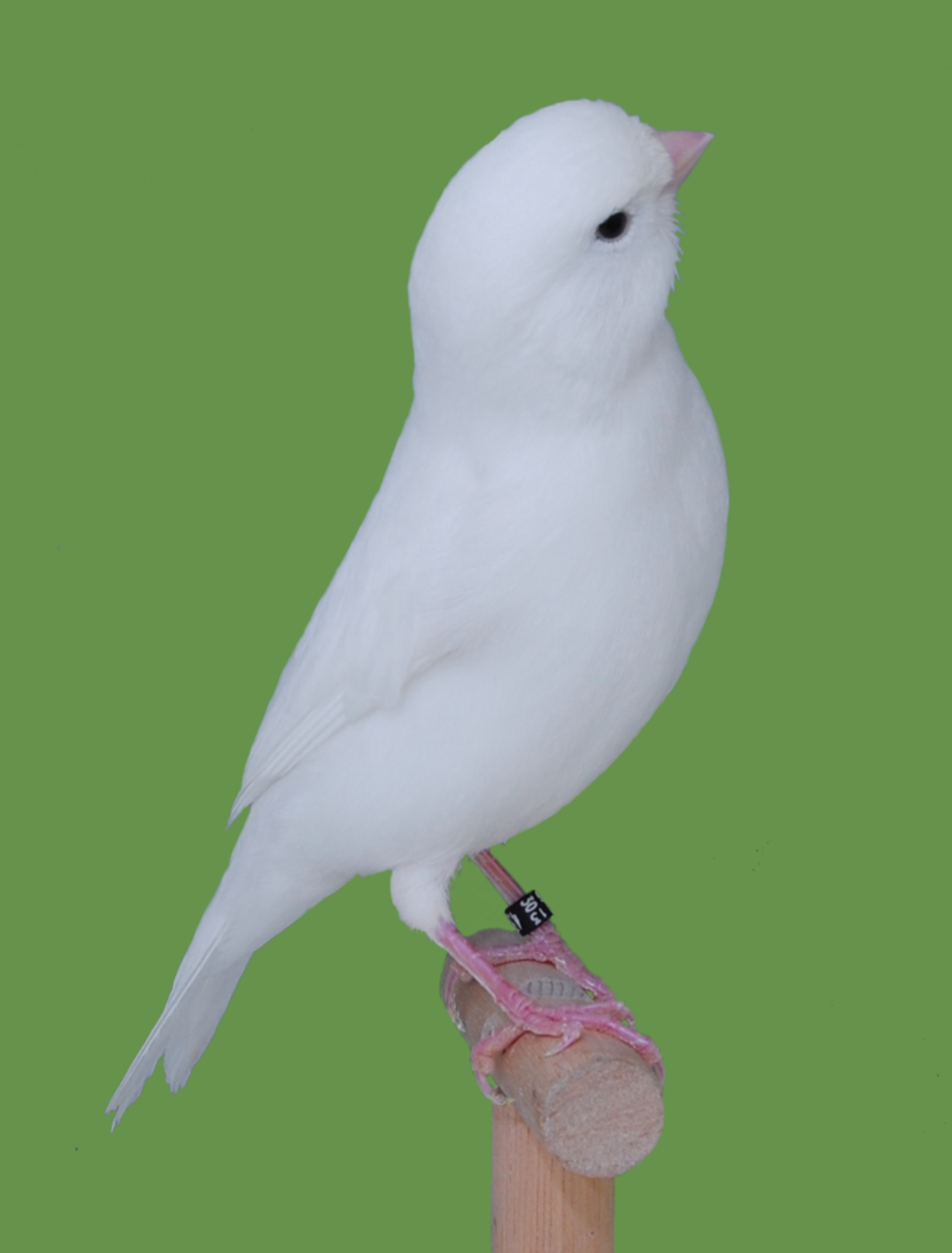
Canar alb
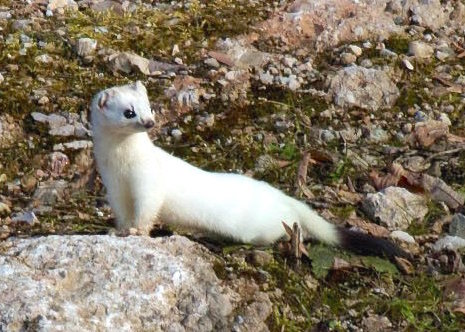
Hermină în blană de iarnă
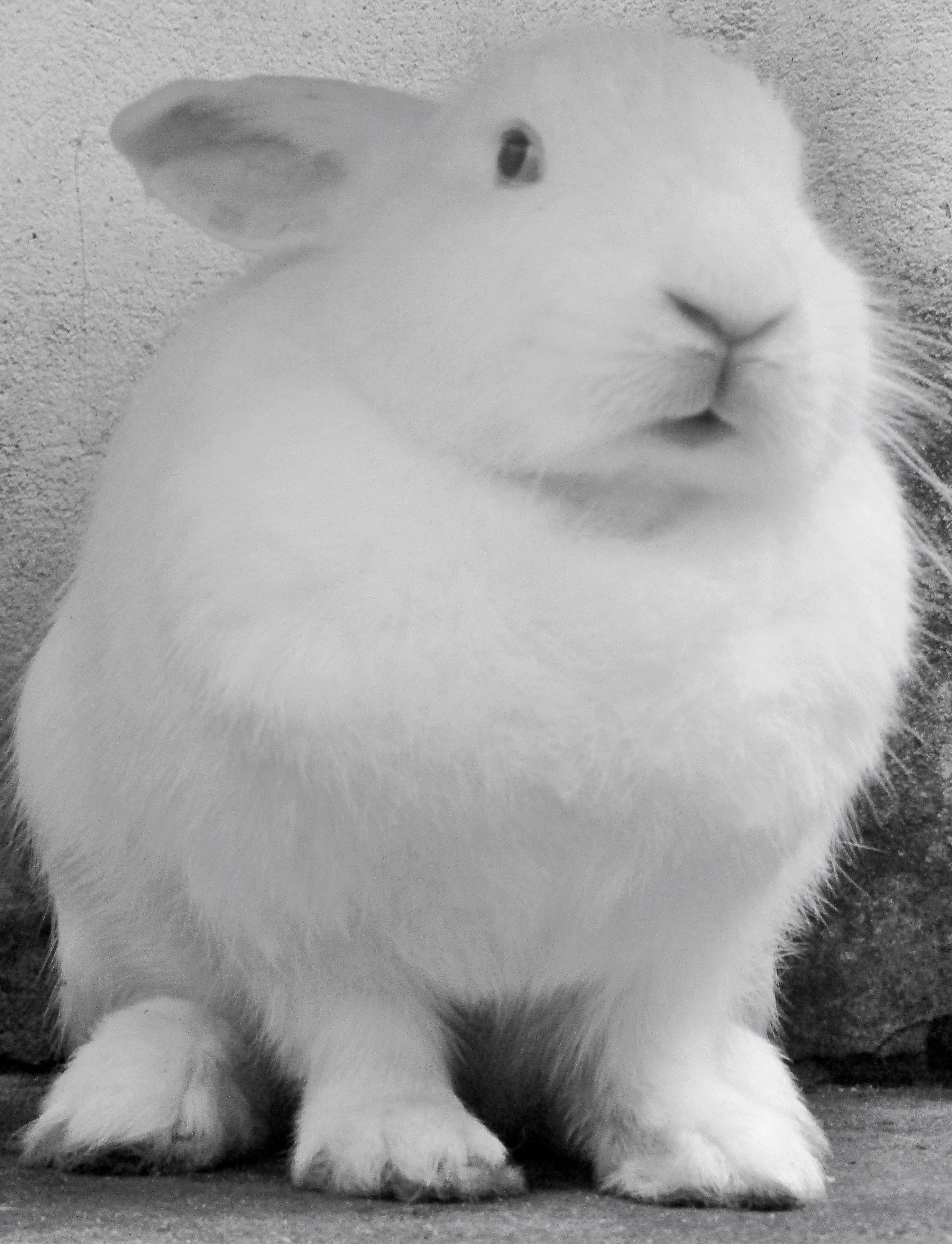
Iepure
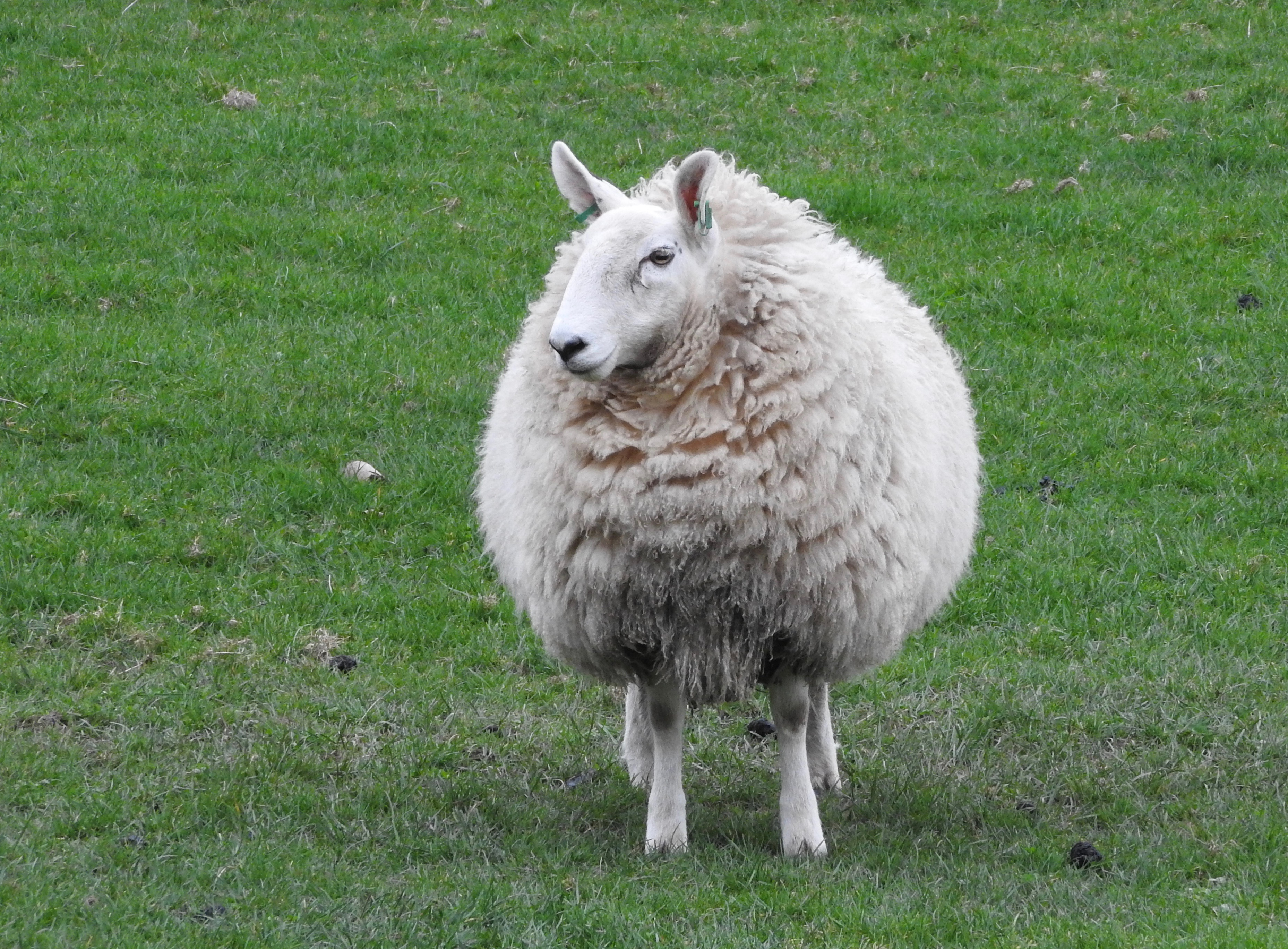
Oaie
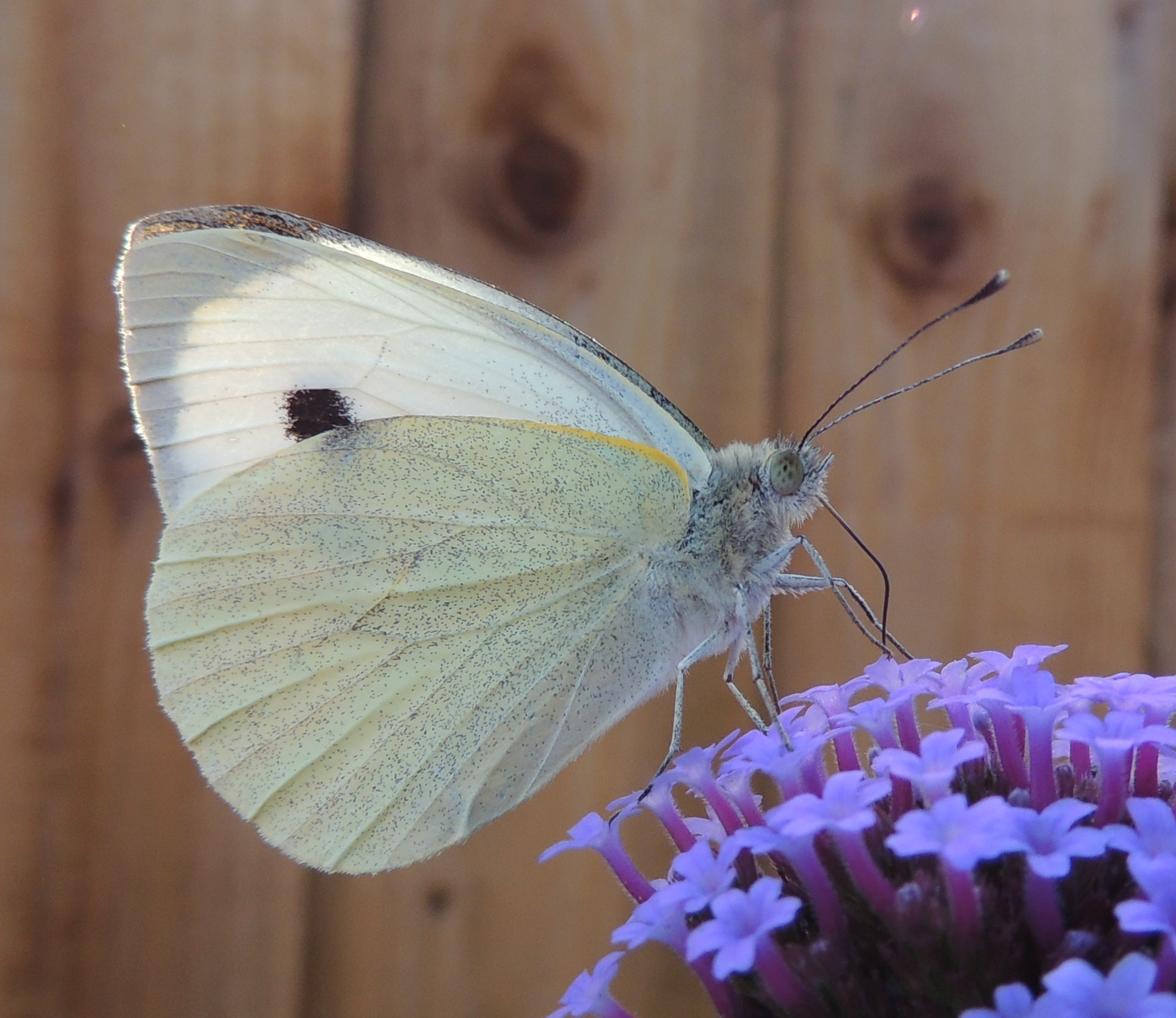
Pieris brassicae
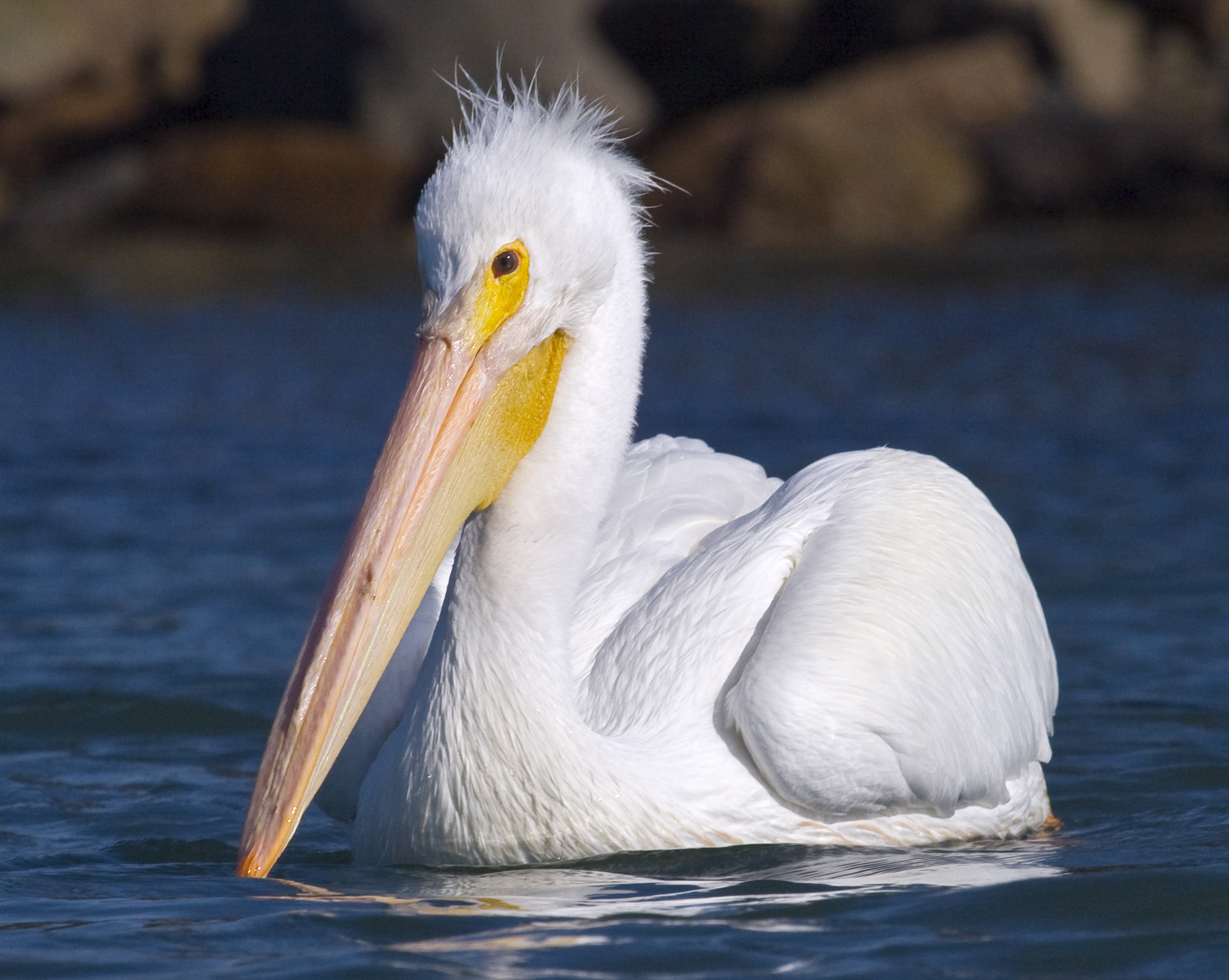
Pelican
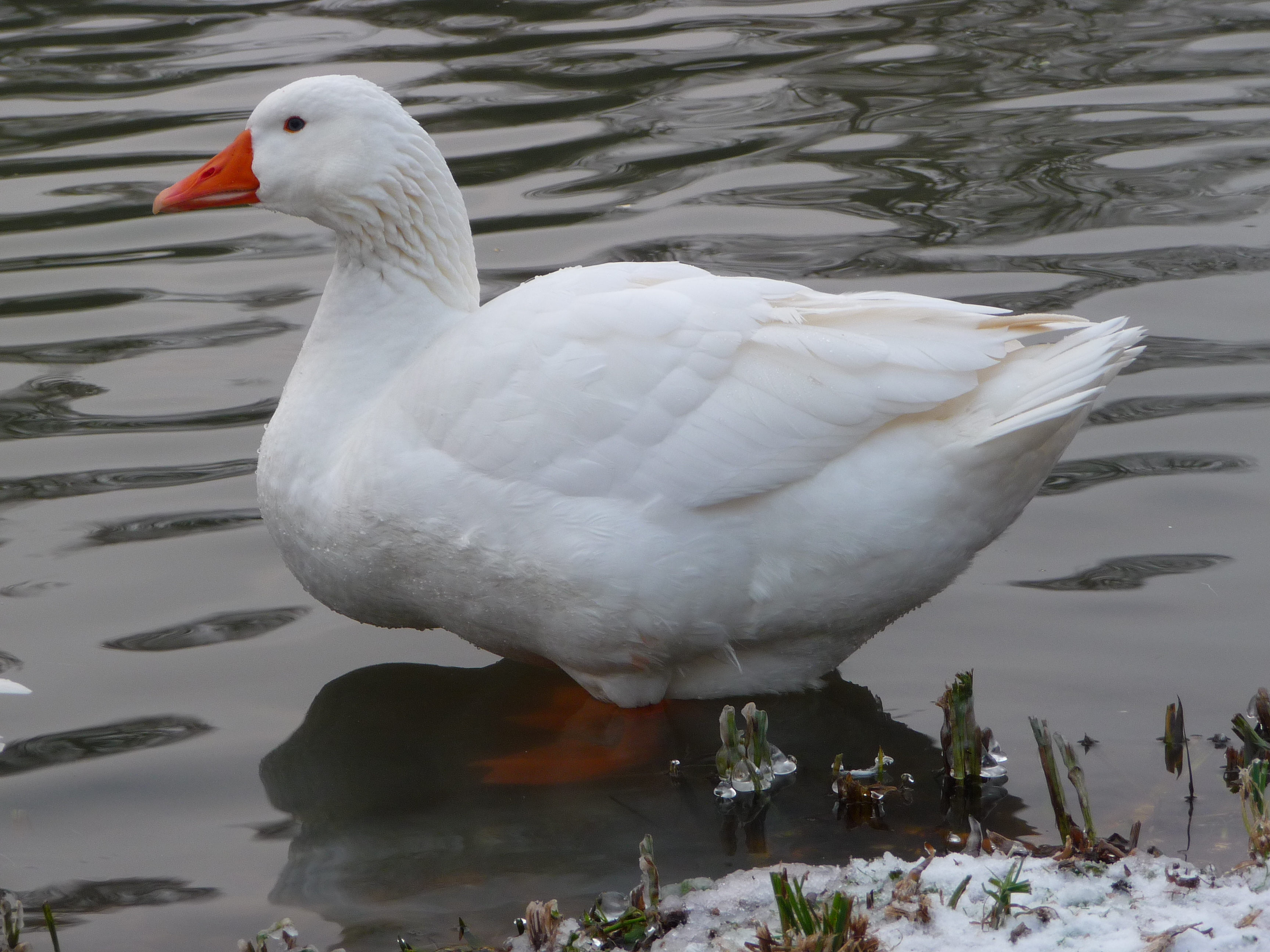
Gâscă
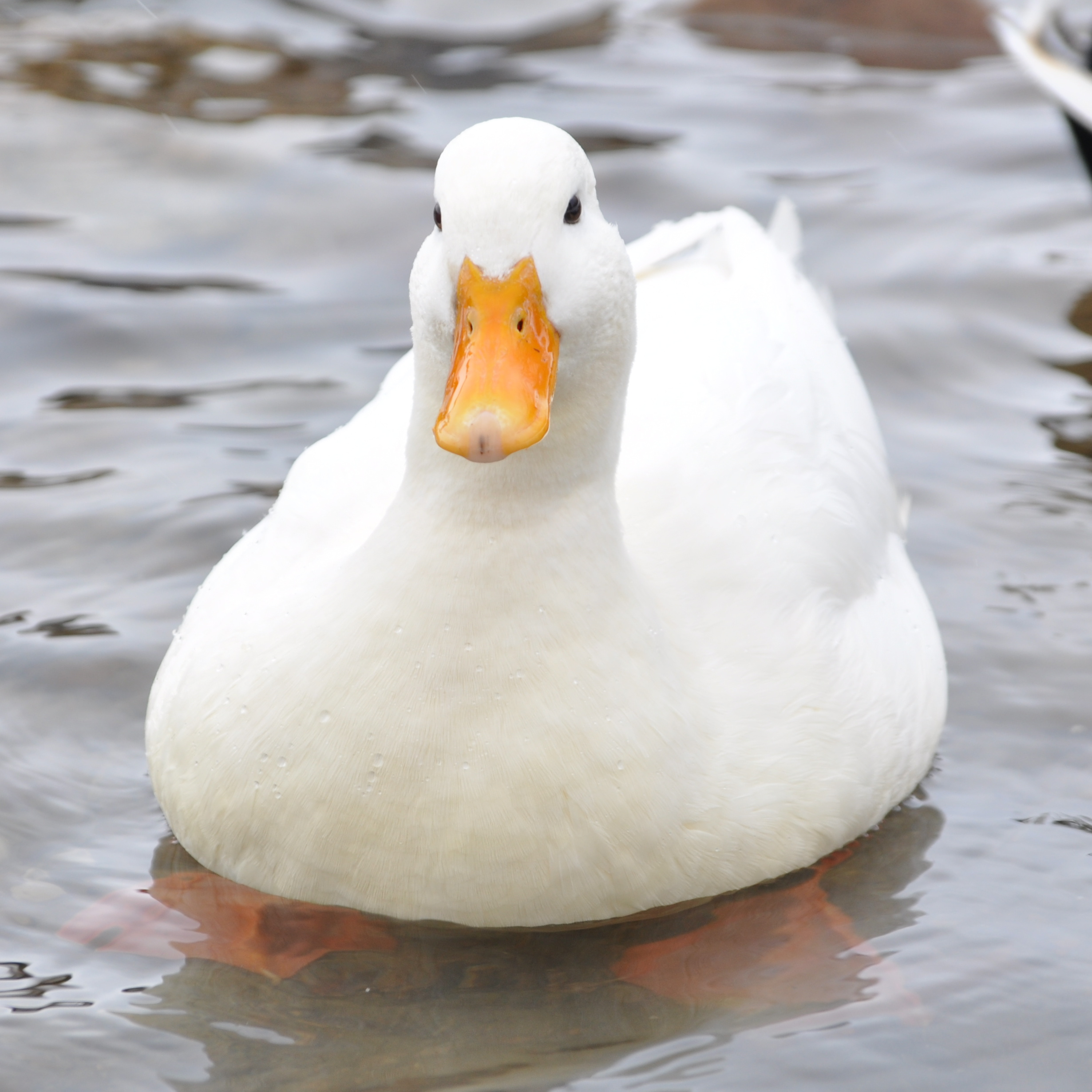
Rață mare (Anas platyrhynchos)
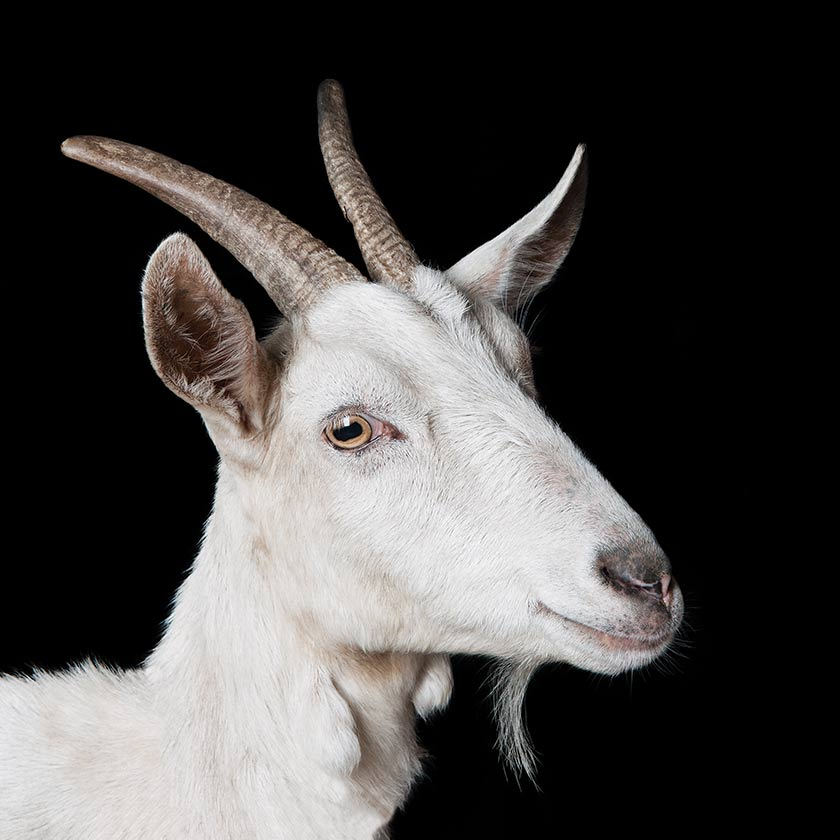
Capră
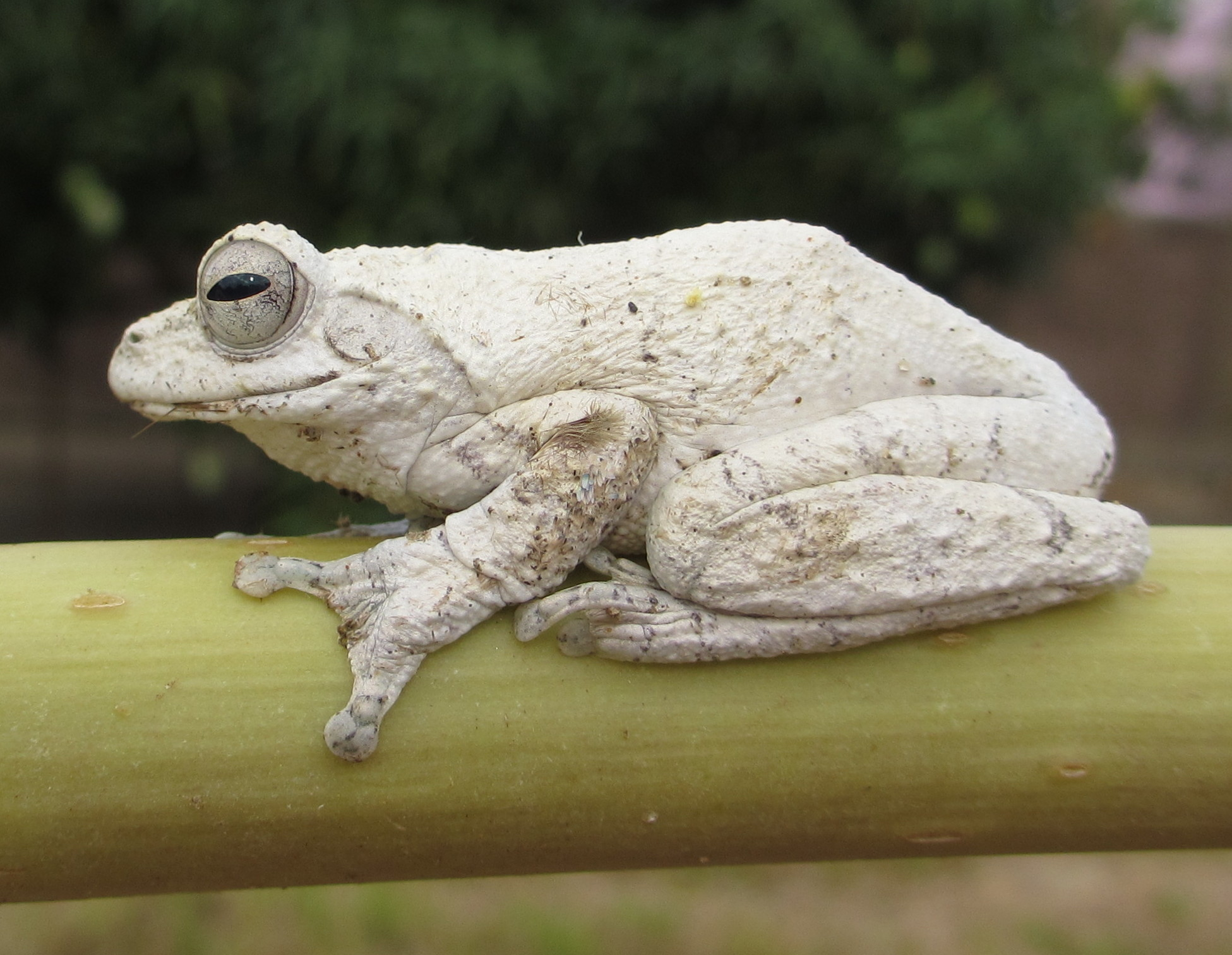
Broască

## Cultură și tradiții
Multe popoare din regiunile arabe poartă haină lungă albă, în special în regiunea Golfului Arab, unde haina albă este un fel de costum național purtat de obicei de bărbații musulmani. Beduinii îl poartă, de asemenea, în călătoriile lor, deoarece culoarea albă este asociată în special cu laptele, iar albul este culoarea mulțumirii, recunoștinței, fericirii și fertilității.

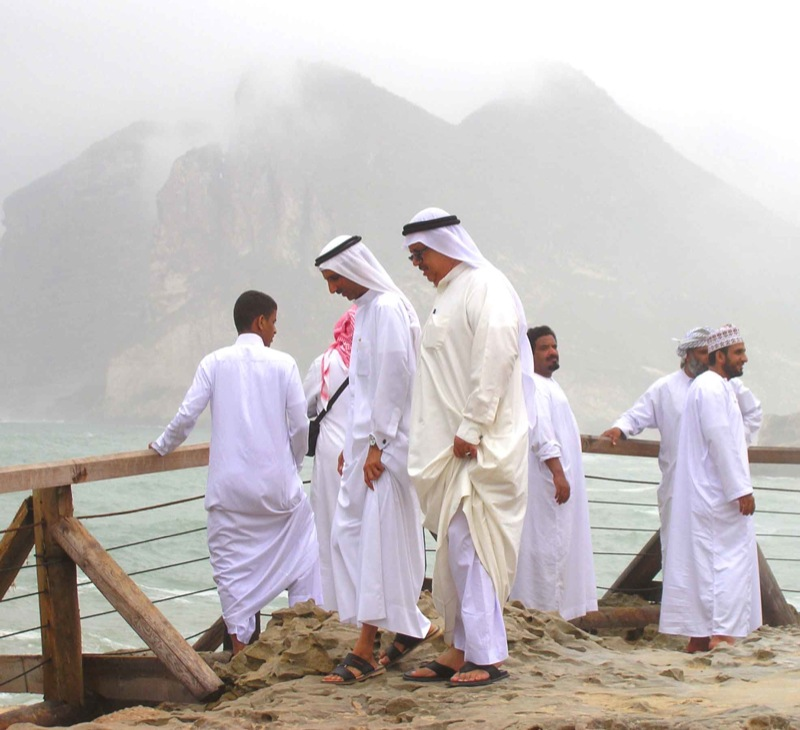
Cetățenii din Golf care poartă haina tradițională albă
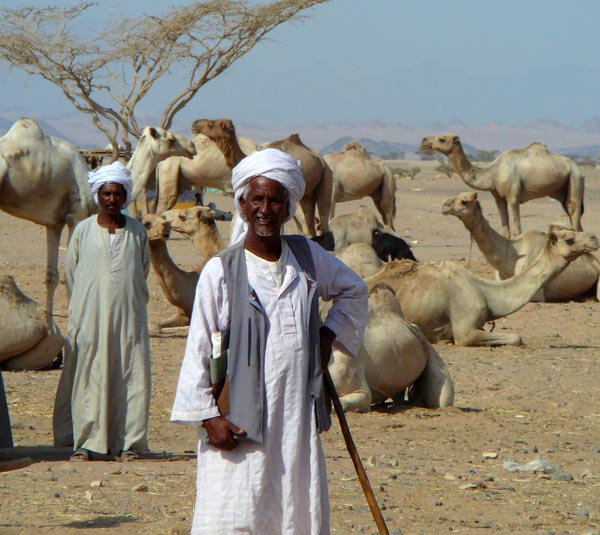
Un beduin în deșertul Sudanului în haina tradițională albă și cu turban alb
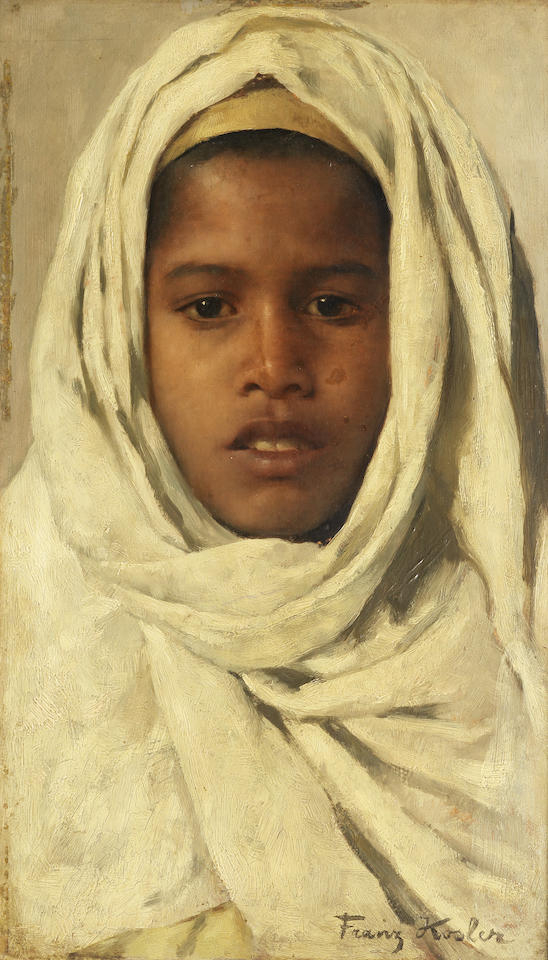
Tânăr beduin, pictură de Franz Xaver Kosler

### Rochie de mireasă
În culturile occidentale, rochia de mireasă este cel mai frecvent albă, modă care a devenit populară de la căsătoria reginei Victoria în 1840. Primul exemplu documentat al unei prințese care purta o rochie albă de mireasă pentru o ceremonie de nuntă regală este cea a Philippa a Angliei, care purta o tunică cu o capă din mătase albă mărginită cu blană de veveriță și de hermină în 1406, când s-a căsătorit cu Eric de Pomerania. Maria, regina scoțienilor, a îmbrăcat o rochie albă de mireasă în 1559 când s-a căsătorit cu primul ei soț, Francisc, delfin al Franței, pentru că era culoarea ei preferată, deși albul era atunci culoarea doliului pentru reginele franceze.
Cu toate acestea, rochia albă de mireasă nu a fost o tendință larg răspândită; înainte de epoca victoriană, o mireasă se căsătorea în orice culoare, negrul fiind deosebit de popular în Scandinavia. Albul a devenit o opțiune populară în 1840, după căsătoria reginei Victoria cu Albert de Saxa-Coburg, când Victoria a purtat o rochie albă îmbrăcată cu dantelă Honiton. Ilustrațiile nunții au fost publicate pe scară largă, iar multe mirese au optat pentru alb în conformitate cu alegerea reginei.

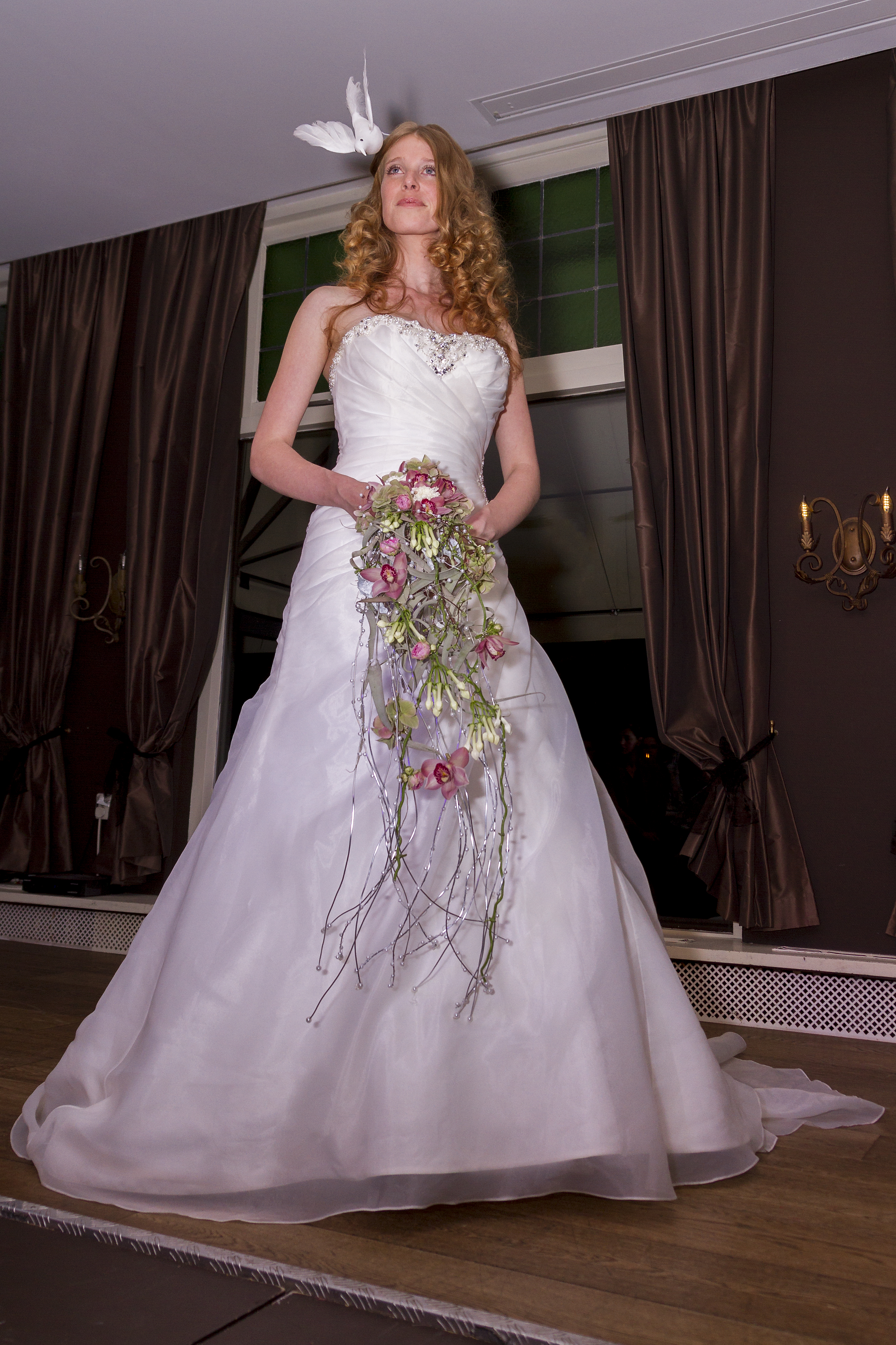
Rochia albă de mireasă simbolizează puritatea și virginitatea
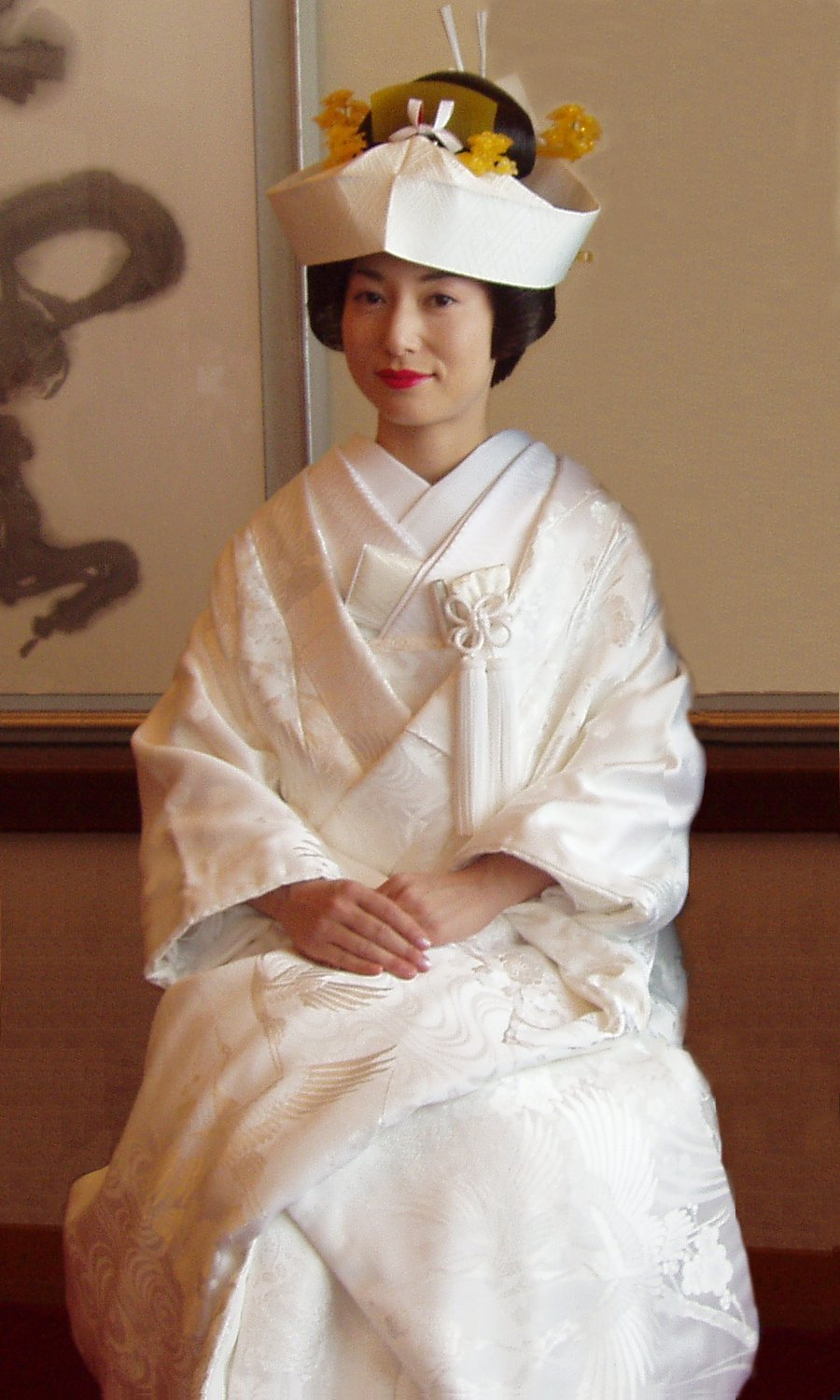
Rochia de mireasă formală japoneză este folosită și astăzi.
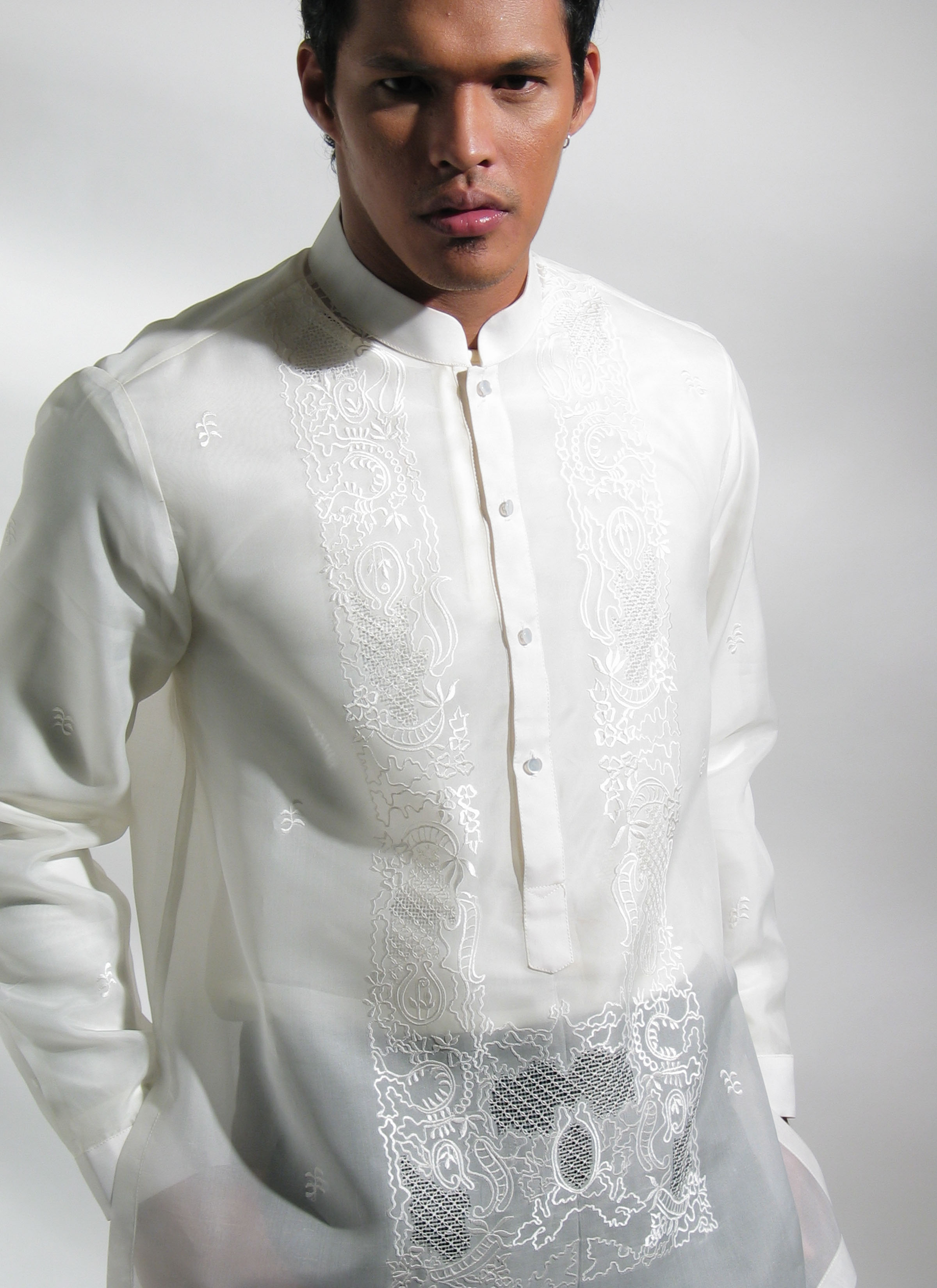
Barung Tagalog este costumul național din Filipine, iar forma albă este purtată la nunți
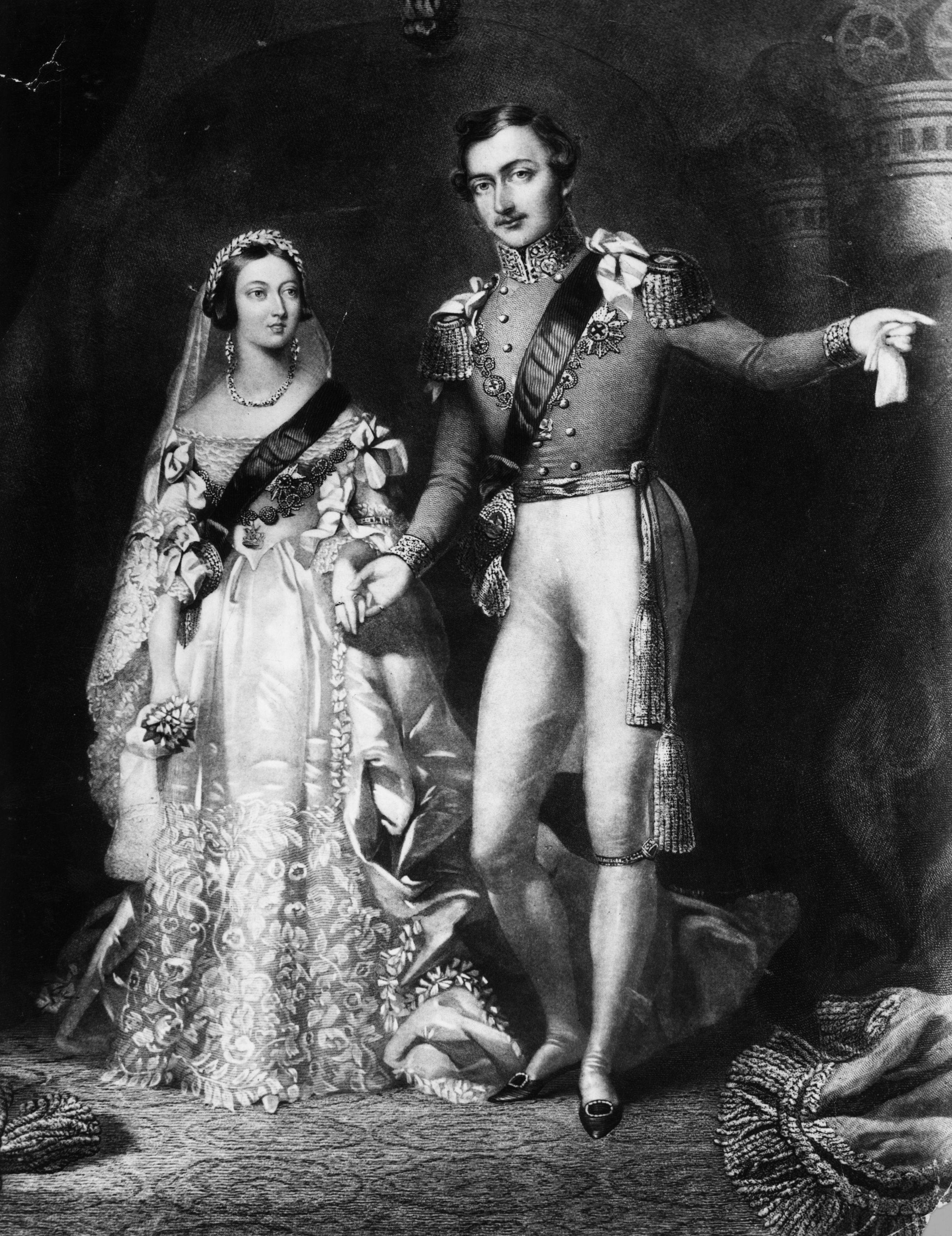
Rochia de mireasă a reginei Victoria, 1840

### Sporturi și jocuri
Purtarea uniformei albe este obligatorie în unele tipuri de sporturi, în special jocurile de luptă tradiționale care își au rădăcinile în Orientul Îndepărtat, cum ar fi: jujutsu, judo, karate și altele. Uniforma complet albă este folosită și în alte sporturi, precum scrima. 
Albul reprezintă culoarea distinctivă a unor echipe locale și naționale în unele jocuri pe echipe, cum este cazul, de exemplu, în fotbal cu echipa națională germană de fotbal și cu echipa spaniolă Real Madrid, aceasta din urmă având numele de cod „Los Blancos”, care înseamnă „Albii”.
La Campionatele de tenis de la Wimbledon tradiția include un cod vestimentar strict alb pentru concurenți.
Culoarea albă este utilizată împreună cu negrul pentru a distinge culorile pietrelor în unele jocuri de strategie, cum ar fi: table, go și șah, unde în conformitate cu regulile, jocul este început de piesele albe.

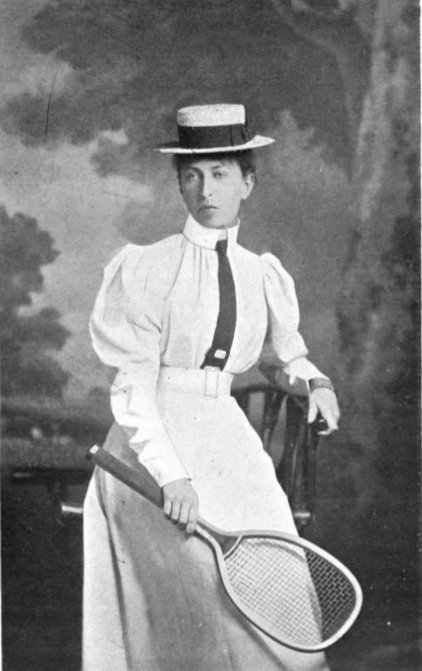
Tradiția de la Turneul de tenis de la Wimbledon include un cod vestimentar strict alb pentru concurenți.
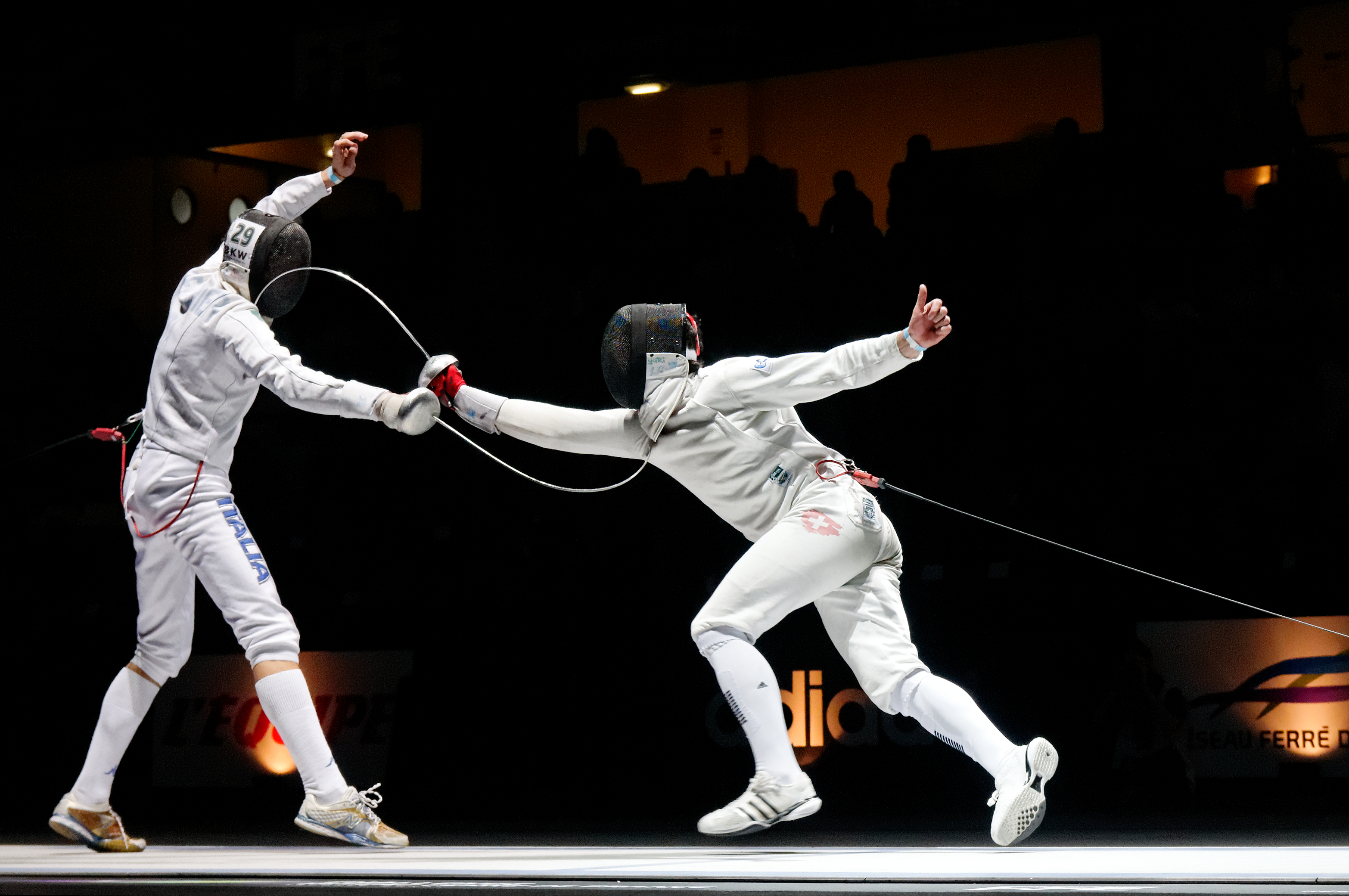
Costumul de scrimă este perfect alb
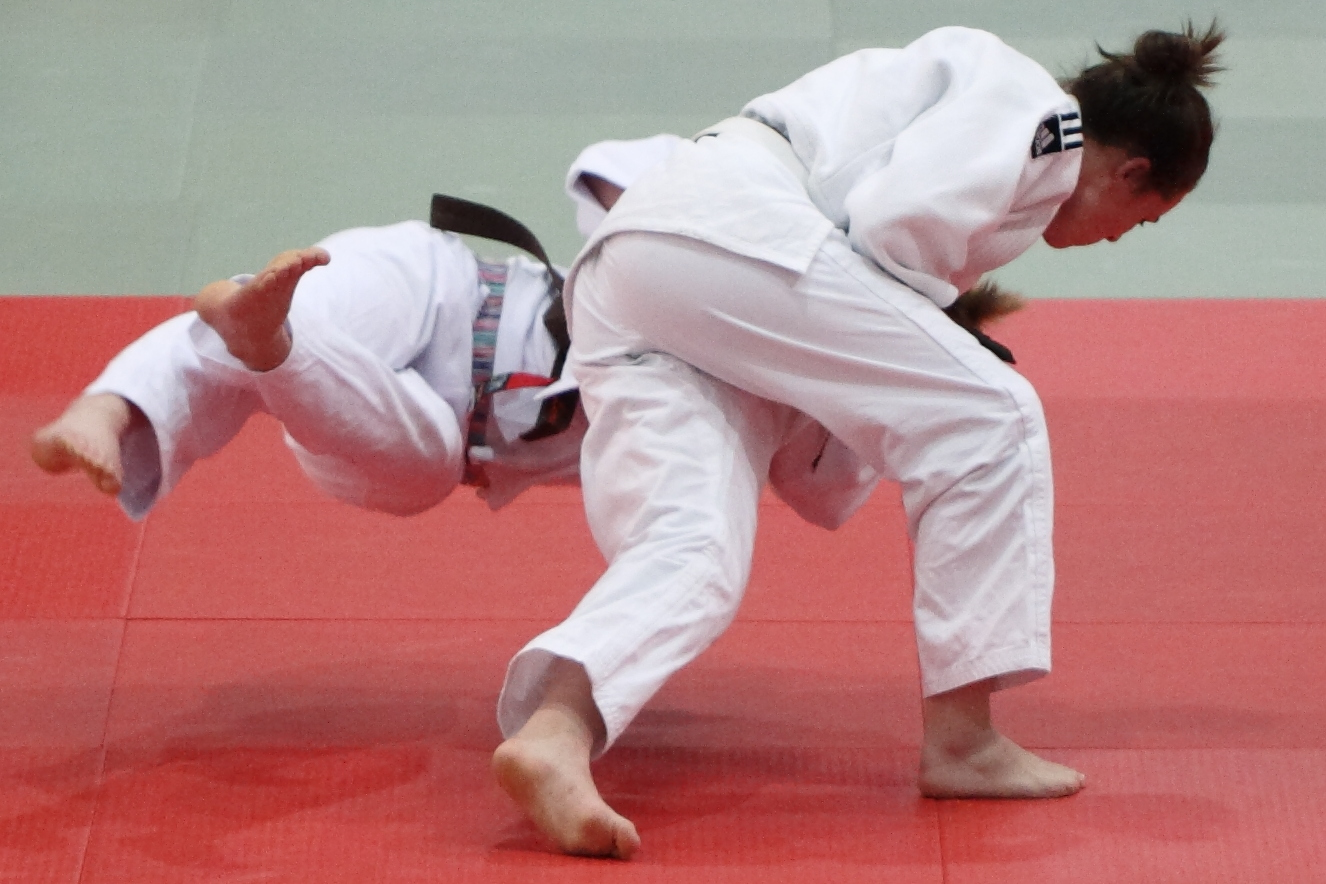
Uniforma tradițională folosită pentru judo
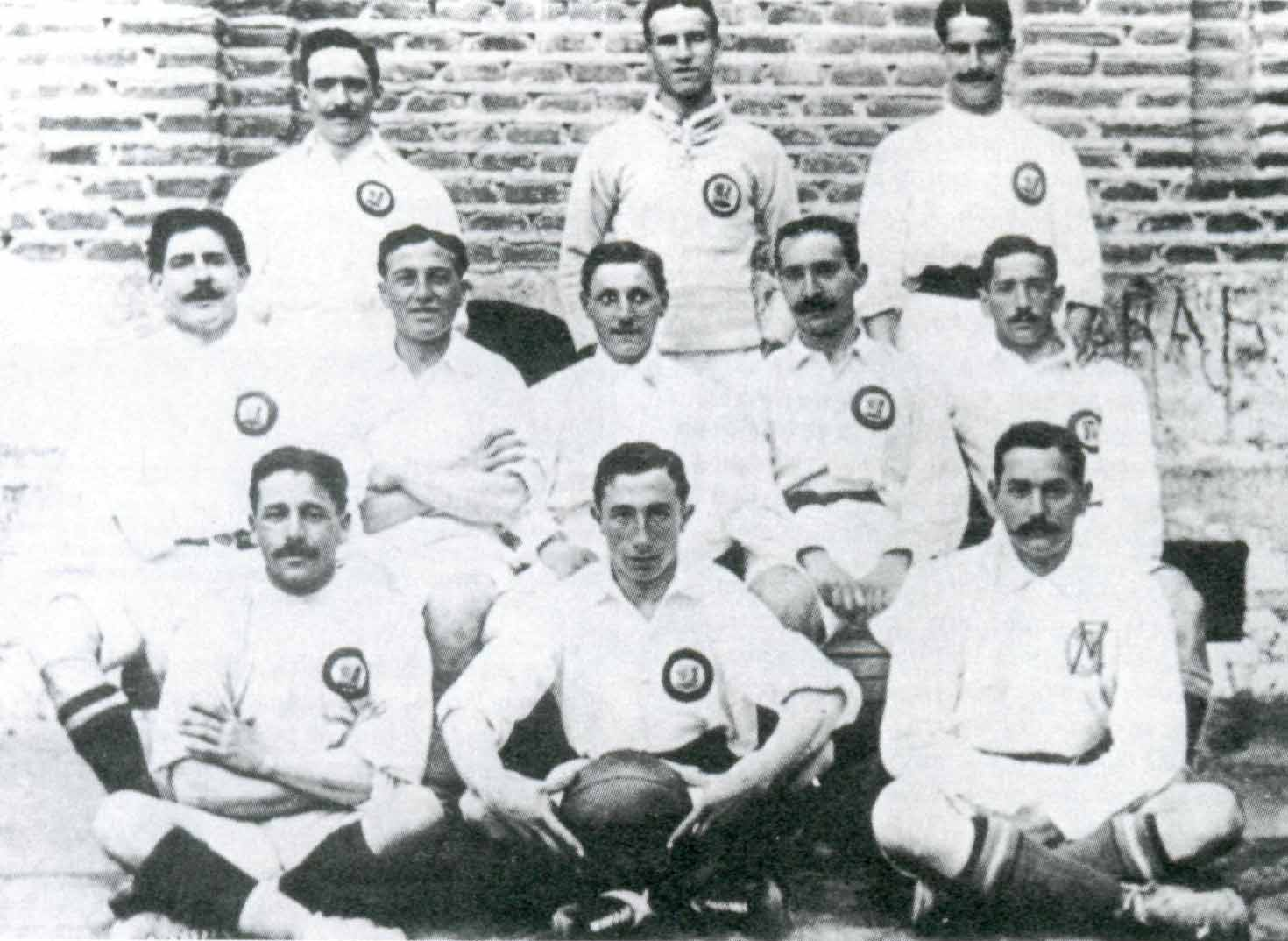
Jucătorii de la Real Madrid în primii ani (1906)
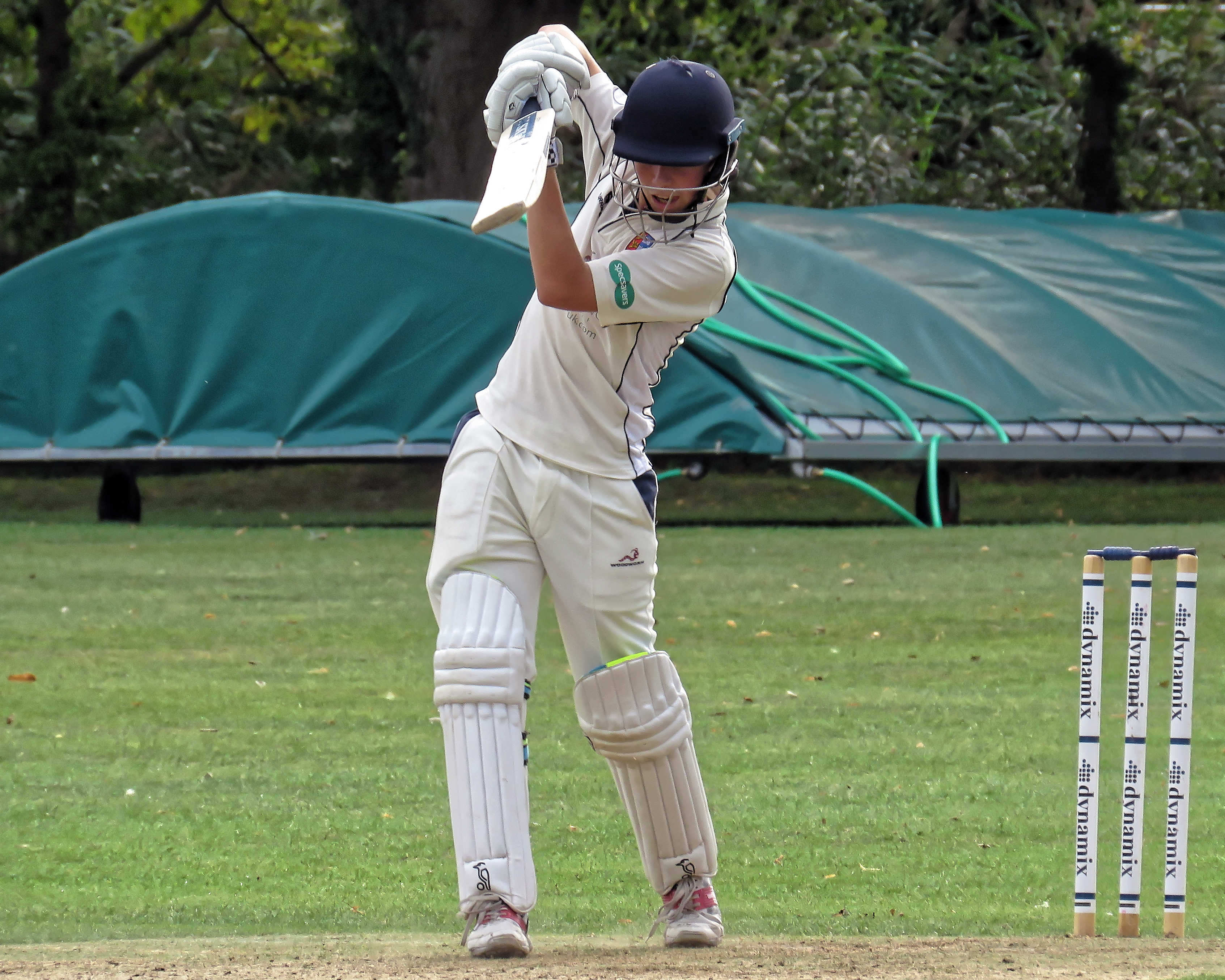
În mod tradițional, crichetul se joacă în uniformă complet albă
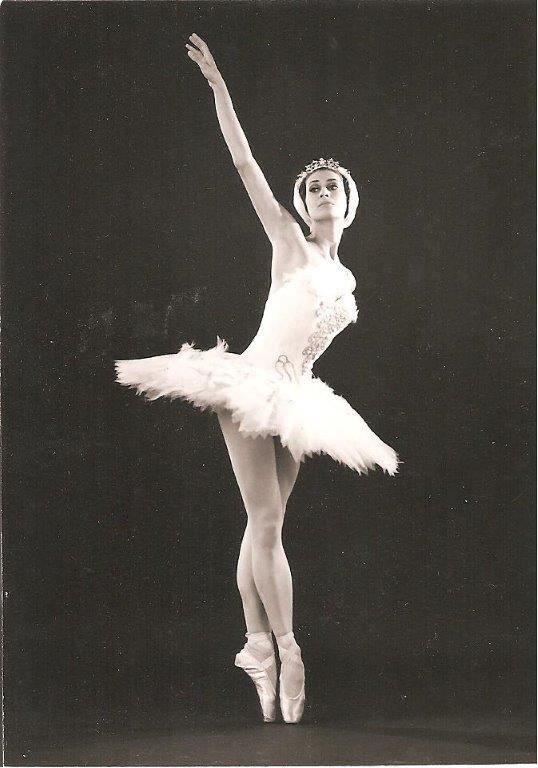
Balerină
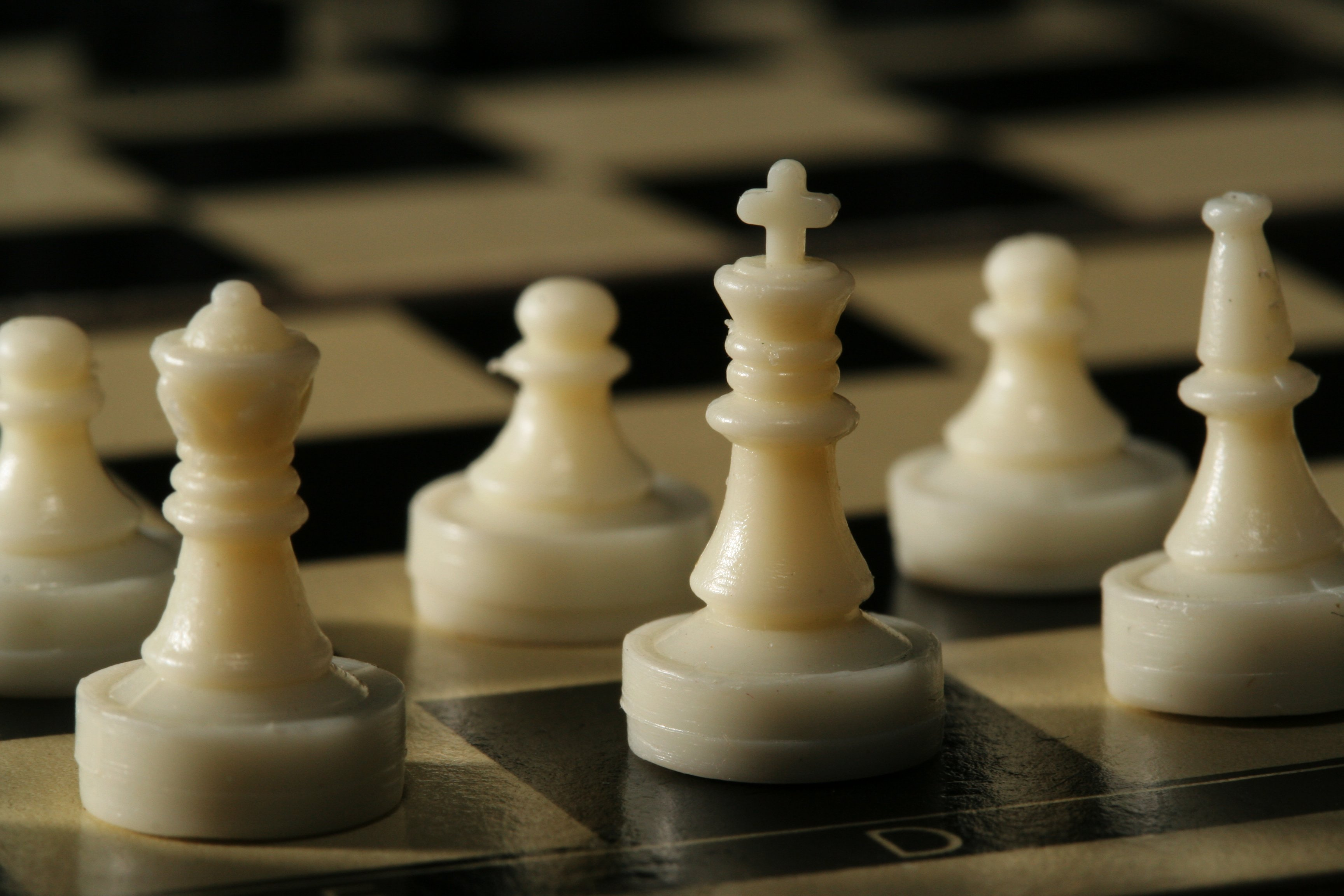
Piese albe la jocul de șah

### Expresii
- În limba română există câteva expresii legate de alb: „ba e albă, ba e neagră” (despre spusele cuiva care se contrazice), „nici albă, nici neagră” (nici așa, nici așa, deodată), „a deosebi albul de negru” (a distinge binele de rău), „a face din alb negru” (a denatura), „de când lupii erau albi” (din timpuri străvechi), „până-n pânzele albe” (până la capăt), „cusut cu ață albă” (un fals, o minciună evidentă), „a scoate cuiva peri albi” (a supăra pe cineva, a hărțui), „a fi alb ca brânza” (a nu fi bronzat deloc), „a strânge bani albi pentru zile negre” (a economisi pentru situații dificile), „armă albă” (armă cu lamă de oțel), „noapte albă” (noapte petrecută fără a dormi, insomnie), „a mânca o pâine albă” (a face muncă ușoară), „a duce zile albe” (un trai tihnit), „negru pe alb” (în scris, sigur), „a semna în alb” (a acorda cuiva încredere deplină), „a intrat alba-n sat” (s-a făcut ziuă, a început să ningă), „săptămâna albă” (a opta săptămână înainte de Paști), „magie albă” (care nu recurge la spirite rele).
- O „minciună albă”' este o minciună inocentă.
- A ridica „stegul alb” înseamnă a se preda, a capitula, albul fiind simbolul păcii și a dorinței de a înceta un conflict.
- „Versuri albe” înseamnă versuri fără rimă.
- „Zgomot alb” este zgomotul tuturor frecvențelor sunetului combinate. Este folosit pentru a acoperi zgomotul nedorit.
- Un „cavaler alb” în finanțe este un investitor prietenos care se ocupă de salvarea unei companii de la o preluare ostilă.
- Un lucrător cu „guler alb” este cel care lucrează la birou, spre deosebire de un lucrător cu „guler albastru”, care lucrează cu mâinile în fabrici sau ateliere.
- O „carte albă” este un raport oficial pe o problemă majoră făcut de o echipă de experți; un raport guvernamental care conturează politica; sau un scurt tratat al cărui scop este educarea clienților din industrie. Asocierea unei hârtii cu alb poate semnifica fapte curate și informații nepărtinitoare.
- „Pana albă” este un simbol de lașitate în Marea Britanie.[34] Se presupune că provine de la lupta cu cocoșul și credința că un cocoș care poartă o pană albă în coadă este posibil să fie un luptător slab. La începutul Primului Război Mondial, femeile din Anglia au fost încurajate să dea pene albe bărbaților care nu s-au înscris în forțele armate britanice.[35]
- În Rusia, nobilimea este uneori descrisă ca „os alb” și oamenii de rând ca „os negru”.
- Teroarea albă este o expresie folosită în istoria Franței care indică masacrele comise de extremiștii monarhiști în diferite perioade: în 1795 și 1799 în special împotriva republicanilor și iacobinilor, iar în 1815, după căderea finală a lui Napoleon I, împotriva republicanilor, bonapartiștilor și liberilor.
- Marele alb este o rasă de porci creată în Anglia.[36]

## Asociații și simbolism
În Egiptul antic și Roma antică, preotesele purtau îmbrăcăminte albă ca simbol al purității, iar romanii purtau toga albă ca simbol al cetățeniei. În Evul Mediu și Renaștere, un unicorn alb simboliza castitatea, iar un miel alb sacrificiul și puritatea. A fost culoarea regală a regilor Franței și a mișcării monarhiste care s-a opus bolșevicilor în timpul războiului civil rus (1917–1922). Templele grecești și romane aveau fațada din marmură albă, iar începând cu secolul al XVIII-lea, odată cu apariția arhitecturii neoclasice, albul a devenit cea mai comună culoare a noilor biserici, capitolii și alte clădiri guvernamentale, în special în Statele Unite. Arhitectul și savantul Renașterii Leon Battista Alberti scria în 1452 că bisericile ar trebui să fie tencuite în interior, deoarece albul era singura culoare potrivită pentru reflecție și meditație. De asemenea, albul a fost utilizat pe scară largă în arhitectura modernă a secolului XX ca simbol al modernității și simplității.
Albul este culoarea din cultura occidentală cel mai adesea asociată cu începuturile. Regina Elisabeta a II-a poartă alb când deschide fiecare sesiune a Parlamentului britanic. În societatea înaltă, debutantele poartă în mod tradițional alb la primul lor bal.
Albul este culoarea cea mai asociată cu curățenia. Obiectele care sunt de așteptat să fie curate, cum ar fi frigiderele și vasele, toaletele și chiuvetele, lenjeria de pat și prosoapele, sunt în mod tradițional albe. Albul era culoarea tradițională a hainei medicilor, asistenților medicali, oamenilor de știință și a tehnicienilor de laborator, deși în zilele noastre se folosește adesea un albastru pal sau verde. Albul este, de asemenea, culoarea purtată cel mai des de bucătari, brutari și măcelari, precum și culoarea șorțurilor chelnerilor din restaurantele franceze.
Oamenii din rasa caucaziană sunt adesea numiți pur și simplu albi. Albul este o clasificare rasială și un specificator de culoare a pielii, utilizat în general pentru persoanele de origine europeană; deși definiția poate varia în funcție de context, naționalitate și punct de vedere. 
De-a lungul istoriei, un steag alb a fost folosit pentru a reprezenta fie predarea, fie o cerere de armistițiu. Se crede că a apărut în secolul al XV-lea, în timpul Războiului de 100 de Ani dintre Franța și Anglia, când steagurile multicolore, precum și armele de foc, au intrat în uzul comun al armatelor europene. Steagul alb a fost recunoscut oficial ca o cerere de încetare a ostilităților prin Convenția de la Geneva din 1949.
Conform sondajelor din Europa și Statele Unite, albul este culoarea cea mai adesea asociată cu perfecțiunea, binele, onestitatea, curățenia, începutul, noul, neutralitatea și exactitatea. Albul este o culoare importantă pentru aproape toate religiile lumii. Papa, șeful Bisericii Romano-Catolice, poartă alb din 1566, ca simbol al purității și sacrificiului. În Islam și în religia Shinto din Japonia, albul este purtat de pelerini. În culturile occidentale și în Japonia, albul este cea mai comună culoare pentru rochiile de mireasă, simbolizând puritatea și virginitatea. În multe culturi asiatice, albul este și culoarea doliului.

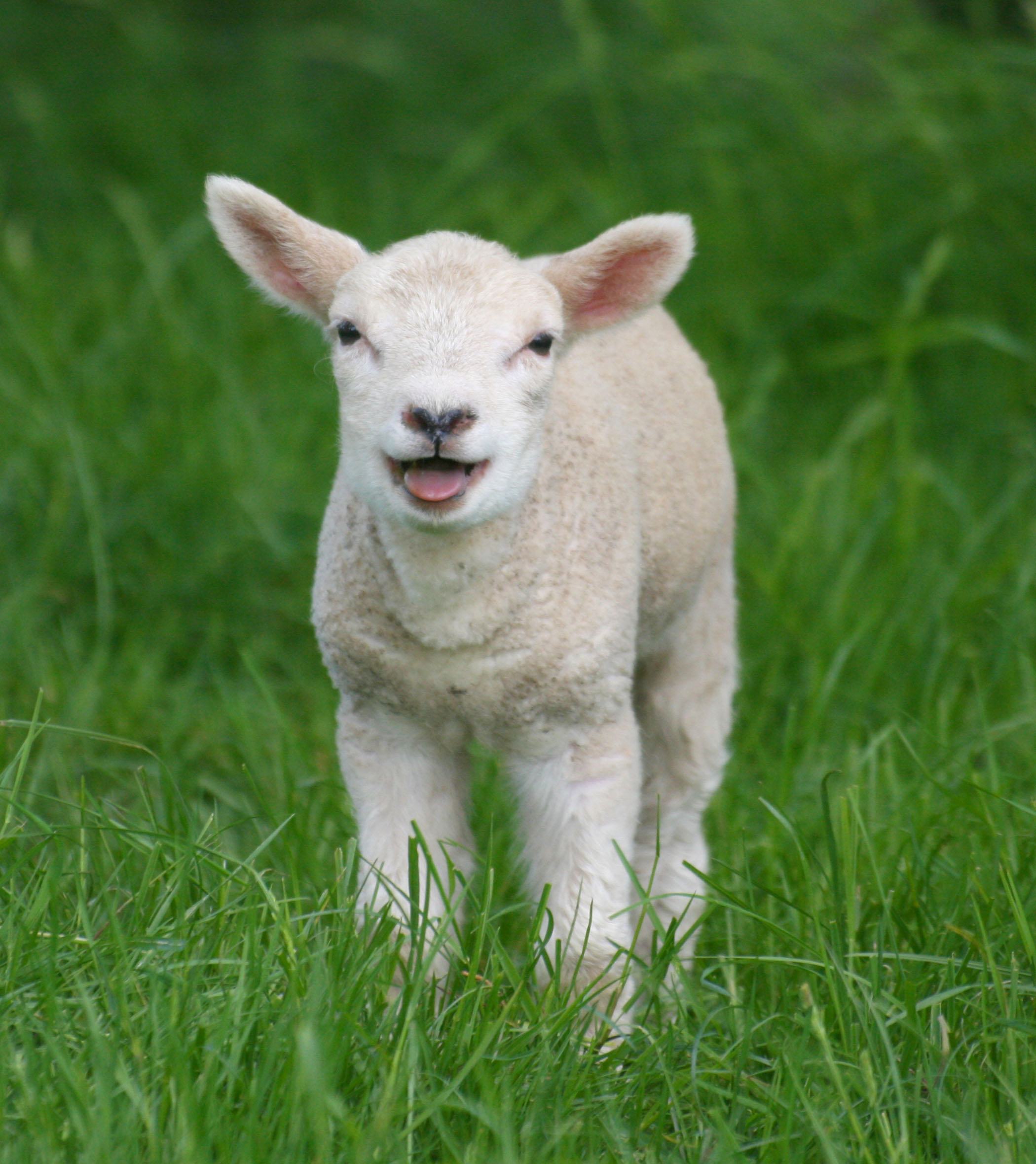
Mielul alb simbolizează sacrificiul și puritatea
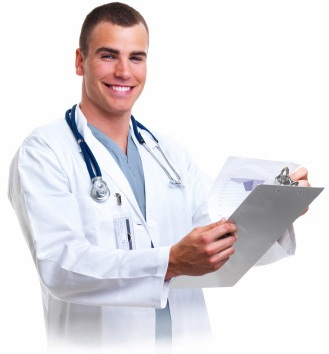
Albul este culoarea tradițională a hainei medicilor, asistenților medicali
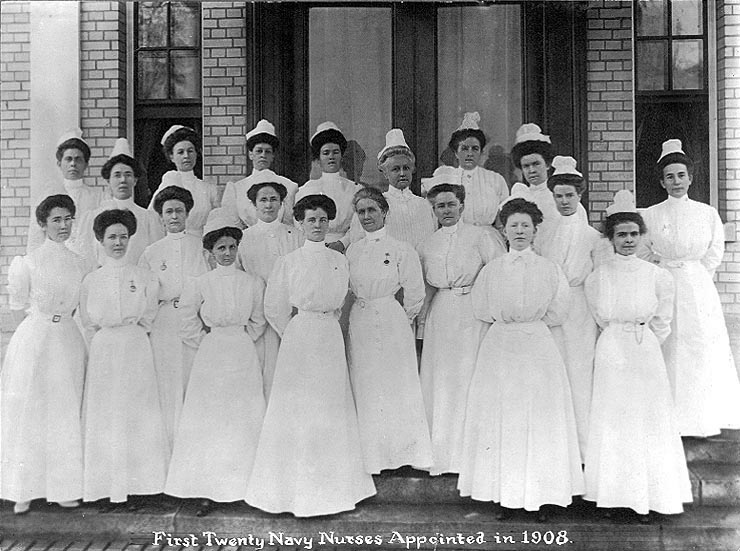
Corp de asistente medicale, 1908
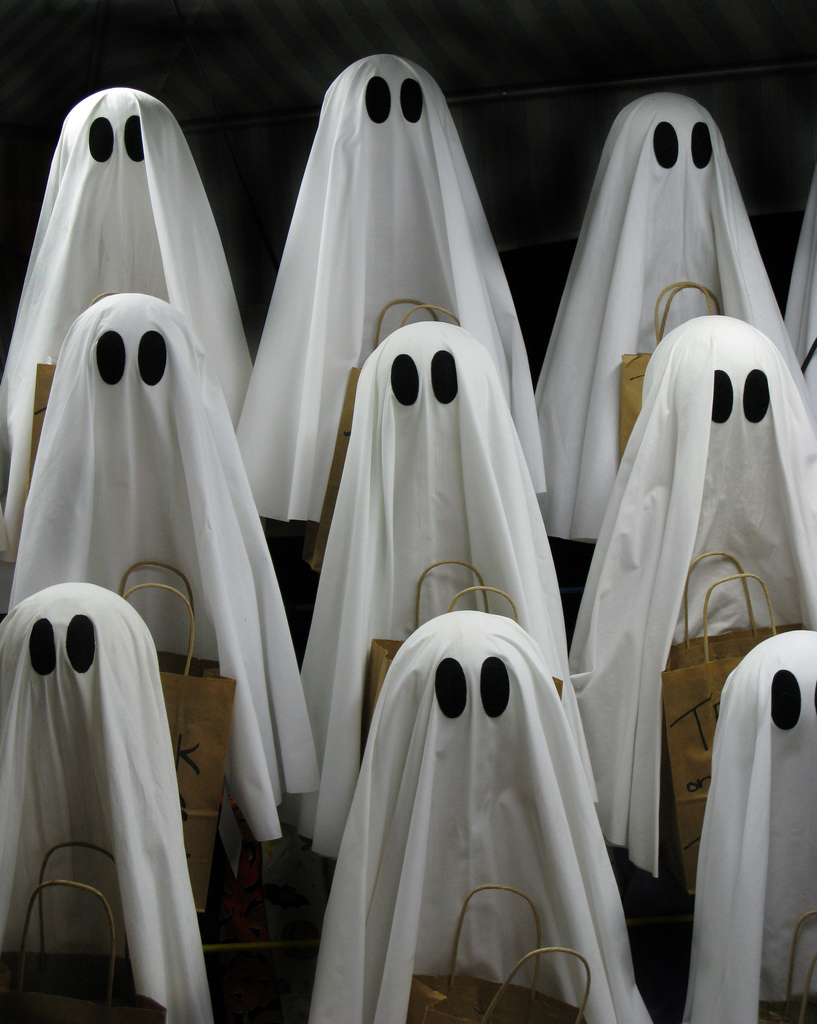
Albul este culoarea asociată cu fantomele sau stafiile
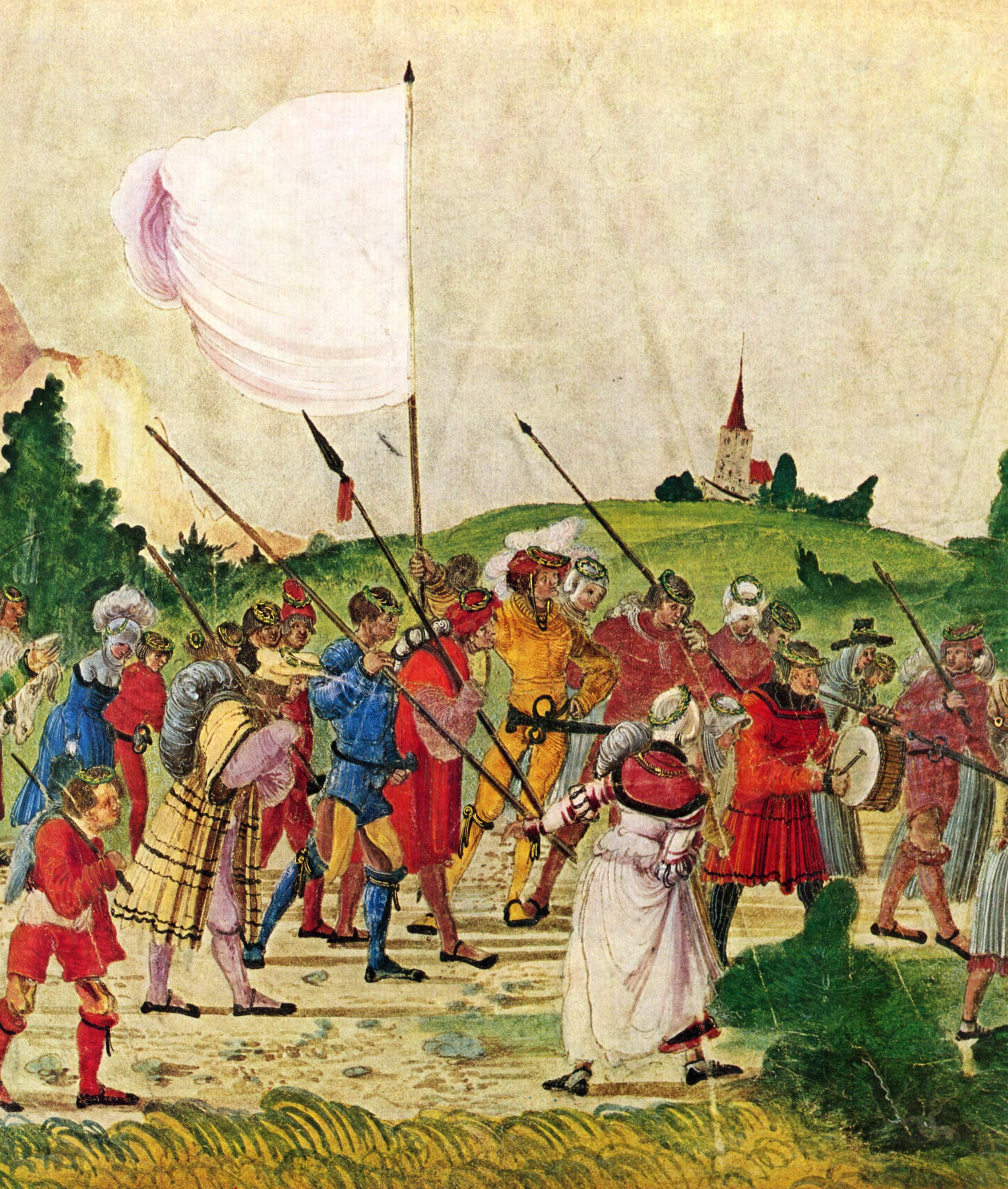
Steagul alb reprezentă fie predarea, fie o cerere de armistițiu.